# Northeim
Northeim ist eine Mittelstadt und selbständige Gemeinde in Südniedersachsen, Deutschland. Die ehemalige Hansestadt ist Sitz des Landkreises Northeim und erfüllt die Funktionen eines Mittelzentrums. In der Europastadt, die sich auf rund 145 km² Fläche erstreckt, leben (Stand 2024) rund 27.300 Einwohner.

## Geografie

### Geografische Lage
Northeim liegt in Südniedersachsen im Niedersächsischen Bergland an den äußersten Südwestausläufern des Harzes bzw. einige Kilometer östlich des Sollings. Es befindet sich 20 Kilometer nördlich der Großstadt Göttingen. Durch das Stadtzentrum verläuft der 10. Grad östlicher Länge. Auf der Einkaufsstraße Breite Straße ist der Längengrad durch weiße Pflastersteine markiert.
Durch Northeim fließt die Rhume mit ihrem Rhumekanal, der einst zum Betrieb der Northeimer Mühle angelegt wurde. Die durch Langenholtensen fließende Dünne mündet in der Nähe der B-241-Brücke in die Rhume. Unweit westlich der Stadt verläuft die Leine in Süd-Nord-Richtung. In sie mündet die Rhume 4,5 km nordwestlich des Stadtkerns sowie die von Westen kommende Moore.
Northeim liegt an der Northeimer Seenplatte, die derzeit aus zwölf durch Kiesabbau entstandenen Seen mit einer Gesamtfläche von 360 ha (August 2006) besteht. Bis zum Ende der Abbauarbeiten werden mindestens drei weitere Seen hinzukommen. Der größte Einzelsee wird sich dann über eine Fläche von 160 ha erstrecken.

### Stadtgliederung
- Berwartshausen
- Bühle
- Denkershausen
- Edesheim
- Hammenstedt
- Hillerse
- Höckelheim
- Hohnstedt
- Hollenstedt
- Imbshausen
- Lagershausen
- Langenholtensen
- Schnedinghausen
- Stöckheim
- Sudheim

Dazu gehören auch folgende Siedlungen, die den jeweiligen Dörfern zugeordnet sind: Wetze zu Stöckheim, Brunstein zu Langenholtensen, Gut Wickershausen zu Hollenstedt. Güntgenburg, ein ehemaliges Vorwerk des Klosterguts Höckelheim mit sechs Einwohnern (2005), gehört zu Hammenstedt.

### Nachbargemeinden
An Northeim grenzen nördlich die Stadt Einbeck und die Gemeinde Kalefeld. Im Osten grenzt es an die Gemeinde Katlenburg-Lindau. Südlich von Northeim liegt Nörten-Hardenberg und westlich die Stadt Moringen.

## Geschichte

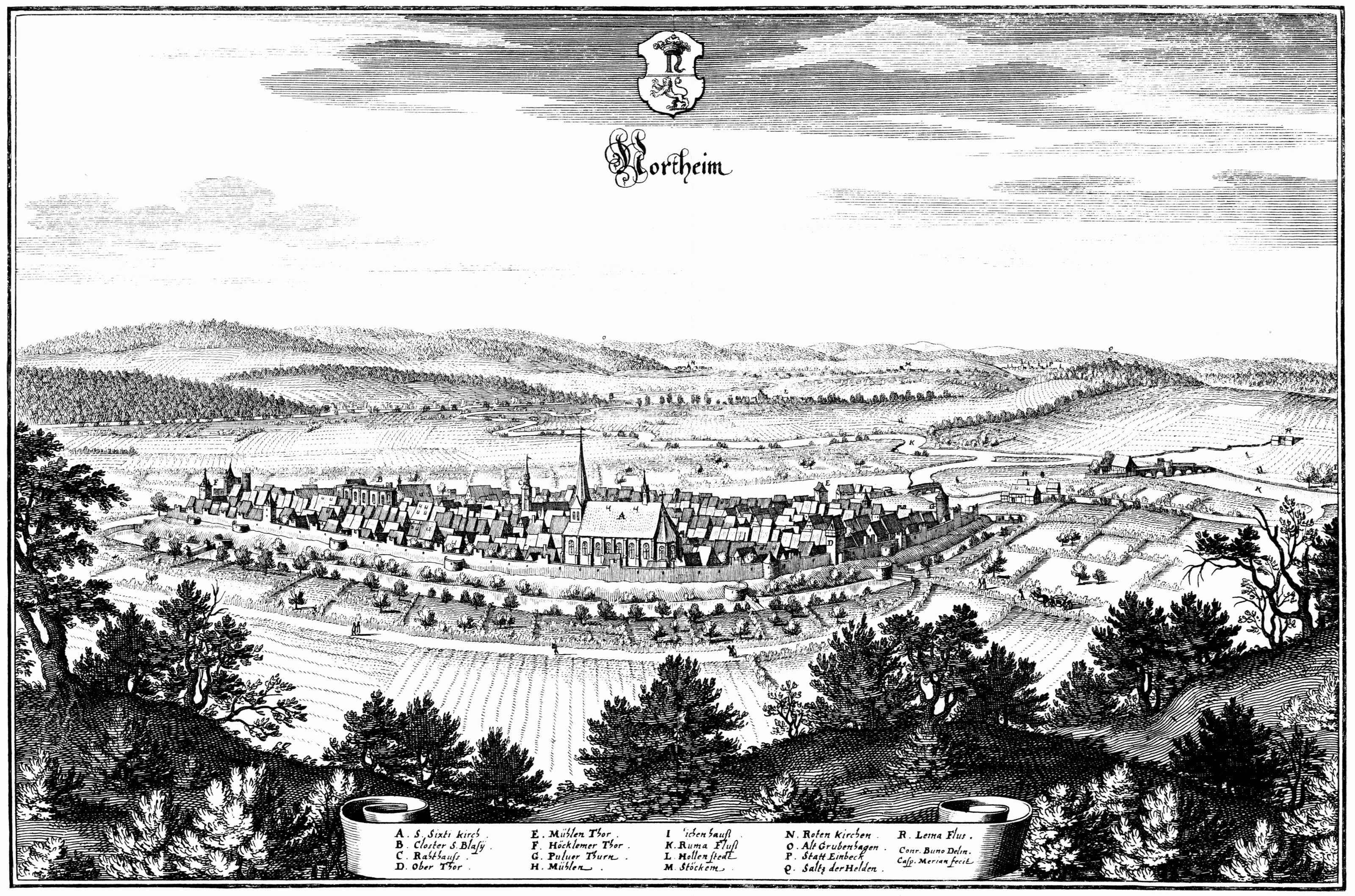
Merian-Stich von Northeim (1654)

### Die älteste Zeit
Für das Gebiet um die Northeimer Kernstadt – etwa an den Hängen des Leinetals und der Berge nach Imbshausen hin – lassen sich Siedlungen der jüngeren Steinzeit nachweisen. Diese Nachweise reichen bis 2.000 v. Chr. Für die Bronzezeit lassen sich Hügelgräber feststellen. Auf dem Gebiet des heutigen Northeims lebten zur Germanenzeit um Christi Geburt die Cherusker, die in das Volk der Sachsen aufgingen.

### Erste Erwähnung bis zur Jahrtausendwende
Für das Ende des 8. Jahrhunderts lässt sich die erste Erwähnung Northeims notieren, da der fränkische Adelige Nithard und dessen Frau Eggehild Eigentümer in Northeim, Medenheim und Sudheim an das Kloster Fulda übertragen hatte. Um 800 befand sich im Bereich der heutigen Sankt-Sixti-Kirche eine sächsische Siedlung, die später mit dem Namen „Oberdorf“ bezeichnet wurde. Wie diese Siedlung ursprünglich hieß, ist jedoch nicht überliefert. In der Nähe befand sich zu dieser Zeit auch eine fränkische Ansiedlung, die zur Sicherung von Handelswegen beitragen sollte. Diese ging im 10. Jahrhundert in den Besitz der Northeimer Grafen über. Ins Jahr 982 datiert die erste Erwähnung eines Grafen des Rittigaus, des Grafen Siegfried von Northeim, welcher in einer Urkunde Kaiser Ottos II. genannt wird.

### Northeim während des Mittelalters
Die erste Erwähnung der Stadt als Sitz der Northeimer Grafen stammt aus dem Jahr 1002. Die Northeimer Siegfried I., Siegfried II. und Benno sowie Heinrich und Udo von Katlenburg ermordeten in der Nacht vom 30. April auf den 1. Mai den Meißener Markgrafen Ekkehard I. im Kloster Pöhlde.
Um 1050 heiratete Graf Otto von Northeim Richenza von Werl. Auf diese Weise vermehrte er seinen Besitz beträchtlich und wurde zu einem der angesehensten und reichsten Fürsten der damaligen Zeit. 1061 wurde Otto von der Witwe Heinrichs III., Agnes, das Stammesherzogtum Baiern verliehen. Da er Pläne zur Ermordung von König Heinrich IV. bei dessen Besuch in Northeim geschmiedet haben sollte, wurde Otto 1069 des Majestätsverbrechens für schuldig befunden und verlor in Folge seine Rechtslehen und das Herzogtum Bayern. Otto von Northeim, der 1083 an den Folgen eines Reitunfalles starb, plante seinerzeit die Gründung eines Klosters in Northeim, Sankt Blasien. Im Schutze dieses Klosters entstand die Marktsiedlung im Bereich der heutigen Breiten Straße, die dritte Keimzelle Northeims.
Im Jahre 1110 heiratete Ottos Enkelin Richenza von Northeim Lothar von Supplingenburg, wodurch sie später Kaiserin des hl. römischen Reiches dt. Nation wurde. Richenza, nach der in Northeim bis in die 1970er-Jahre ein Mädchengymnasium benannt war, ist die Großmutter Heinrichs des Löwen. Die männliche Linie der Grafen von Northeim erlosch mit dem Tode Heinrichs von Boyneburg im Jahre 1147. Der Besitz der Northeimer Grafen, unter anderem das Kloster, gelangte an den Grafen Hermann von Winzenburg. Nach dessen Ermordung fünf Jahre später gehörte das Kloster Heinrich dem Löwen.

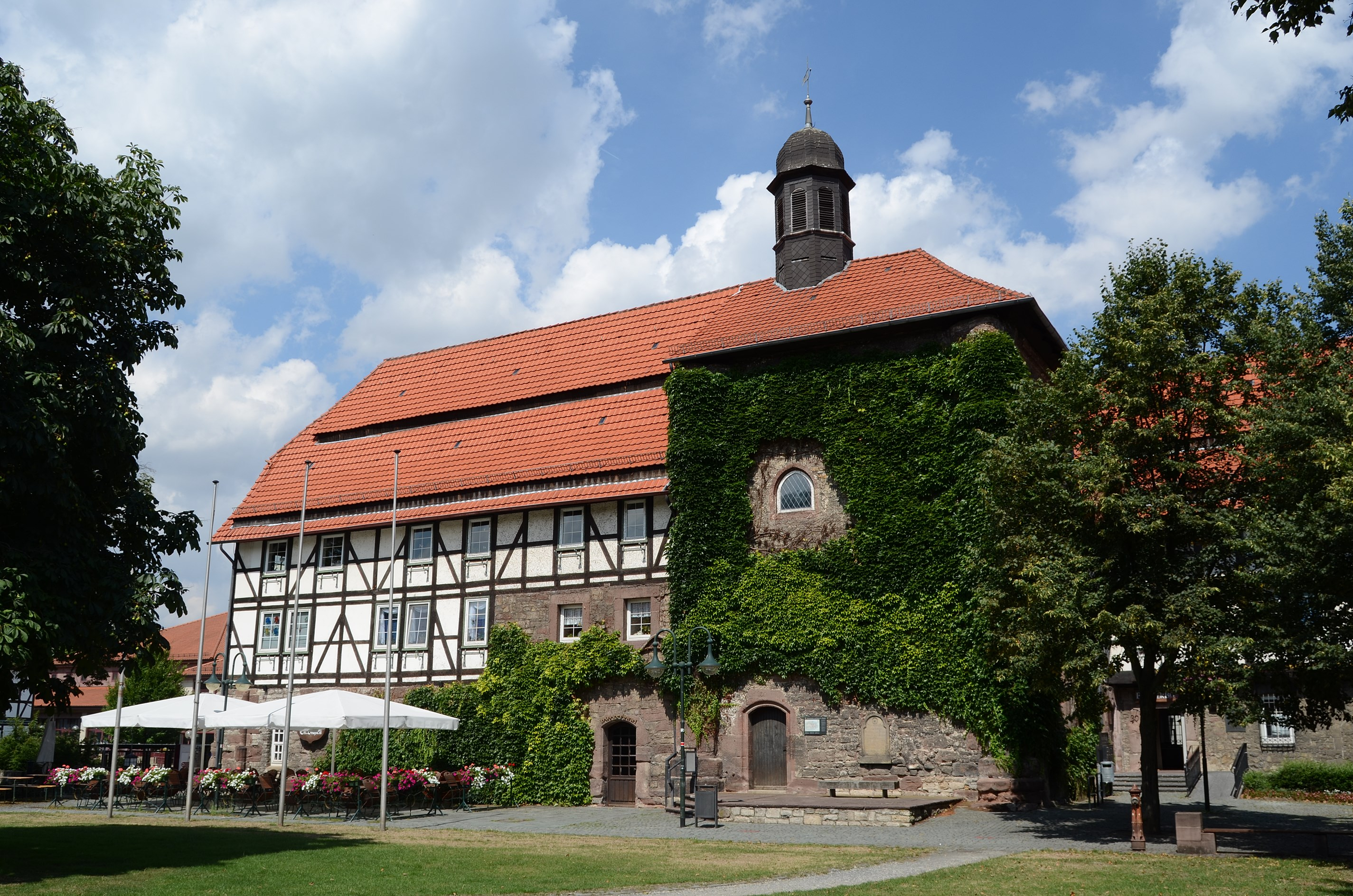
St. Blasien-Komplex, Ansicht vom Münsterplatz

1204 erfolgt die erste Erwähnung Northeims als lateinisch civitas ‚Stadt‘. 1235 wurde das welfische Herzogtum Braunschweig-Lüneburg begründet, zu dem Northeim von da an über Jahrhunderte gehören sollte. Die Stadtrechte wurden Northeim im Jahre 1252 verliehen. Dies führte zum Bau der heute noch in Teilen erhaltenen Stadtmauer, der in drei Teilabschnitten erfolgte. In den Jahren 1252 bis 1280 begann man mit dem Bau des 770 Meter langen Mauerabschnitts vom Oberen Tor bis zum Höckelheimer Tor. Anschließend wurde das etwa 370 Meter lange Teilstück vom Oberen Tor bis zum Mühlentor bis Anfang der 1290er Jahre errichtet. Abschließend entstand der noch fehlende über 600 Meter lange Bereich vom Mühlentor zum Höckelheimer Tor bis 1304. Als Gegenleistung dafür, dass St. Blasien in den Mauerring mit einbezogen wurde, übernahm das Kloster einen Teil der Kosten für den Mauerbau. Die Stadttore wurden 1285, 1293 und 1295 zum ersten Mal erwähnt, und waren daher wohl zumindest geplant, wenn nicht sogar im Bauzustand oder bereits fertig gestellt. In einer Urkunde des Rates vom 1. Februar 1297 wurde das Stift St. Blasien für alle Zeit vom Wachdienst befreit, wofür es im Gegenzug eine Entschädigung von 30 Pfund reinen Silbers zu zahlen hatte. Der Mauerring war 1304 geschlossen.
1246 ging Northeim einen gegenseitigen Schutzbund mit der 50 Kilometer entfernten Stadt Münden ein. 1265 übernahm die Stadt Göttinger Stadtrecht, was ein Privileg darstellte. Damit gingen polizeiliche Befugnisse auf den Rat über, der nun selbst Strafen verhängen konnte. 1326 erlaubte der Abt von St. Blasien die Einleitung von Wasser der Selde in die Stadtgräben, die folglich zu dieser Zeit entweder bereits bestanden haben oder in Planung gewesen sein müssen. Die Niederlassung der Herzöge von Braunschweig-Lüneburg diente von 1334 bis zum verheerenden Brand von 1832 als Rathaus. Zur selben Zeit bekam Northeim das Münzrecht. Ab dieser Zeit begann Northeim wirtschaftlich aufzublühen und wurde 1384 Mitglied der Hanse. Ab 1431 wurden die Wälle vor der Stadt angelegt.
1477 bekam Northeim eine erste Stadtschule, welche noch heute als Gymnasium Corvinianum existiert. Auf die Zeit um 1480 ist die Erneuerung der gesamten Klosteranlagen datiert. Zu dieser Zeit kam es 1485 zum Bau der gotischen Hallenkirche des Klosters. Die Reformation brachte die Bauarbeiten jedoch zum Erliegen. Northeim wurde im Vergleich zu Göttingen vergleichsweise spät evangelisch-lutherisch. Am 7. März 1539 legten der Reformator Anton Corvinus und sein Vikar Jörge Thomas die von ihnen verfasste erste evangelische Kirchenordnung für die Stadt vor, und der Rat wurde Patronatsherr der Sankt-Sixti-Kirche. Wenige Jahre später wurde das Kloster bis 1592 zum Pfandbesitz der Stadt, als geistliche Institution hörte das Kloster 1562 auf zu existieren. Northeims Mitgliedschaft in der Hanse blieb eine verhältnismäßig kurze Episode, da die Stadt bereits 1554 wieder aus ihr ausschied. Für die Jahre 1568 und 1574 ist der Bau der ersten Steinbrücke über die Rhume und die Errichtung der ersten Apotheke datiert. 1580 unterzeichnete der Rat der Stadt Northeim die lutherische Konkordienformel von 1577.
1584 starb Herzog Erich II., Fürst von Calenberg-Göttingen, ohne legitimen Erben, sodass Calenberg-Göttingen, zu dem Northeim gehörte, an Herzog Julius und die Wolfenbütteler Linie des Welfenhauses fiel, bei der es bis 1635 verblieb. 1636 kam Calenberg-Göttingen an Herzog Georg, der die neue Calenberger Linie der Welfen begründete, die später das Kurfürstentum Braunschweig-Lüneburg und das Königreich Hannover schuf. Northeim verblieb bis 1866 unter der Herrschaft dieser Linie der Welfen.

### Northeim im Dreißigjährigen Krieg
Einen Wendepunkt in der Stadtgeschichte stellte mit dem Verlust der Pfandschaft über das Kloster das Jahr 1592 dar. Auch an Northeim ging der Dreißigjährige Krieg (1618–1648) nicht vorbei. Schon im Herbst 1625 hatte Tilly für sein ligistisches Heer Quartier und Verpflegung vom Rat der Stadt verlangt. Dies wurde zunächst ebenso abgelehnt wie eine Bitte des Landesherrn Herzog Friedrich Ulrich, eine Garnison zur Landesverteidigung aufzunehmen. Der Northeimer Rat, der in all seinen Entscheidungen von der Zustimmung der Gilden abhängig war, wollte die Aufnahme jeglicher Soldaten, die nicht dem Kommando des Rates standen, aus Kostengründen verhindern. Ein Gefühl der engeren Zugehörigkeit zum Fürstentum Calenberg-Göttingen oder zum Welfenhaus war im damaligen Northeim noch nicht ausgeprägt. Gleichwohl begann man mit der Instandsetzung der Verteidigungsanlagen und bemühte sich, die Stadt für mögliche kommende Belagerungen zu wappnen. Tilly ließ seine Soldaten in den Dörfern im Umland Winterquartier nehmen. In den folgenden Wochen kam es mehrfach zu Übergriffen der ligistischen Soldaten. Während des Dezembers 1625 zündeten sie mehrere Mühlen an, die sich außerhalb der Stadttore befanden.
Anfang des Jahres 1626 flammte der Niedersächsisch-Dänische Krieg auf, auf dem Northeims Landesherr Friedrich Ulrich und dessen Bruder Christian auf Seite des dänischen Königs Christian IV. standen, sodass die Stadt dreimal von kaiserlichen Truppen belagert wurde. Zunächst vom 8. bis 20. April durch Truppen unter Oberst Martigny, der aber seine Belagerung abbrechen musste, als Herzog Christian aus Nordhessen kommend zum Entsatz anrückte. Die Northeimer Bürger unternahmen nun ihrerseits Ausfälle gegen Höckelheim, das zur Landgrafschaft Hessen-Kassel gehörte und das Fürstentum Grubenhagen, dessen Herzog Georg auf Seiten des Kaisers stand. Am 21. April 1626 griff der Northeimer Stadtkapitän Andreas Poele mit 100 Mann zu Roß und zu Fuß sowie 60 Mann des Dänenkönigs die grubenhagensche Katlenburg an, um das dortige Proviantmagazin auszuplündern, wobei reiche Beute gemacht wurde. Am 24. April zog Herzog Christian von Göttingen kommend in Northeim ein und beließ 1500 Reiter sowie etliches Fußvolk in der Stadt, die er dem Stadtkommandanten Otto Ludwig, Wild- und Rheingraf unterstellte. Die Stadtbefestigung wurde auf herzoglichen Befehl erneuert.
Erneut wurde Northeim im August 1626 kurzzeitig von ligistischen Truppen belagert, die am 13. August bereits Göttingen nach mehrwöchiger Belagerung für Tilly eingenommen hatten. Der Feldherr selbst hatte schon am 11. August von seinem Feldlager aus einen Trompeter nach Northeim geschickt, der die Stadt zur Übergabe aufforderte. Der Northeimer Rat ließ Tilly eine Ergebenheitserklärung zukommen, lehnte aber die Übergabe der Stadt ab. Am 15. August begann Graf Anholt mit der Beschießung Northeims, aber bereits am Folgetag rückte König Christian IV. von Dänemark von Seesen über Kalefeld zum Entsatz an. Tilly, der rechts der Leine und in der Northeimer Feldmark südlich der Rhume stand, war nicht bereit, in dieser Position eine Entscheidungsschlacht auszufechten, und organisierte bereits den Abzug nach Göttingen, als König Christian bei der Wiebrechtshäuser Landwehr den Sultmerberg hinaufzog und mit Vorauseinheiten durch den Wald hindurch Tilly angriff, der nach kurzem Gefecht abzog. Am 17. August zog der Dänenkönig in Northeim ein und nahm dort für drei Tage sein Hauptquartier, ehe er unter Zurücklassung einer Besatzung weiterzog, um über Wulften aufs Eichsfeld zu marschieren.
Die dritte Belagerung erfolgte im September 1626 durch den Grafen Jakob Ludwig von Fürstenberg und Oberst Blankart. Es begann eine monatelange Blockade der gut befestigten Stadt. Der Landesherr Friedrich Ulrich hatte in der Zwischenzeit eine politische Übereinkunft mit der kaiserlichen und ligistischen Seite geschlossen und das Lager um den Dänenkönig Christian IV. verlassen. Der Northeimer Rat konnte sich in den über Monate laufenden Verhandlungen mit den Kommissaren Friedrich Ulrichs nicht gegen die Gilden und die in der Stadt stationierten dänischen Soldaten durchsetzen, um ein friedliches Ende der Belagerung und die Stationierung einer landesherrlichen Garnison zu erreichen, wie es der Herzog forderte. Am 18. Juni 1627 ließ Friedrich Ulrich die declaratio rebellionis im Lande verbreiten, mit der die Acht über die Stadt verhängte. Am 25. Juni begann unter dem Kommando des Grafen Jakob Ludwig von Fürstenberg die neuerliche Beschießung der Stadt, wobei bereits eine Bresche in die Stadtbefestigung geschossen wurde. Ein erster Sturmangriff konnte allerdings durch den mutigen Einsatz des Fähnrichs Christoph Friese aufgehalten werden, der mit neun Bürgern in das Zwinger-Bollwerk zwischen heutiger Wallstraße und dem Höckelheimer Tor sprang, und den Feind, der den Wall bereits stellenweise erstiegen hatte, zurückzuschlagen. Allerdings nahmen die Northeimer nun Verhandlungen mit den Belagerern auf, an deren Ende die Übergabe der Stadt, der Abzug der Dänen und das Akzeptieren der Einquartierung einer kaiserlichen Garnison standen. Mit Graf Fürstenberg wurde außerdem Pardon für die Stadt ausgehandelt.
Northeim musste 300 Mann Besatzung aufnehmen und diese mit wöchentlich 300 Talern verpflegen. Bürgermeister Dr. Froberg und andere Anführer der pro-dänischen Partei im Rat wurden verhaftet. Bereits am 27. Juni 1627 hatte Herzog Georg von Braunschweig-Lüneburg, der Fürst von Grubenhagen, als Vergeltung für den Northeimer Angriff auf die Katlenburg (21. April 1626) Ansprüche auf Northeimer Besitzungen angemeldet. Seine Amtmänner nahmen das Dorf Hammenstedt in Besitz, das anders als Northeim nicht zum Fürstentum Göttingen gehörte, sondern als plessisch-paderbornische Enklave durch Lehensnahme im Besitz der Stadt Northeim war. Im September zeigte Georg seinem Vetter Friedrich Ulrich die Inbesitznahme an, die der Northeimer Rat akzeptieren musste.
Der kaiserlich-ligistische Oberbefehlshaber Tilly befahl den Abriss der Befestigungsanlagen Northeims, die Beseitigung der Wallanlagen und Füllung der inneren Gräben genügte ihm 1629 jedoch. Herzog Friedrich Ulrich brach die Selbständigkeit der Stadt und hob die Ratsverfassung Northeims auf, erklärte aber seinen Pardon für die vorangegangene Rebellion und hob die 1630 Ächtung der Stadt auf. Ein Grund dafür war auch, dass im Juni 1630 die Restitutionskommission in Northeim angelangte, die gemäß des Restitutionsedikts Kaiser Ferdinands II. die Aufgabe hatte, dem Katholizismus seit 1552 entfremdete Klöster wieder einzuziehen. Auch das Kloster Sankt Blasien wurde mit zweifelhafter Rechtmäßigkeit und unter Protest des herzoglichen Stadtvogtes restituiert, was große Probleme aufwarf, da das Kloster vor seiner Aufhebung wichtige Rechte innerhalb der städtischen Obrigkeit innegehabt hatte, wie das Patronatsrecht über St. Sixti und die Aufsicht über die städtischen Kirchen und Schulen. Der neue Abt Franz Molitor wollte auch den herzoglichen Schultheißen verdrängen. Die Gefahr der Gegenreformation wurde damit für Northeim real. Angesichts dessen nahm Friedrich Ulrich im November 1630 dem Stadtvogt die ihm aufgetragenen Sonderrechte, setzte aber zeitlebens den Stadtrat nicht wieder in die alten Machtverhältnisse ein. Die Gefahr der Rekatholisierung wurde erst mit der Ankunft der Schweden und der Vertreibung Franz Molitors und der Garnison Tillys gebannt.
Herzog Georg, Nachfolger des kinderlosen Friedrich Ulrich als Fürst von Calenberg-Göttingen, verlieh Northeim am 22. August 1636 eine neue Ratsverfassung und setzte damit einen Schlussstrich unter ein Jahrzehnt politischer Wirren. Der Rat wurde allerdings auf die Größe von zweimal sechs Personen verkleinert und die Besetzung der Ratsstellen auf Lebenszeit war nicht mehr allein Sache des Rates selbst. Er hatte jetzt nur noch das Recht, zwei Männer vorzuschlagen, von denen der Fürst einen bestätigte. Misshelligkeiten zwischen dem Rat und den Gilden, sollten in Zukunft durch den Fürsten entschieden werden. Der Gedanke der inneren städtischen Freiheit war damit tot, die mittelalterliche Bürgerfreiheit beendet.
1641 war ein düsteres Jahr für Northeim. Die wehrlos gewordene Stadt wurde vom kaiserlichen General Piccolomini überfallen und schonungslos ausgeraubt. Viele Northeimer fielen dem zum Opfer. Die zwischenzeitliche wirtschaftliche Blüte der Stadt war spätestens mit dem Dreißigjährigen Krieg beendet. Die Folgen waren Niedergang und eine starke Verarmung.

### Northeim seit dem Dreißigjährigen Krieg

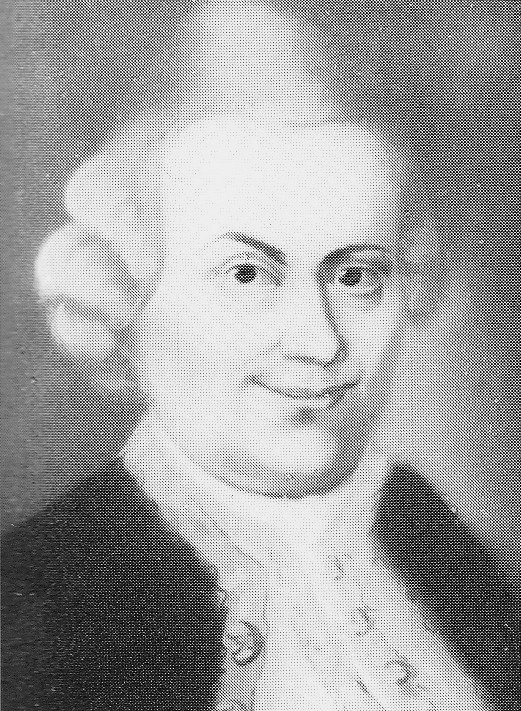
Bürgermeister Johann Achterkirchen

Herzog Georg war 1641 gestorben. Nacheinander regierten seine Söhne Christian Ludwig (1641–48), Georg Wilhelm (1648–65), Johann Friedrich (1665–79) und Ernst August (1679–98) über das Fürstentum Calenberg (bzw. ab 1692 das Kurfürstentum Braunschweig-Lüneburg) und waren damit Landesherren Northeims, ehe Georg Ludwig, der spätere König von Großbritannien und Irland die Herrschaft übernahm.
1702 wurde die Herrschaft des Rates beseitigt und durch die Einsetzung einer Magistratsverfassung durch die landesherrliche Regierung ersetzt. In der ersten Hälfte des Jahrhunderts verschwanden die im Krieg entstandenen Baulücken durch ein von der Landesregierung gefördertes Bauprogramm. In der zweiten Hälfte des 18. Jahrhunderts entstand unter dem Bürgermeister Johann Achterkirchen eine mustergültige Verwaltung. Achterkirchens Grab befindet sich noch heute als eines der wenigen auf dem Alten Friedhof an der Gardekürassierstraße. Auf 1773 ist die Ersetzung der alten Stadttore durch neue, breitere Tore datiert. Dies war nötig geworden, um dem Bau der neuen Heerstraßen gerecht zu werden. 1803 wurden schwefelhaltige Quellen am so genannten „Gesundbrunnen“ gefunden.
Während Northeim infolge der Koalitionskriege und der Niederlage gegen die Franzosen Teil des Königreichs Westphalen (1807–1813) unter König Hieronymus Napoléon war, gehörte es zum Distrikt Göttingen im Leinedepartment. Nach dem Sieg in den Befreiungskriegen und der Restauration der Welfenherrschaft gehörte Northeim zum 1814 gegründeten Königreich Hannover, das wie vor den napoleonischen Kriegen in Personalunion mit Großbritannien regiert wurde.
Die erste Zeitung gab es mit dem „Northeimer Wochenblatt“ ab 1831. Im Folgejahr kam es zu einem schweren Brand in der Stadtmitte, dem 46 Wohnhäuser, die Apotheke und das prächtige mittelalterliche Rathaus zum Opfer fielen. Da der Stadt nun ein Rathaus fehlte, kaufte sie 1842 das Rumannsche Patrizierhaus am Entenmarkt, welches als neues Rathaus diente und dies bis zur Mitte des 20. Jahrhunderts auch blieb. 1845 trat das Gesetz zur Verbesserung des Volksschulwesens im Königreich Hannover in Kraft, obgleich die allgemeine Schulpflicht im Fürstentum Calenberg nominell bereits seit 1681 bestanden hatte. Ab 1846 wurde die Schulpflicht in Northeim konsequent durchgesetzt und kontrolliert. Eine Volksschule (auch Armen- oder Freischule) wurde eingerichtet, die alle Jungen und Mädchen der Stadt besuchen mussten, deren Eltern oder Vormünder das Schulgeld für die städtische Tochter- und Jungenschule nicht aufbringen konnten, sodass jedes Kind seiner Pflicht zur Teilnahme am Unterricht nachkommen konnte.
1848 wurden schließlich die Stadttore, die ihre Bedeutung längst eingebüßt hatten, beseitigt. Für dasselbe Jahr ist im Zuge der Deutschen Revolution die Bildung einer Bürgerwehr sowie die Gründung der noch heute bestehenden Turngemeinde angegeben. In der zweiten Hälfte des 19. Jahrhunderts lassen sich mit der Gründung des Landkreises Northeim erstmals überörtliche Verwaltungen in der Stadt nieder.

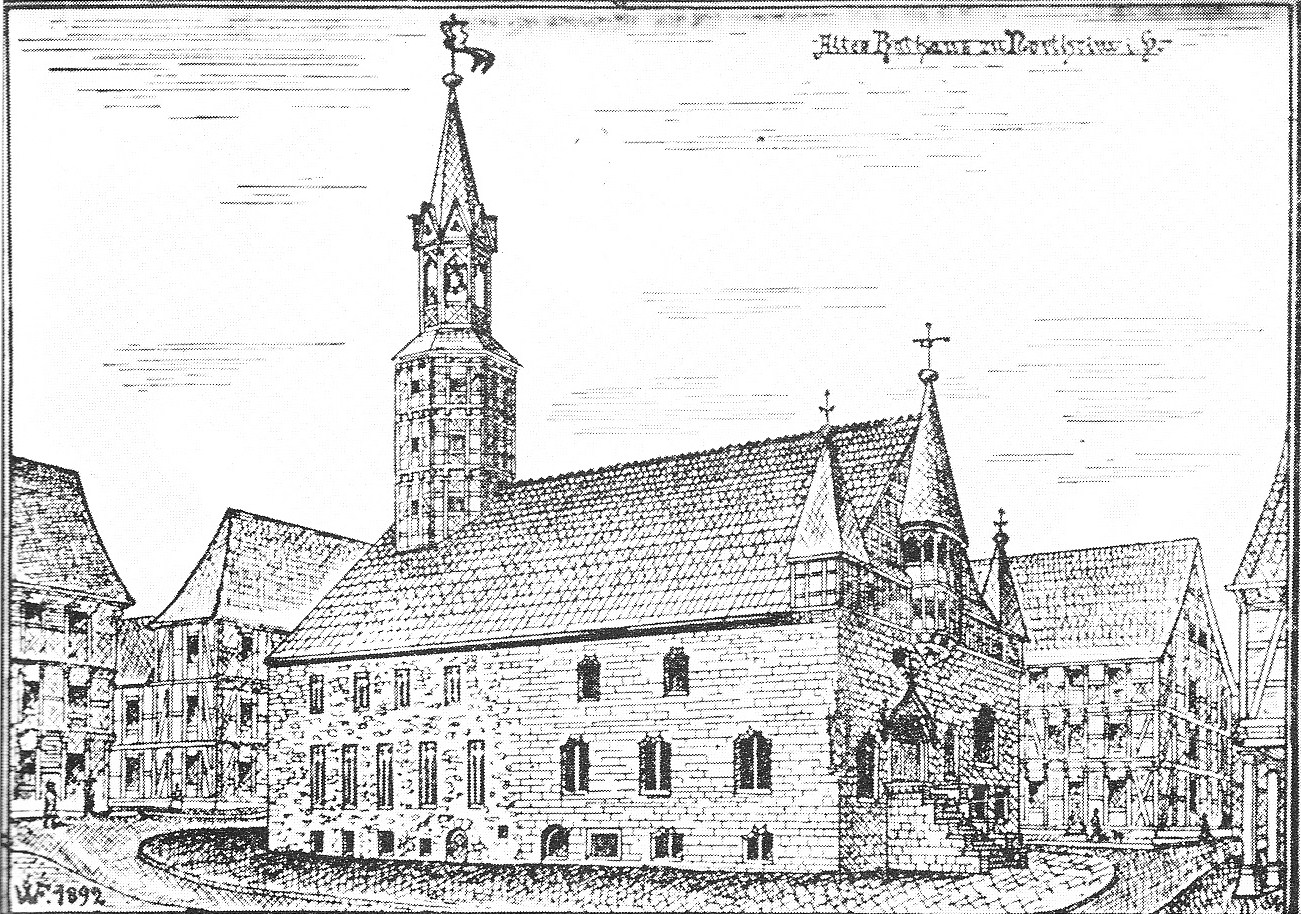
Das alte Rathaus an der Alten Wache

In dieser Zeit nahm die wirtschaftliche Bedeutung der Stadt wieder deutlich zu. 1854 wurde die Eisenbahnstrecke von Hannover nach Göttingen in Betrieb genommen und die Stadtmauer nach Süden hin geöffnet, um von der Kurzen Straße einen Zugang zum neu erschaffenen Militärhospital zu ermöglichen. Die Funktion als Krankenhaus behielt das Gebäude noch bis ins 20. Jahrhundert. Mit dem Neubau des Krankenhauses am Wieter Ende der 1950er Jahre zog das Krankenhaus an den Wieter um. Das alte Krankenhaus fungierte sodann bis um die Jahrtausendwende als Rathaus, bis dieses erneut umzog.
Nach der Niederlage im Deutschen Krieg wurde das Königreich Hannover 1866 durch das Königreich Preußen annektiert, womit die jahrhundertelange Herrschaft der Welfen auch über Northeim endete. Die Stadt gehörte fortan zur preußischen Provinz Hannover.
Mit dem Durchbruch der Stadtmauer an der heutigen Wieterstraße wurde der Berg Wieter 1867 als Wohngebiet erschlossen. 1868 bekam Northeim einen eigenen Bahnhof im Zuge der Eröffnung der Südharzstrecke. Mit der Inbetriebnahme der Sollingbahn 1878 wurde Northeim zu einem bedeutenden Eisenbahnknotenpunkt. Die Eisenbahn bestimmte fortan weitgehend die Entwicklung der Stadt. 1883 wurde der noch heute als beliebtes Ausflugsziel dienende Wieterturm auf dem höchsten Northeimer Berg errichtet. Seine Geschichte reicht jedoch viele Jahre zurück. 1890 wurde das städtische Museum gegründet. Ab 1892 begann die Industrialisierung in Northeim, besonders im Bereich der Tabak- und Zuckerverarbeitung. Zudem wurde ein großes Wasserwerk errichtet, die Rhumemühle. Im selben Jahr wurde Northeim erneut von einem verheerenden Brand heimgesucht, der zur Zerstörung der östlichen Häuserzeile am Markt und der Nordseite der östlichen Breiten Straße führte. Dies ist unter anderem der Grund dafür, warum sich am Markt heute verhältnismäßig viele wilhelminische Steinbauten befinden.

### Seit Beginn des 20. Jahrhunderts
1902 begann der Bau der Wasserleitung und Kanalisation. Sieben Jahre später wurde die zweite Northeimer Zeitung herausgeben, die „Northeimer Neuesten Nachrichten“, welche heute noch als Teil der HNA existiert. Erst ab 1912 wurde Northeim mit elektrischem Strom versorgt. Während des Ersten Weltkrieges besaß Northeim eine Unteroffiziersschule, die zwischen 1915 und 1918 bestand. Mit der Einführung des Frauenwahlrechts 1919 waren erstmals Frauen im Bürgervorsteherkollegium vertreten. Ab 1920 herrschte Wohnungsnot in der Stadt, weshalb eine Zuzugsperre verhängt und gemeinnützige Bauvereine gegründet wurden.
Die Zeit der Weimarer Republik und der Aufstieg des Nationalsozialismus in Northeim wird ausführlich in dem Werk „Das haben wir nicht gewollt!“ von William Sheridan Allen thematisiert. Northeim dient unter dem Pseudonym „Thalburg“ als Beispiel für eine durchschnittliche Kleinstadt in Deutschland. Die NSDAP wurde schnell zu einer bestimmenden Macht im bürgerlich-konservativen (ab ca. 1950 eher sozialdemokratischen) Northeim.
Anlässlich des Führergeburstages am 20. April 1933 wurden in der Stadt Straßen und Plätze nach NS-Größen benannt. Der Bürgermeisterwall wurde in Adolf-Hitler-Wall, die heutige Straße Harztor in Hermann-Göring-Straße, die Bergstraße in Hindenburgstraße, die Annastraße in Elsbeth-Zander-Straße und die Damaschkestraße in Walther-Darré-Straße umbenannt. Der Münsterplatz erhielt den neuen Namen Platz der SA.
Ab 1933 erfolgte die Sanierung der Stadtmauer und der historischen Wallanlagen. 1934–1936 wurde vom Reichsarbeitsdienst die „Freilichtbühne Niedersachsen“ errichtet, noch heute eine der größten ihrer Art in der Nordhälfte Deutschlands. In den Jahren 1934 und 1939 wurde der Stadt mit der Tagung des nationalsozialistischen Kriegsopferversorgung (NSKOV) reichsweite Bedeutung zuteil.
Bedeutsam für Northeims Wirtschaft wurde der Wiedereinzug der Wehrmacht auf das Kasernengelände (Scharnhorst-Kaserne) nördlich des Mühlbachs ab 1934.

Während des Zweiten Weltkrieges blieb Northeim, vor allem die Altstadt, weitgehend von schweren Zerstörungen verschont. 

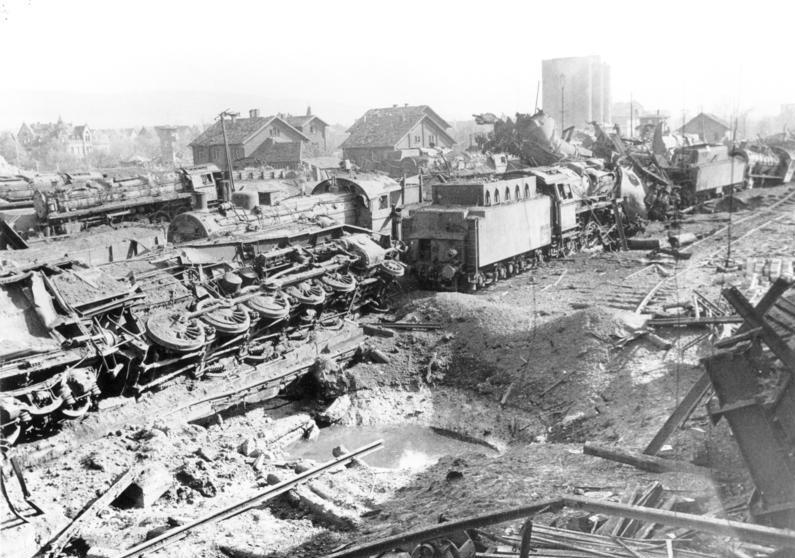
Zerbombter Bahnhof im April 1945

 Am 12. September 1944 richtete ein erster Luftangriff am Rande der Northeimer Altstadt jedoch schwere Schäden an. Das Ziel der zwölf viermotorigen B-24 Bomber „Liberator“ war der Verschiebebahnhof gewesen. Im Rahmen der Operation Clarion, die die deutschen Verkehrseinrichtungen zerstören sollte, wurde wieder der Northeimer Rangierbahnhof angegriffen. Die 8th Air Force setzte 48 schwere Bomber vom Typ B-24 ein. Die Flugzeuge warfen am 22. Februar 1945 aus relativ geringer Höhe 124 Tonnen Bomben ab. In der Nacht vom 24. auf den 25. März 1945 flogen acht britische De Havilland DH.98 Mosquito Schnellbomber einen Störangriff auf die Stadt. Ein letzter Luftangriff auf Eisenbahnanlagen in Northeim und Göttingen fand am 7. April 1945 statt. Dabei wurde der Northeimer Bahnhof mit seiner repräsentativen Empfangshalle vollkommen zerstört, während zum Beispiel der Bahnhof Göttingen nicht so stark beschädigt wurde, was die Bedeutung des damaligen Bahnhofes zeigt. Durch die alliierten Luftangriffen der Jahre 1944/45 starben 75 Northeimer.
Bei Heranrücken der Amerikaner an Northeim stellte Bürgermeister Ernst Girmann noch etwa zweitausend Volkssturmmänner zur Verteidigung der Stadt auf. Einige wurden mit Panzerfäusten ausgerüstet, andere mussten Panzergräben ausheben. Am 10. April (2.00 h) rollten schließlich US-amerikanische Panzer in die Stadt ein. Für Northeim war der Krieg beendet. Insgesamt wurden 18 Häuser und fünf Fabriken sowie der Bahnhof völlig zerstört und 80 Häuser beschädigt.
Nach dem Zweiten Weltkrieg begann der Wiederaufbau der Stadt und des Bahnhofes. Northeim wurde Teil des neu geschaffenen Landes Niedersachsen. 1952 wurde das 700. Stadtjubiläum gefeiert, und Northeim übernahm eine Patenschaft für Neustadt in Polen (ehemals Schlesien). Im Jahre 1957 wurde Northeim der Status einer selbstständigen Stadt verliehen. Ab 1958 begann ein umfangreiches Schulbauprogramm. Vor dem Zweiten Weltkrieg war Northeim Standort einer Garnison und wurde dies ab 1961 bis zur Schließung 1992 erneut, so dass Northeim Bundeswehrstandort war. In den Jahren 1947 und 1948 hatte die Norwegische Deutschland-Brigade ihr Hauptquartier in Northeim.

1967 schloss Northeim eine Partnerschaft mit der französischen Stadt Tourlaville. Ab 1969 erfolgte die Sanierung der Altstadt. Zu Beginn der 1970er Jahre wurden große Teile des historischen Klostergutes abgerissen und bebaut, das „City Center“ entstand. Im Zuge der Verwaltungsreformen, die ganz Niedersachsen betrafen, wuchs Northeim um 15 umliegende Ortschaften an, die heute Stadtteile (Ortsteile) sind. Somit wuchs Northeim über die 30.000-Einwohnermarke hinaus. Der Landkreis Northeim wurde um den Landkreis Einbeck sowie Teile der Landkreise Gandersheim und Duderstadt ergänzt, Northeim blieb im neuen Landkreis Northeim nach wie vor Kreisstadt. 1975 wurde Northeim zu einer Europastadt. Ein Jahr später begann die Restaurierung der historischen Bausubstanz in der Altstadt. Im selben Jahr erfolgte der Bau der Stadthalle, welche jedoch wenig später niederbrannte und 1986 neu aufgebaut wurde. 

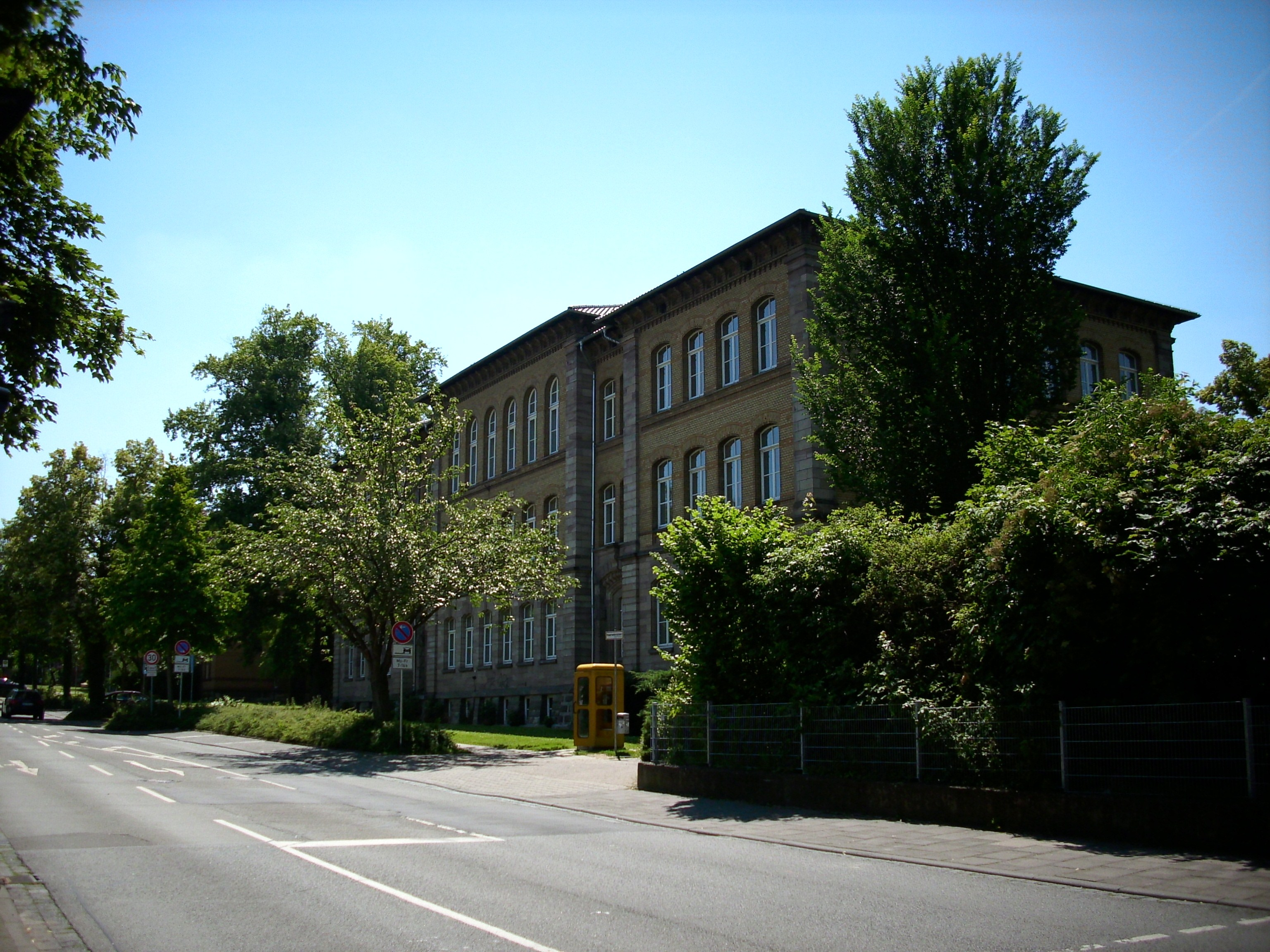
Gymnasium Corvinianum

 Ab 1986 wurde in der Innenstadt eine Fußgängerzone eingerichtet, die fast die gesamte Breite Straße umfasst. Vorher war die Innenstadt von Autos befahren worden. 1987 wurden eine Ost- und eine Westtangente in Betrieb genommen. 2002 war Northeim Ausrichter des Tages der Niedersachsen, im gleichen Jahr fand das 525-jährige Jubiläum des Gymnasiums Corvinianum statt.
Mit der Eingemeindung der Gemeinde Kreiensen in die Stadt Einbeck im Jahre 2013 verlor Northeim den Status der größten Stadt im Landkreis Northeim. In der weit über 100-jährigen Geschichte des Landkreises ist dies das erste Mal, dass die Kreisstadt nicht auch die meisten Einwohner beherbergt.

### Eingemeindungen
Am 1. Juli 1970 wurden die Gemeinden Hillerse und Höckelheim eingegliedert. Am 1. März 1974 kamen Berwartshausen, Bühle, Denkershausen, Edesheim, Hammenstedt, Hohnstedt, Hollenstedt (bis dahin im Landkreis Einbeck), Imbshausen, Lagershausen, Langenholtensen, Schnedinghausen, Stöckheim (bis dahin im Landkreis Einbeck) und Sudheim hinzu.

### Einwohnerentwicklung

Einwohnerentwicklung von Northeim von 1689 bis 2017

(jeweils zum 31. Dezember, 1961: am 6. Juni, 1970: am 27. Mai, jeweils Volkszählungsergebnisse)
- 1689: 01.624
- 1775: 02.933
- 1820: 03.360
- 1848: 04.115[27]
- 1860: 05.000
- 1890: 06.695[28]
- 1910: 08.625[29]
- 1925: 09.412[28]
- 1933: 10.435[28]
- 1939: 11.033[28]
- 1950: 18.651[28]
- 1961: 19.261
- 1970: 19.799
- 1977: 32.725[28]
- 1980: 32.300[28]
- 1990: 31.200[28]
- 1998: 31.902
- 1999: 31.804 (−098)
- 2000: 31.691 (−113)
- 2001: 31.432 (−259)
- 2002: 31.183 (−249)
- 2003: 31.033 (−150)
- 2004: 30.973 (−060)
- 2005: 30.744 (−229)
- 2006: 30.617 (−129)
- 2007: 30.294 (−323)
- 2008: 29.980 (−314)
- 2009: 29.657 (−323)
- 2010: 29.431 (−226)
- 2011: 29.145 (−286)
- 2012: 28.843 (−302)
- 2013: 28.865 (+022)
- 2014: 28.833 (−032)
- 2015: 28.920 (+087)
- 2016: 28.966 (+046)
- 2017: 29.040 (+074)
- 2018: 29.107 (+067)
- 2023: 29.337 (+0230)

Zu seiner Blütezeit im Mittelalter soll Northeim über 3.000 Einwohner verfügt haben. Durch den Dreißigjährigen Krieg, der Northeim schwer verwüstete, sank die Einwohnerzahl auf ihren niedrigsten Stand mit 1.624 Einwohnern im Jahr 1689. Nach den Befreiungskriegen erlebt Northeim im 1814 entstandenen Königreich Hannover eine steigende Bevölkerungsentwicklung von 3.360 Einwohnern (1820) auf 5.000 im Jahr 1860. Die Stadt hatte sich aber auch trotz der höheren Bevölkerungsrate nicht vergrößert und man lebte nach wie vor im alten Mauerring, der 500 Jahre zuvor entstanden war. In den Folgejahren stagnierte die Einwohnerzahl, was auch mit dem allgemeinen Bedeutungsverlust der Stadt zu erklären ist. Erst in der zweiten Hälfte des 19. Jahrhunderts blühte Northeim durch Handel und Verkehr, sowie einen Bedeutungsgewinn durch zahlreiche Behörden, die in der neuen Kreisstadt angesiedelt wurden, wieder auf und die Bevölkerung wuchs bis 1910 auf 8.600 Einwohner.
Durch Eingemeindungen umliegender Ortschaften in der Mitte der 1970er Jahre wuchs Northeim über die 30.000er-Grenze hinaus. Ende des 20. Jahrhunderts hatte Northeim knapp 32.000 Einwohner. Von 1998 bis 2012 sank die Einwohnerzahl auf knapp 29.000 Einwohner, was einem jährlichen Rückgang von etwa 200 Einwohnern entsprach.

## Religionen
siehe auch „Kirchen“ bei „Kultur und Sehenswürdigkeiten“
Northeim ist Sitz der Superintendentur des evangelisch-lutherischen Kirchenkreises Leine-Solling der Landeskirche Hannovers. Zu ihm gehören in Northeim drei Kirchengemeinden mit den Kirchen Apostelkirche an der Teichstraße, Corvinuskirche an der Schumannstraße und St. Sixti in der Stadtmitte. Weitere evangelisch-lutherische Kirchen befinden sich in den zu Northeim eingemeindeten Ortschaften.
Die katholische Kirche Mariä Heimsuchung, umgangssprachlich auch kurz Marienkirche genannt, befindet sich zwischen Breitem Weg und Gardekürassierstraße. Ihre Kirchengemeinde, die heute auch die katholischen Kirchen in Kalefeld und Moringen umfasst, gehört zum Dekanat Nörten-Osterode des Bistums Hildesheim. Die Filialkirche in Katlenburg wurde 2009 profaniert.
Verschiedene Freikirchen sind vor Ort vertreten, darunter seit 1947 die Evangelisch-Freikirchliche Gemeinde Northeim (Baptisten) mit der bereits auf das Jahr 1949 zurückgehenden Christuskirche am Wolfshof.
Eine Neuapostolische Kirche befindet sich an der Ostpreußenstraße, ihre 1953 gegründete Gemeinde gehört zum Kirchenbezirk Göttingen.
Die türkisch-islamische Gemeinde Northeim verfügt seit 2008 über eine zur DITIB gehörende Niederlassung im Gebäude einer ehemaligen Autowerkstatt an der Straße „Am Mönchsgraben“, die zuvor genutzten Räumlichkeiten am Schlachthausweg nutzt heute die Arabische Gemeinde Northeim.
Außerdem sind auch die Zeugen Jehovas mit einer Versammlung in Northeim vertreten.
Vor 1933 hatte es in Northeim eine jüdische Gemeinde gegeben, welche jedoch durch den Nationalsozialismus zerstört wurde und nach dem Zweiten Weltkrieg nicht wieder neu entstand.

## Politik

### Stadtrat
Der Stadtrat von Northeim besteht aus 36 Ratsfrauen und Ratsherren. Dies ist die festgelegte Anzahl für eine Gemeinde mit einer Einwohnerzahl zwischen 25.001 und 30.000 Einwohnern. Die Ratsmitglieder werden durch eine Kommunalwahl für jeweils fünf Jahre gewählt. Neben den 36 bei der Stadtratswahl gewählten Mitgliedern ist außerdem der hauptamtliche Bürgermeister im Rat stimmberechtigt.
Bei der Kommunalwahl 2021 ergab sich folgendes Ergebnis und folgende Sitzverteilung:

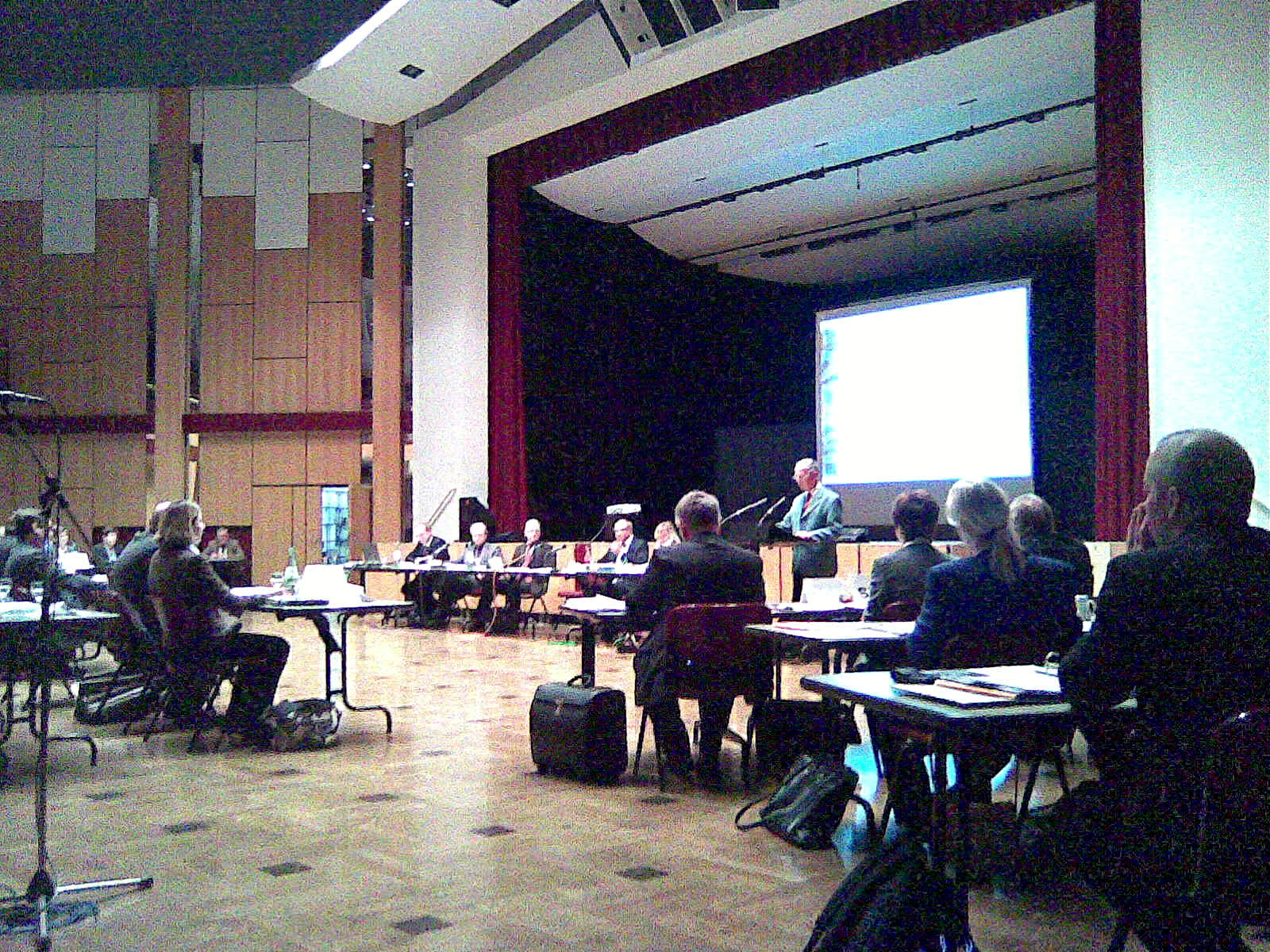
Blick in die Stadthalle mit dem Stadtrat

| Diagrammdarstellung von Wahlergebnis und Sitzverteilung (Wahlperiode vom 1. November 2021 bis zum 31. Oktober 2026) | Diagrammdarstellung von Wahlergebnis und Sitzverteilung (Wahlperiode vom 1. November 2021 bis zum 31. Oktober 2026)               |
| --- | --- |
| Stadtratswahl 2021Wahlbeteiligung: 53,8 % (+ 4,7 %p) %403020100 34,728,011,86,011,32,35,9 SPDCDUFDPAfDGrüneLinkeFULgGewinne und Verlusteim Vergleich zu 2016 %p 4 2 0 −2 −4+0,4−1,0+0,7−3,6+3,4−0,1+0,1SPDCDUFDPAfDGrüneLinkeFULAnmerkungen:g Freie Unabhängige Liste; 2016: Sonst. | Sitzverteilung 2021 im Northeimer StadtratInsgesamt 36 Sitze - Linke: 1 - SPD: 13 - Grüne: 4 - FDP: 4 - FUL: 2 - CDU: 10 - AfD: 2 |

### Bürgermeister (20./21. Jahrhundert)
| Zeitraum  | Name                         | Partei    |
| --------- | ---------------------------- | --------- |
| 1899–1903 | Alfred Domino                | parteilos |
| 1903–1934 | Richard Peters               | parteilos |
| 1934–1945 | Ernst Girmann                | NSDAP     |
| 1945      | Gustav Adolf Grosse          | parteilos |
| 1945      | Kurt Thiele                  | SPD       |
| 1945–1946 | Georg Diederichs             | SPD       |
| 1946–1948 | Hermann Fliß                 | SPD       |
| 1948–1950 | Hellmut Oberbeck             | FDP       |
| 1950–1951 | Otto Müller                  | DP        |
| 1951–1952 | Gerhard Franke (1. Amtszeit) | CDU       |
| 1952–1953 | Winfrid Hedergott            | FDP       |
| 1953–1954 | Heinrich Tolle (1. Amtszeit) | SPD       |
| 1954–1956 | Gerhard Franke (2. Amtszeit) | CDU       |

| Zeitraum  | Name                                                | Partei    |
| --------- | --------------------------------------------------- | --------- |
| 1956–1961 | Heinrich Tolle (2. Amtszeit)                        | SPD       |
| 1961–1964 | Fritz Schrader                                      | DP        |
| 1964–1981 | Hermann Teuteberg                                   | SPD       |
| 1981–1986 | Friedrich-Wilhelm Vordemfelde                       | CDU       |
| 1986–1996 | Wolfgang Tölle                                      | SPD       |
| 1996–2001 | Hans-Peter Voigt                                    | CDU       |
| 2001–2006 | Irnfried Rabe                                       | FDP       |
| 2006–2013 | Harald Kühle                                        | SPD       |
| 2013      | Wolfgang Haendel und Jörg Dodenhöft (kommissarisch) | SPD, CDU  |
| 2013–2017 | Hans-Erich Tannhäuser                               | parteilos |
| 2017–2018 | Jörg Dodenhöft (kommissarisch)                      | CDU       |
| seit 2018 | Simon Hartmann                                      | SPD       |

Im Januar 2013 hatte der Rat mit 34 Stimmen ein Abwahlverfahren gegen den damaligen Bürgermeister Kühle eingeleitet. Einer Abwahl durch die Bürger kam er mit Erklärung vom 4. Februar 2013 zuvor und schied somit aus dem Amt.
Nachdem auch in der folgenden Wahlperiode der Rat im September 2017 ein Abwahlverfahren gegen Kühles Nachfolger im Amt des Bürgermeisters Hans-Erich Tannhäuser eingeleitet hatte, erklärte dieser am 11. September 2017 seine Demission und schied aus dem Amt.

### Stadtdirektoren
| Zeitraum  | Name              | Partei    |
| --------- | ----------------- | --------- |
| 1946–1958 | Adolf Galland     | parteilos |
| 1958–     | Johannes Rauball  | parteilos |
| 1959–1963 | Karl Ahrens       | SPD       |
| 1964–1968 | Karl Otto         | parteilos |
| 1969–1980 | Horst Pilgrim     | SPD       |
| 1980–1993 | Werner Hesse      | SPD       |
| 1993–1997 | Bernhard Bramlage | SPD       |
| 1997–2001 | Dieter Riedmiller | parteilos |

Das Amt des Stadtdirektors wurde nach dem Krieg eingeführt und 2001 abgeschafft.

### Stadtwappen
| | Blasonierung: „In Grün über rotem erhöhten Dreiberg, darin ein goldener steigender Löwe, eine silberne Burg mit einem silbernen gotischen „N“ belegt, mit drei rot bedachten Türmen, flankiert von zwei Türmen gleicher Art.“ |
| Wappenbegründung: Die Northeimer Stadtfarben Gelb und Rot lassen sich schon um 1250 nachweisen; sie finden sich an einer Siegelschnur einer städtischen Urkunde im Niedersächsischen Staatsarchiv in Hannover. Sie erklären sich aus dem Rot des alten Sachsenschildes und dem Gelb des Braunschweiger Löwen, der auch im Wappen der Stadt erscheint. Gelb und Rot sind die ursprünglichen Farben des Welfenhauses, zu dem die Northeimer Grafen in engen verwandtschaftlichen Beziehungen standen; erst im 18. und 19. Jahrhundert sind sie in Vergessenheit geraten und durch die wappenmäßig unbegründeten Landesfarben von Hannover (Blau und Gelb) verdrängt worden. Das Wappenbild ist den Siegeln der Stadt Northeim zu entnehmen. Diese zeigen einen Turm mit zinnenartiger Bekrönung; zu beiden Seiten stehen zwei schlanke Türmchen. Eine Linie nach der Art des Dreipasses schließt das untere rote Feld mit dem nach rechts schreitenden goldenen Löwen ab. | |

### Städtepartnerschaften
Northeim unterhält mit folgenden Städten eine Städtepartnerschaft:
- Gallneukirchen (Österreich), seit 1992
- Nadwirna (Ukraine), seit 2023[38]
- Prudnik (Polen), dt.: Neustadt in Schlesien, seit 1990
- Tourlaville (Ortsteil von Cherbourg-en-Cotentin, Frankreich), seit 1967

## Kultur und Sehenswürdigkeiten

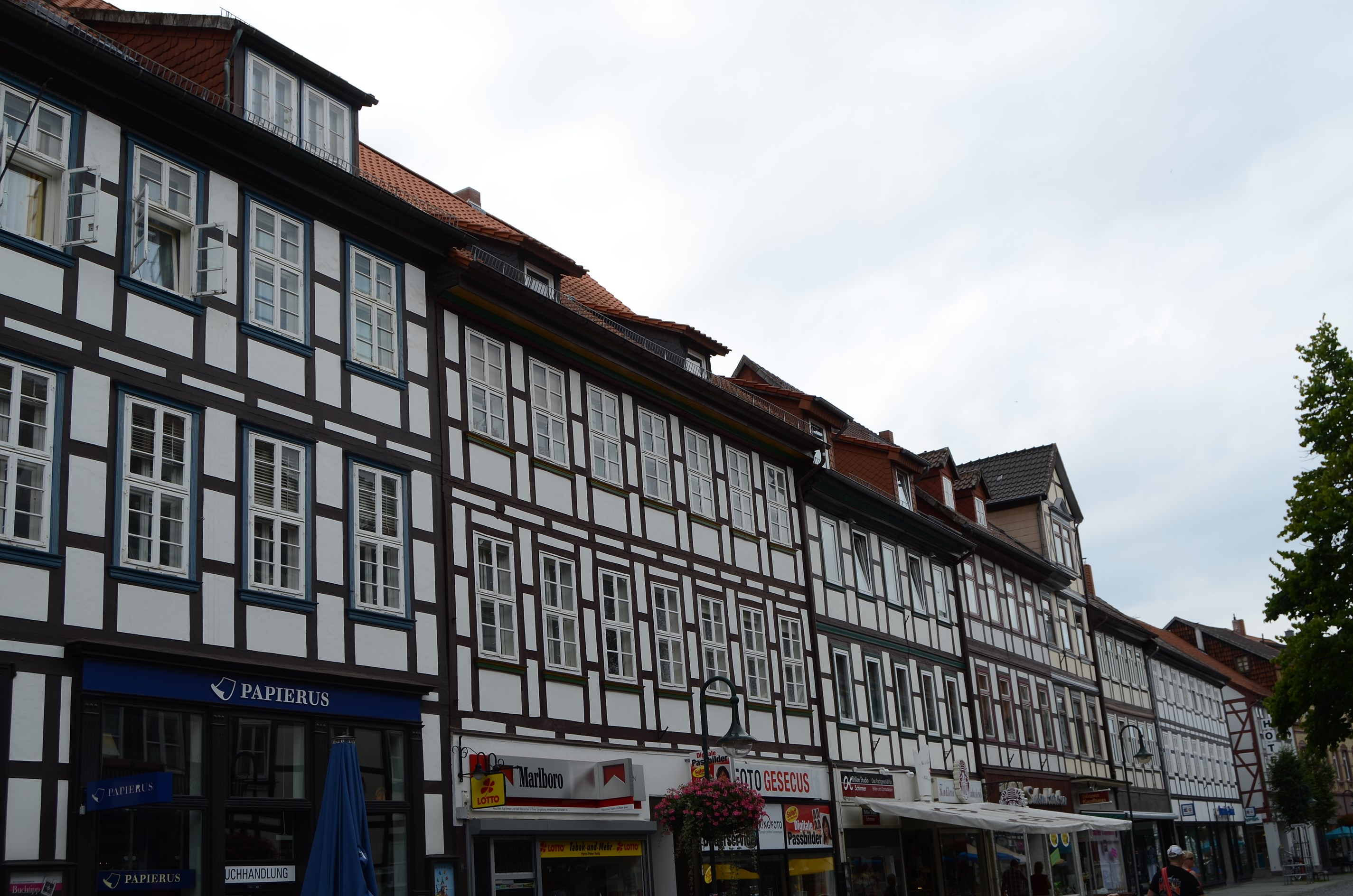
Fachwerkhäuser Breite Straße 1–7

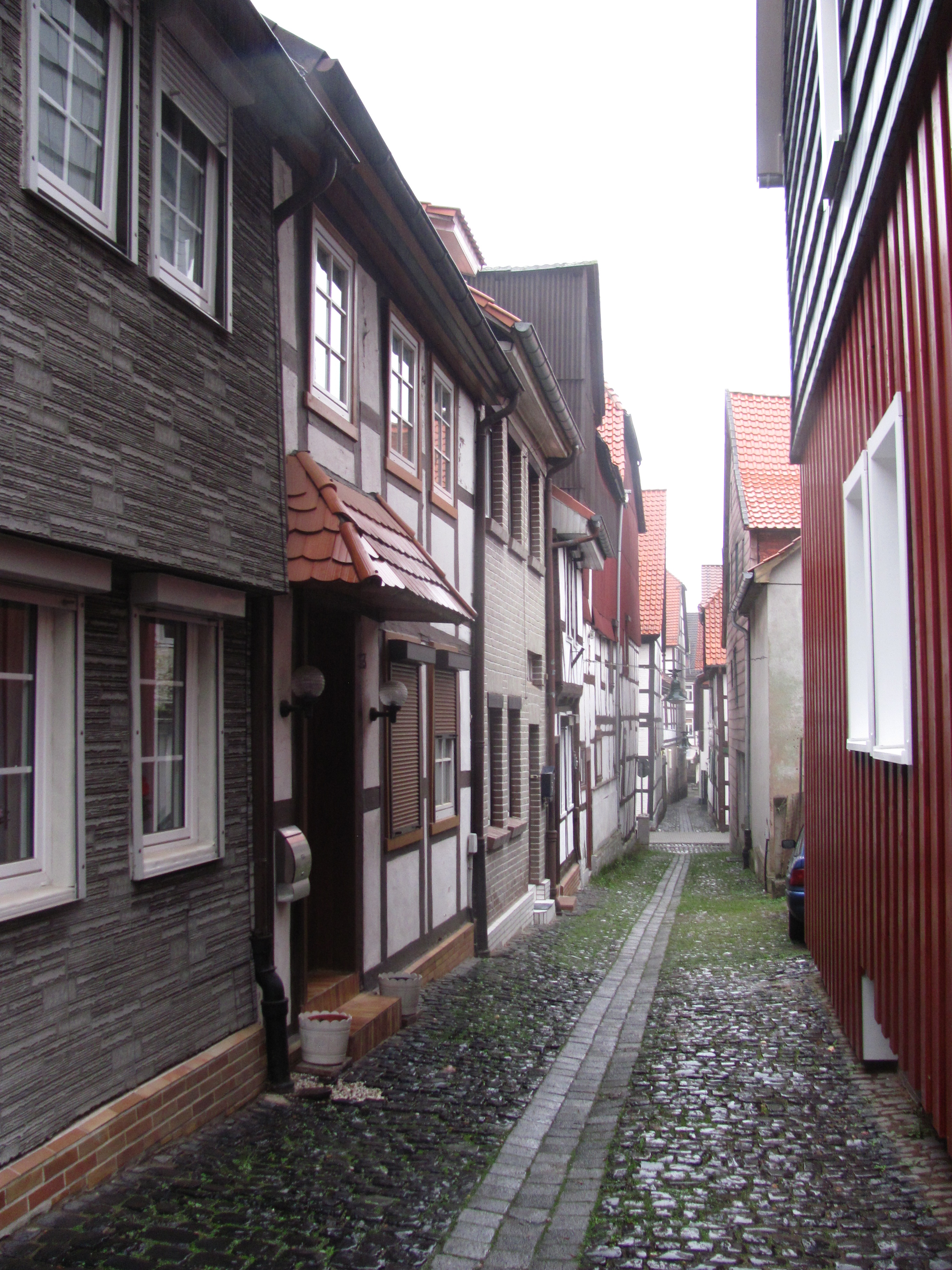
Wassergasse, eine der engsten Straßen Northeims

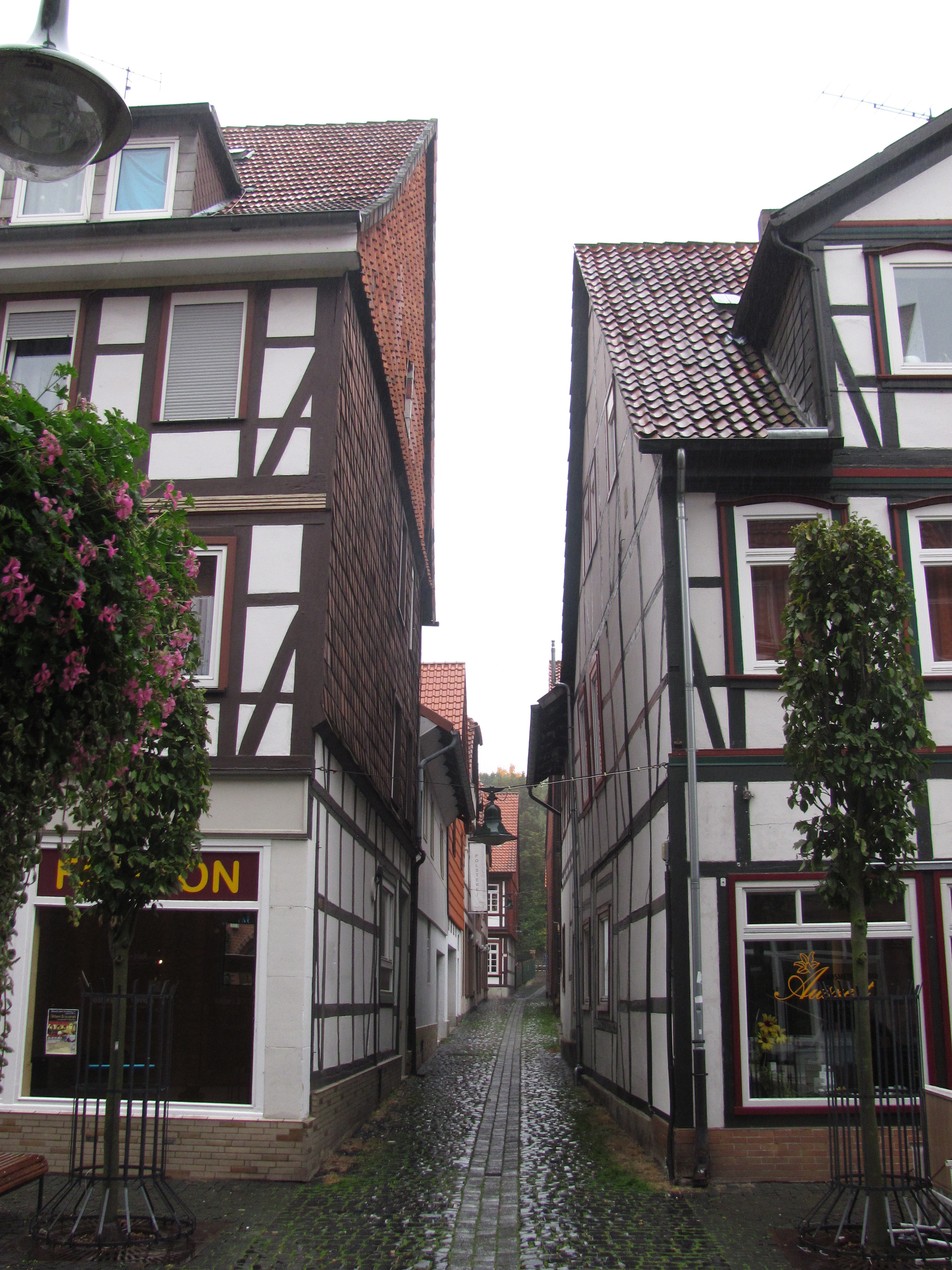
Blick von der Breiten Straße in die Kuhgasse, eine der engsten Straßen

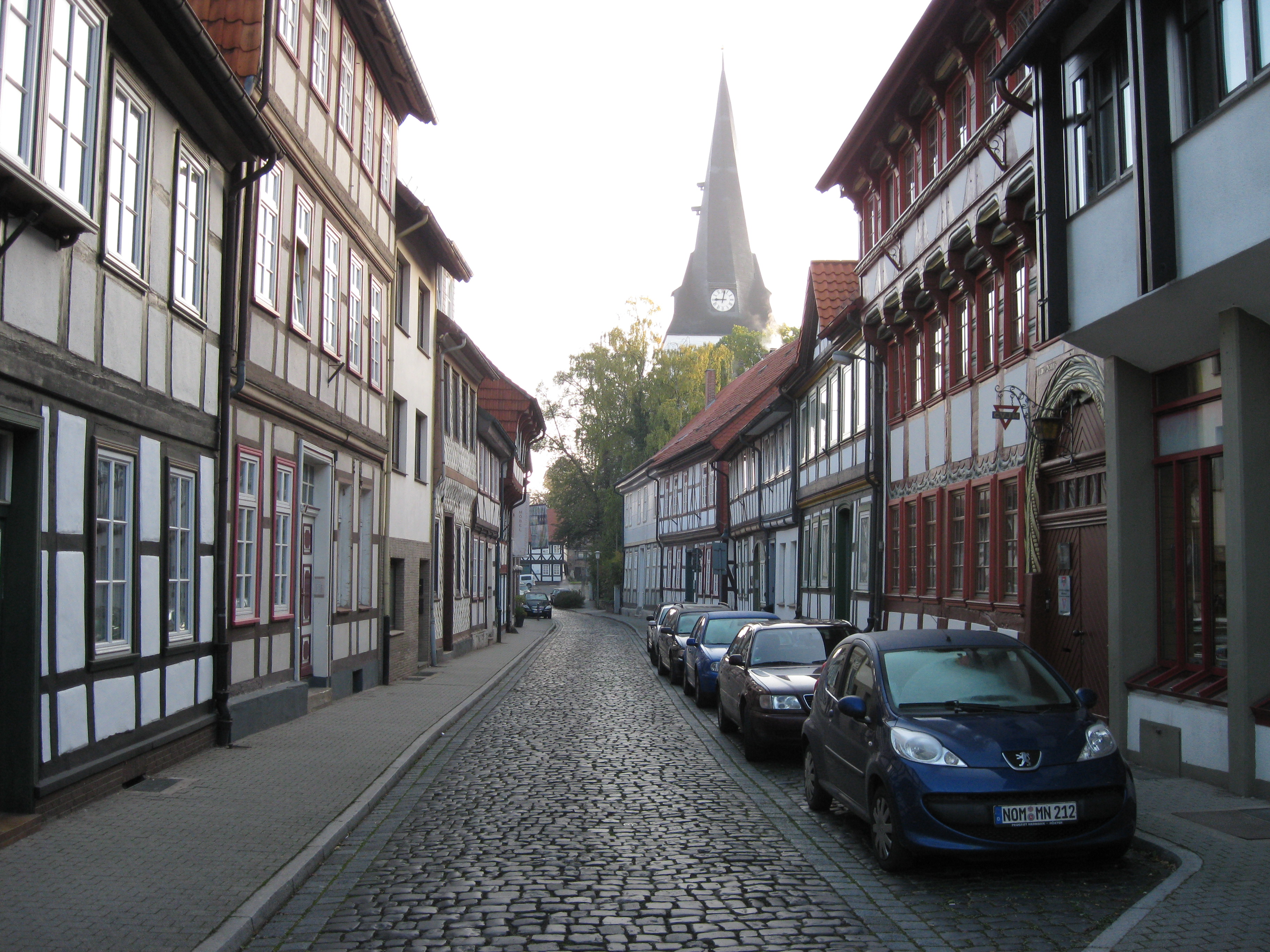
Häuser in der Hagenstraße

### Altstadt
Northeim besitzt eine gut erhaltene Altstadt, bestehend hauptsächlich aus Fachwerkhäusern des 16. bis 18. Jahrhunderts, dazu sind große Teile der ehemaligen Stadtmauer erhalten. Von stadtbildprägender Bedeutung ist die (evangelische) St.-Sixti-Kirche, eine dreischiffige spätgotische Hallenkirche mit der größten Kirchenorgel des südniedersächsischen Raumes.
Die ältesten Häuser der Altstadt lassen sich im Gebiet der Stiftsfreiheit finden. Dort befanden sich auch die ältesten Bauwerke. Bis 1550 herrschte in der Northeimer Architektur der Gotische Stil vor. Wichtigster Vertreter dieser Epoche ist der „Heilige Geist“, das frühere Hospital St. Spiritus, das heutige Gebäude des Heimatmuseums am Münster. Von dieser Bauart gibt es in der Altstadt mehrere. Zum Beispiel jene Häuser an der Breiten Straße, welche sich dem Münster gegenüber befinden. Ferner im südlichen, östlichen und nordöstlichen Teil der Stadt. Ein geschlossenes Straßenbild stellen sie jedoch nur in der Häuserstraße dar. Für Northeim charakteristisch ist für diese Zeit das Leistentrapez.
Zwischen 1550 und 1600 herrschte der so genannte Übergangsstil in der Northeimer Architektur vor. In dieser Zeit nahm der Schmuck an den Häusern – allgemein auch in anderen südhannoverschen Städten – zu. In der Konstruktion wurde die Gotik nicht verlassen, deshalb ist auch von einem Übergangsstil die Rede. Beispiele hierfür finden sich in den Häusern Breite Straße 49, Hagenstraße 12 und Häuserstraße 12. Hervorzuheben ist auch das Haus Hagenstraße 12, das im Schmuck seine Vorbilder in Göttingen hat. Der in dieser Zeit beliebte Schmuck der Fächerrosette ist laut Fahlbusch den Northeimer Baumeistern wohl bekannt gewesen, doch hätten diese ihn wahllos verwendet. Arkadenbögen finden sich am Haus Breite Straße 37. Für Northeim als Ackerbürgerstadt charakteristisch sind die durch Erd- und Zwischengeschoss gehenden Dielen. Diese finden sich in den meisten größeren Häusern zum Teil noch gut erhalten. Für diese Zeit sind auch feuerfeste Anbauten aus Stein stilbildend. Wegen der häufigen Brände wollte man dort die wichtigsten Güter unterbringen.
Ab 1600 bis etwa 1650 hielt die Hochrenaissance Einzug in die Architektur. Im Gegensatz zu anderen Städten Südhannovers fehlen in Northeim die reich geschmückten Häuser der Hochrenaissance. Denkbar ist, dass Northeim hierfür zu arm war oder die bisherige Bauweise die Northeimer Bedürfnisse am besten zu befriedigen vermochte.
Während des Dreißigjährigen Kriegs fand kaum Bautätigkeit in Northeim statt. Erst für die Zeit nach dem Krieg – vermutlich erst Ende des 17. Jahrhunderts – lassen sich Häuser nachweisen. Etwa Kirchstraße 4 und 5 oder das alte Stadtschreiberhaus an der Ecke Hagenstraße/Kirchstraße. Im 18. Jahrhundert setzte eine rege Bautätigkeit ein, welche von der Regierung gewollt und unterstützt wurde. In dieser Zeit entstanden in Northeim über 100 neue Wohnhäuser. Größere Bauwerke dieser Zeit sind Hagenstraße 15, Entenmarkt 15 und Häuserstraße 5. 1768 wurde das alte Rathaus gebaut, welches später von einem verheerenden Brand vernichtet wurde. 1734 wurde an der Südseite der Marktkapelle die so genannte „Alte Wache“ in Fachwerk vorgesetzt. Sie diente als Garnisonswache für die Stadtkommandanten. Das Gebäude kostete 400 Taler und ist seit 1738 mit einem Glockenturm bekrönt, in dem die Armensünderglocke ihren Platz fand. Seit dem Herbst 1986 wird die Alte Wache als Seniorenbegegnungsstätte der Stadt Northeim genutzt.
In den Folgejahren ging man verstärkt dazu über die Außenfassaden der Häuser mit gleichmäßigem Anstrich oder Putz zu versehen. Die Bauwerke des 19. Jahrhunderts zeichnen sich dann schließlich durch ihre Nüchternheit aus. Ab Mitte des Jahrhunderts fand der Backsteinbau in Northeim Einzug. So zum Beispiel nach einem Brand im Jahre 1846 in der Neustadt. Aber auch Fachwerk fand damals noch Verwendung.

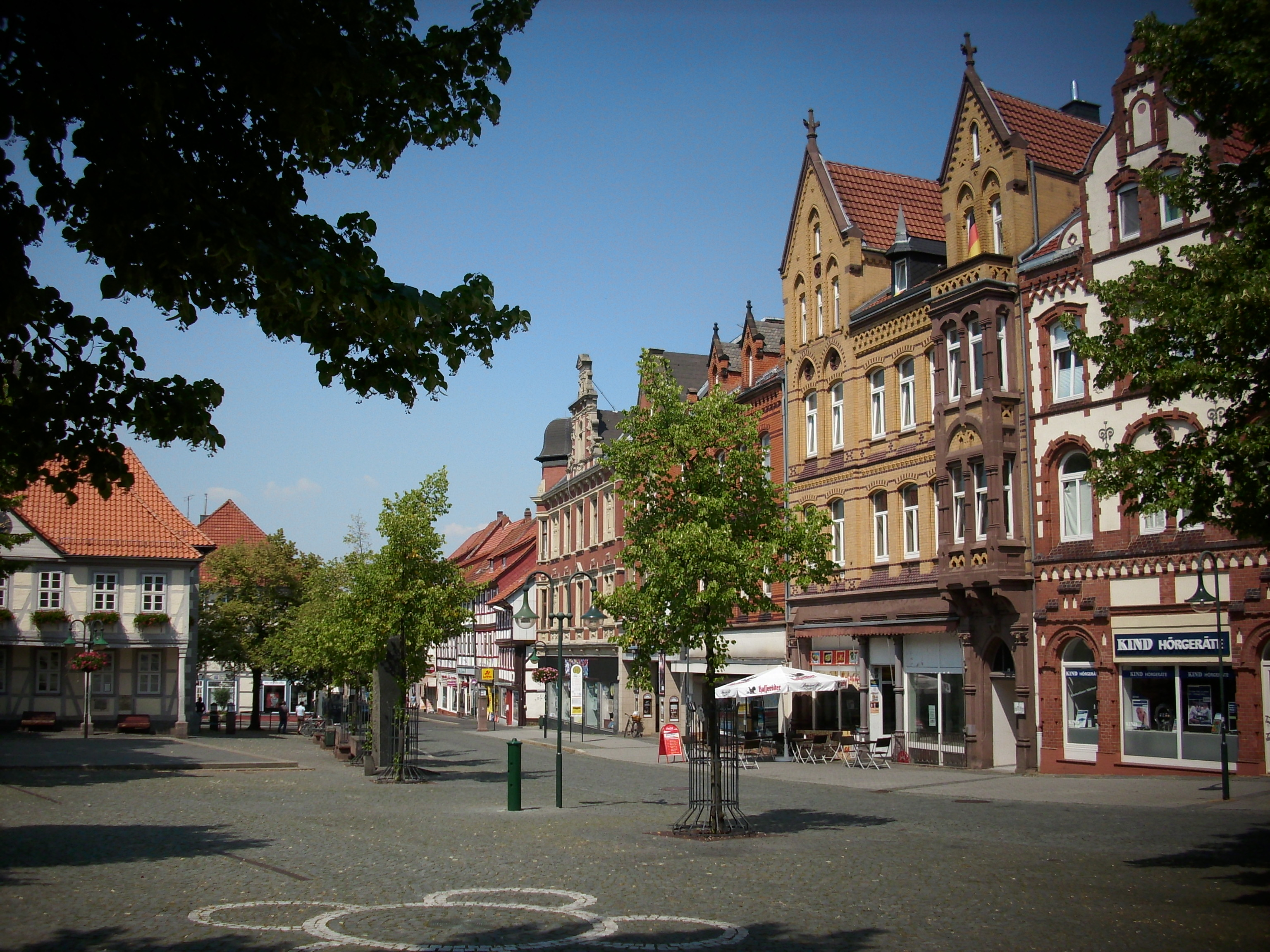
Wilhelminische Bauten am Markt

Um die Wende zum 20. Jahrhundert entstanden zahlreiche Bauwerke im Stile des damals üblichen wilhelminischen Stils. Hier seien die steinernen Bauten am Marktplatz genannt, die nach einem großen Brand 1892 entstanden.
Während des Zweiten Weltkrieges (1939–1945) blieb die Altstadt, anders etwa als der durch Luftangriffe 1945 vernichtete Bahnhof, von Zerstörungen gänzlich verschont.
1955 schrieben die Stadtväter einen öffentlichen Ideenwettbewerb zur Veränderung des Altstadtbereichs aus. In erster Linie sollten sich diese Änderungen auf das alte Klostergut beschränken, welches eine Fläche von 3,5 ha ausmachte. Mangels Investoren und noch nicht abgelaufener Pachtzeit für das Kloster kam es zunächst nicht zu Änderungen. Doch Ende der 1960er Jahre wurde klar, dass die Veränderungen sich nicht bloß auf das Klostergelände beschränken durften, da auch weite Teile der Altstadt sanierungsbedürftig waren. Also gab man 1969 bei der GEWOS ein Gutachten darüber in Auftrag, wie eine grundlegende Sanierung aussehen sollte. 1970 wurde Northeim als Modellprojekt des Bundesministeriums für Städtebau und Wohnungswesen anerkannt. Das Gutachten wurde 1971 abgeliefert und sollte Grundlage für das weitere Handeln werden.
Das Gutachten stellte gravierende Mängel der Gebäudebeschaffenheit sowie im funktionalen Bereich fest. Insgesamt 43 % der Wohnungen und 28 % der Geschossfläche von Wohngebäuden wurden als erneuerungsbedürftig bewertet.
Für die expandierende Kreisstadt ergab sich das Problem, dass Northeim dringend neue Flächen für Verwaltungs-, Arbeits- und Versorgungszentren benötigte. In diesem Zusammenhang sah man vor allem das Klostergut in der Mitte der Altstadt als nicht mehr benötigten Störfaktor und „Flächenreservoir“. Bis auf die Klosterkapelle am Münster wurde es vollkommen beseitigt.
Architektonisch hielt man sich an die städtebaulichen Tendenzen der 1960er Jahre, die wohl heute nicht wiederholt werden würden. Das neu entstandene City Center, die Stadthalle (die nach einem Brand in den 1980er Jahren zum zweiten Male neu errichtet werden musste) oder die Kreisverwaltung an der Medenheimer Straße wurden im Stil des Funktionalismus, der reine Sachlichkeit und den Verzicht auf jeglichen Schmuck postulierte, erbaut. Dies entsprach dem damaligen Zeitgeist, der auch eine bauliche Verdichtung städtischer Zentren vorsah.
Rückblickend lässt sich wohl feststellen, dass die städtebaulichen Maßnahmen tatsächlich zu einer Verbesserung der Situation in der Innenstadt führten und diese beleben konnten. Auch die neu geschaffenen 1.000 Parkplätze ließen das Geschäftsleben der Altstadt profitieren.
Die eigentlichen Sanierungsarbeiten begannen 1972. Es war mitunter viel Überzeugungsarbeit vonnöten, da sich großer Widerstand regte, etwa in Form einer Bürgerinitiative „Rettet die Altstadt“. Neben einer flächenbezogenen Sanierung stand aber auch die Objektsanierung im Vordergrund, wodurch zahlreiche Altbauten restauriert werden konnten. Insgesamt kosteten alle Umbaumaßnahmen, die sich über Jahrzehnte erstreckten, 137 Mio. DM, die zu großen Teilen aus der öffentlichen Hand beglichen werden mussten.
Auch war es in der zweiten Hälfte des 20. Jahrhunderts zu einer Öffnung der Altstadt für den Autoverkehr gekommen. In diesem Zuge war auch der Marktplatz aufgegeben worden und diente nun als Durchgangsstraße. Ende der 1980er Jahre war man jedoch bemüht den alten Zustand wiederherzustellen und erklärte die Altstadt weitgehend zur Fußgängerzone. Auch der Marktplatz wird wöchentlich in seiner alten Bestimmung genutzt.
Bei einem Großbrand in den frühen Morgenstunden des 6. April 2009 wurden acht Fachwerkhäuser vor allem im Bereich der Hagenstraße schwer beschädigt, sechs davon mussten abgebrochen werden. Dank des schnellen Einsatzes der Freiwilligen Feuerwehr Northeim konnte ein verheerender Altstadtbrand – wie zum Beispiel im 19. Jahrhundert, dem weite Teile der Altstadt zum Opfer gefallen waren – verhindert werden.

### Stadtmauer und Befestigungsanlagen
Northeim weist eine in weiten Teilen gut erhaltene Stadtmauer auf. Bis in das Jahr 1252 besaß Northeim keine Befestigung, da es bis dahin bloß ein Flecken war. Erst mit Verleihung der Stadtrechte in genanntem Jahre wurde es der Stadt möglich, eine Befestigungsanlage zu ihrem Schutz zu errichten. Die Arbeiten begannen unverzüglich und mit großem Eifer.
An der ursprünglichen Mauer hatten sich – wie auch auf Merians Stich erkennbar ist – mehrere Türme befunden. Es waren 48. Erhalten ist der Turm am Höckelheimer Tor, er ist vom Alten Friedhof aus noch gut zu erkennen. Erstellt wurde die Mauer zweihäuptig als hammerrechtes Schichtmauerwerk. Bruchsteinmauerwerk ist die Zwischenlage der 0,90 bis 1,60 Meter starken Wand. Beim Bau wurde überwiegend Muschelkalk in stark horizontaler Schichtung verwendet. Vereinzelt kamen ergänzend Buntsteinblöcke hinzu.
Vor der Mauer lag ein Wall und dazwischen ein Graben. Auf Tillys Geheiß wurden jedoch Gräben und Wallanlagen im Dreißigjährigen Krieg weitestgehend beseitigt. Ab 1322 kam eine Landwehr hinzu. Mit der Landwehr verstärkte man auch gleichzeitig die Stadtbefestigung mit weiteren Türmen, etwa dem Schinderturm und dem Pulverturm an der Nordostecke des Mauerrings. Von diesen ist keiner erhalten.
Mit Aufkommen des Schießpulvers boten jedoch bloße Mauern keinen ausreichenden Schutz mehr und man grub tiefe und breite Gräben aus. Die Erde warf man zu hohen Wällen auf. Die Befestigungsanlage war 1491 durch Aufrichtung des Zwingers am Mühlentor vollendet. Die Gräben muss man sich heute als einzelne Teiche vorstellen. Zusammenhängend konnten sie wegen der unterschiedlichen Höhen freilich nicht sein, da sonst einige Bereiche ausgetrocknet wären. Einen Eindruck, wie es damals aussah, bekommt man in den heutigen Wallanlagen am Tourlaviller Wall. Dort ist der ursprüngliche Wall am besten erhalten und man kann sich einigermaßen vorstellen, wie es früher in den Befestigungsanlagen ausgesehen haben muss. Die Teiche hingegen entstanden in der heutigen Form erst im 20. Jahrhundert.
Das eindrucksvollste Bauwerk der Northeimer Befestigungsanlagen ist der alte Brauereiturm mit seinen 2,80 Meter dicken Mauern. Fahlbusch beschreibt ihn wie folgt: „In der Form eines Dreiviertelkreises lehnt er sich mit der offenen Rückseite an den Wall. Er zerfällt in zwei Stockwerke, die durch eine dicke, flachgewölbte Stein- und Gipsdecke voneinander getrennt sind. Der untere Raum ist 4,50 m hoch […] Die drei erhaltenen Geschütznischen des oberen Raumes stehen wieder über der untersten Reihe […] An den kleinen viereckigen Öffnungen sind die Geschütznischen zu erkennen, während die langen senkrechten Schlitze zum Trockenhalten der Mauer, einige auch zum Ableiten der Pulvergase dienten.“
Mit dem Dreißigjährigen Krieg verschwanden dann weite Teile der Befestigungsanlagen. Die Schleifung konnte jedoch nicht vollkommen durchgeführt werden, so dass auch heute noch genug an die ursprünglichen Anlagen erinnert.
Aktuell verfügt die Stadt – unter Abzug der Tore und Durchgänge – über noch etwa 880 Meter Stadtmauer. In den 1970er Jahren entstanden gravierende Substanzschäden mit der teilweisen Folge endgültiger Verluste (etwa 50 Meter) an der Stadtmauer, so dass sie von 1982 bis 1988 in drei Abschnitten umfassend restauriert worden ist.

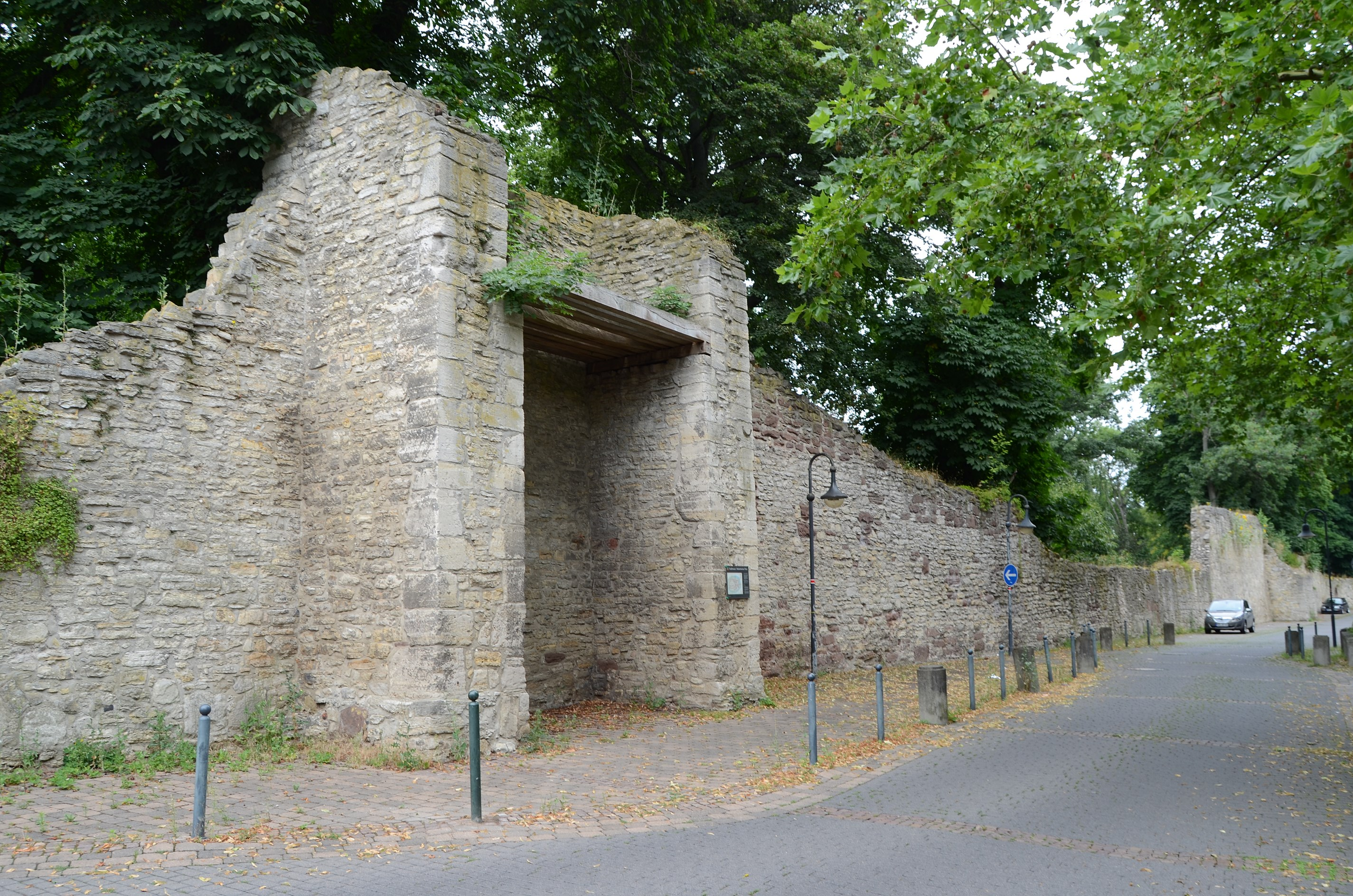
Turm am Höckelheimer Tor
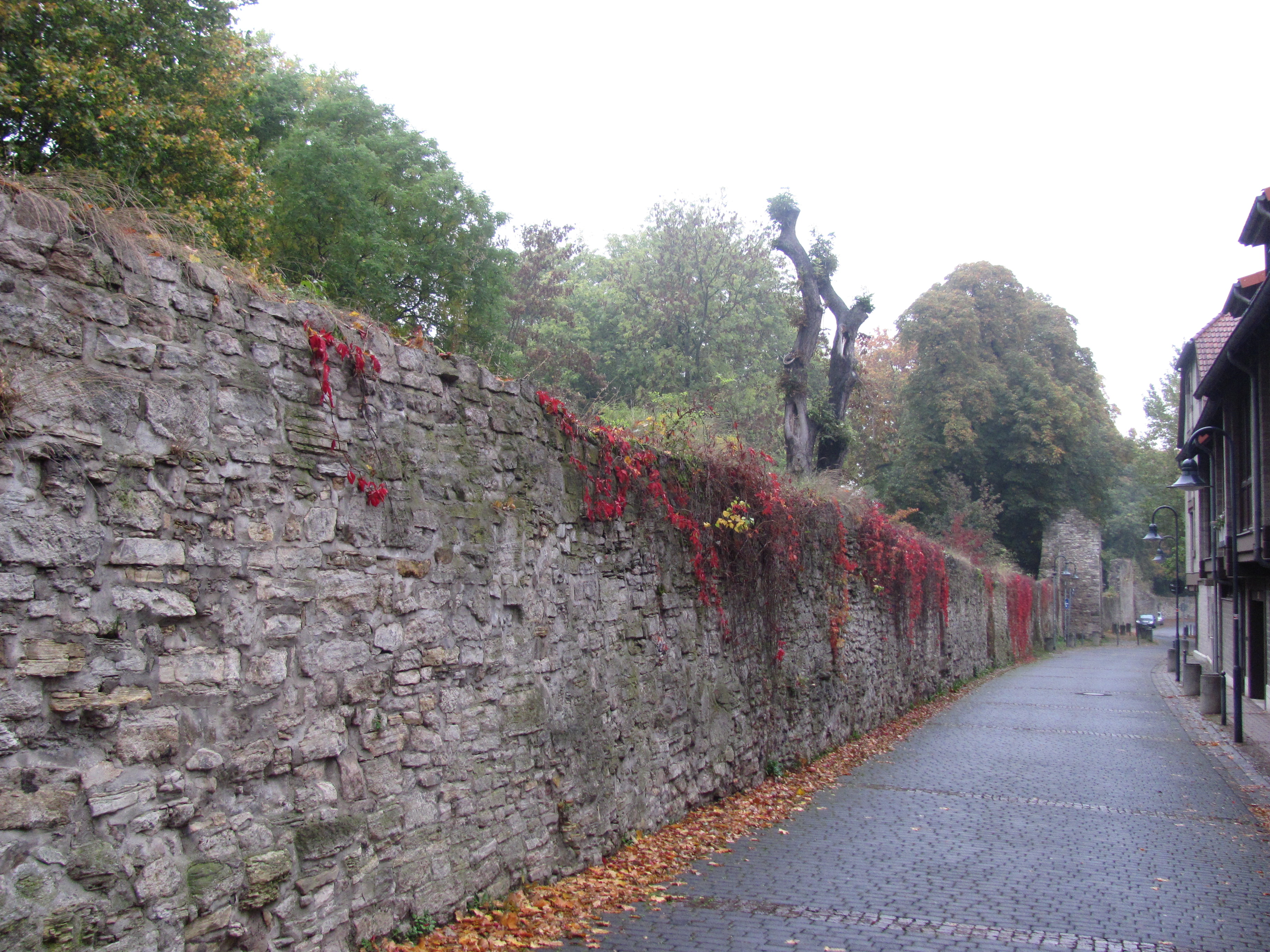
Stadtmauer an der Unteren Straße
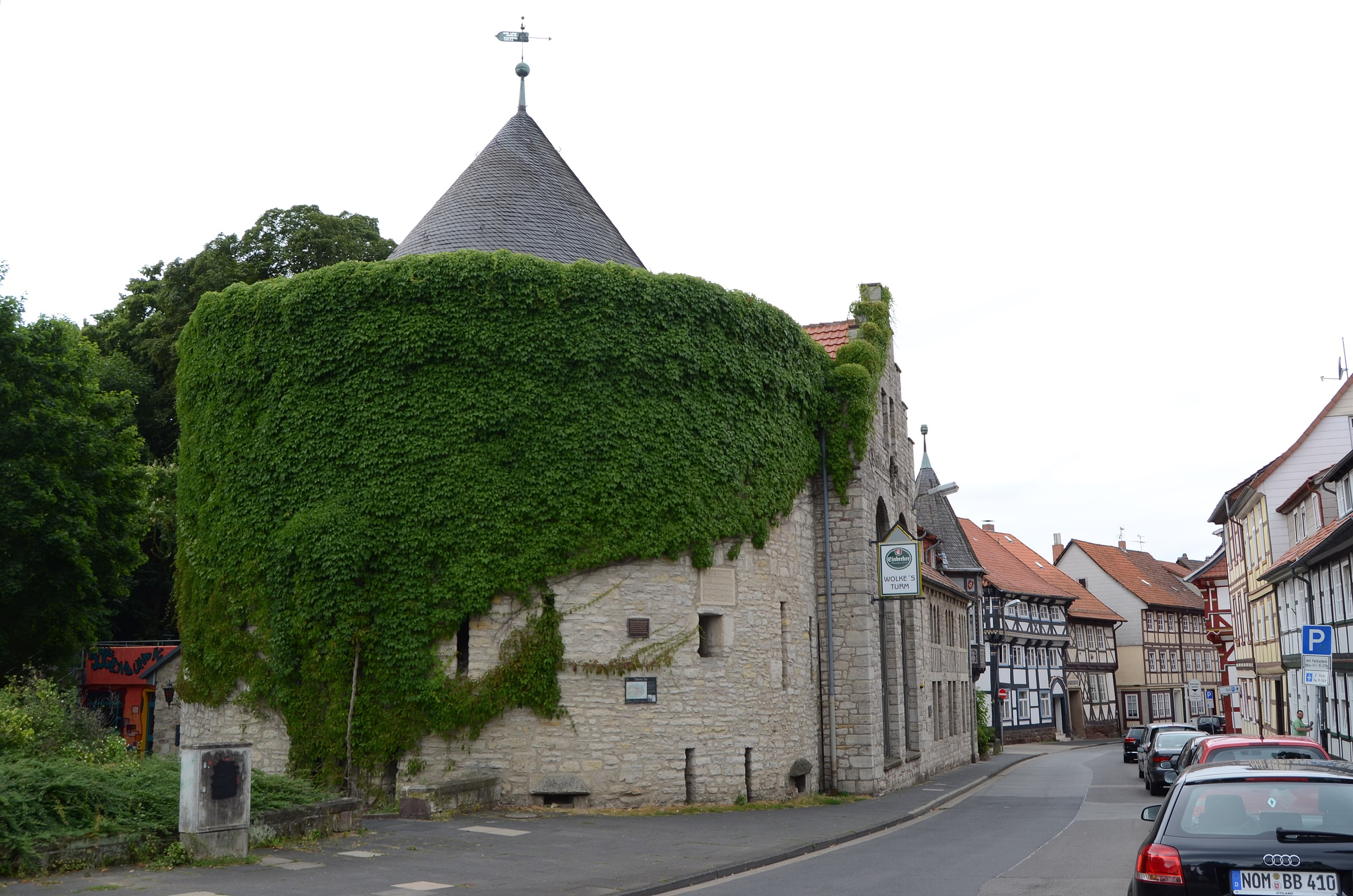
Brauereiturm

### Gesundbrunnen
Geht man den Weinbergsweg hinunter, gelangt man zum Gesundbrunnen, welcher ein häufiges Ausflugsziel darstellt und heute unter anderem ein Hotel namens „Freigeist“ beherbergt. Zum Gesundbrunnen gehören einige Schwefelteiche. 1803 ließ die Stadt Northeim zwei verschlammte Fischteiche ausheben, wobei eine Quelle mit Schwefelverbindungsgeruch festgestellt wurde. Es gab Hoffnungen hier einen Badebetrieb einrichten zu können. So baute man den Gesundbrunnen für Gäste aus, und das heute existente Hotel kann als Nachfolger eines Gasthauses aus dem Jahre 1810 angesehen werden. Es ergab sich jedoch, dass die Quelle nicht ausreichte, um einen hochwertigen Badebetrieb zu gewährleisten. Nichtsdestoweniger wird der Gesundbrunnen heute von Vereinen und Bürgern vielfältig genutzt.

### Waldbühne

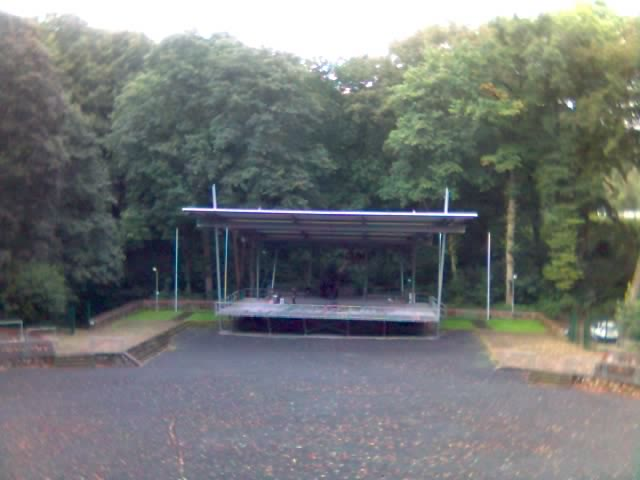
Northeimer Waldbühne

Die „Freilichtbühne Niedersachsen“ wurde im Jahre 1934 am Gesundbrunnen erbaut. Ursprünglich war die Waldbühne als Thingplatz geplant. Mit mehr als 400 Mitwirkenden wurde die Freilichtbühne am 7. Juni 1936 eingeweiht, als Stück wählte man damals das Drama Die Hermannsschlacht von Kleist aus. Nach dem Krieg war sie 1947 Schauplatz der inoffiziellen ersten Deutschen Meisterschaft der Kunstturner, ausgetragen als „Vergleichskampf Norddeutschland gegen Süddeutschland“, über den auch die damalige Wochenschau „Welt im Film“ berichtete. In den 1960er Jahren gab es überwiegend kleinere Veranstaltungen, welche die örtlichen Schulen, Kirchen und Vereine auf die Bühne brachten, während mit dem Auftritt der The Les Humphries Singers am 5. September 1974 eine Kapazität von knapp 4500 Besuchern erreicht wurde. Das tatsächliche Fassungsvermögen der Freilichtbühne war seit jeher umstritten, während man vor der Deutschen Meisterschaft der Kunstturner annahm, der Raum würde für 3000 Plätze reichen, sollen nach Angaben des damaligen ehrenamtlichen Jugendpflegers etwa 10.000 Besucher vor Ort gewesen sein. Seit den 1980er Jahren besuchten in Schnitt bis 1990 zwei- bis dreitausend Besucher das alljährlich stattfindende Pfingsttanztreffen, welches zudem von mehreren hundert Teilnehmern durchgeführt wurde. Ab 1990 erlebte das Areal der Freilichtbühne eine Veränderung. Bäume, welche die Sicht einschränkten, wurden beseitigt, ebenso planierte man den Innenraum und verfüllte die terrassenförmigen Vorbühnen mit lockerem Material. Ein Auftritt der Toten Hosen mit u. a. Roger Chapman und Ten Years After lockte sodann am 15. September 1990 in Rahmen eines Festivals ca. 6500 Personen an.
Nach Sanierungsarbeiten und infrastrukturellen Verbesserungen steht heute eine Open-Air-Arena zur Verfügung, die sich vielfältig nutzen lässt. In der von uralten Buchen umsäumten Arena finden 8000 Besucher Platz. Die Waldbühne Northeim ist überregional bekannt; der NDR 1 Radio Niedersachsen mit Michael Thürnau als Moderator veranstaltete dort das Festival der Volksmusik. Abgesehen davon wird die Bühne auch von regionalen Gruppen und Organisationen genutzt. Von 1990 bis 2000 erreichte die Freilichtbühne Besucherzahlen von über 200.000 Personen.

### Theater der Nacht

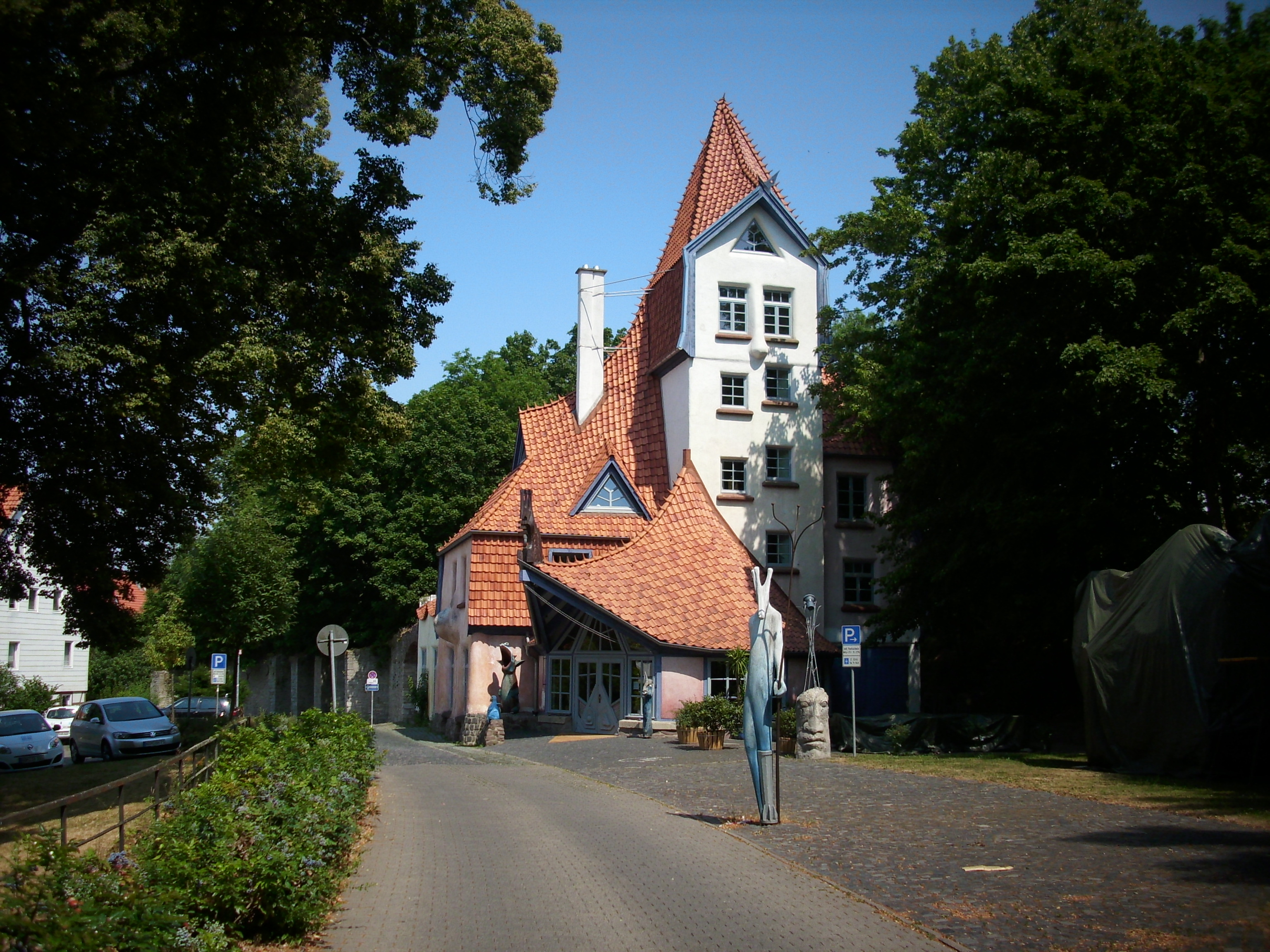
Das Theater der Nacht

Das Theater der Nacht ist ein bekanntes Figurentheater, welches in einem ehemaligen Feuerwehrhaus der Freiwilligen Feuerwehr Northeim untergebracht ist. Eröffnet wurde es im Jahre 2001.

### Kino

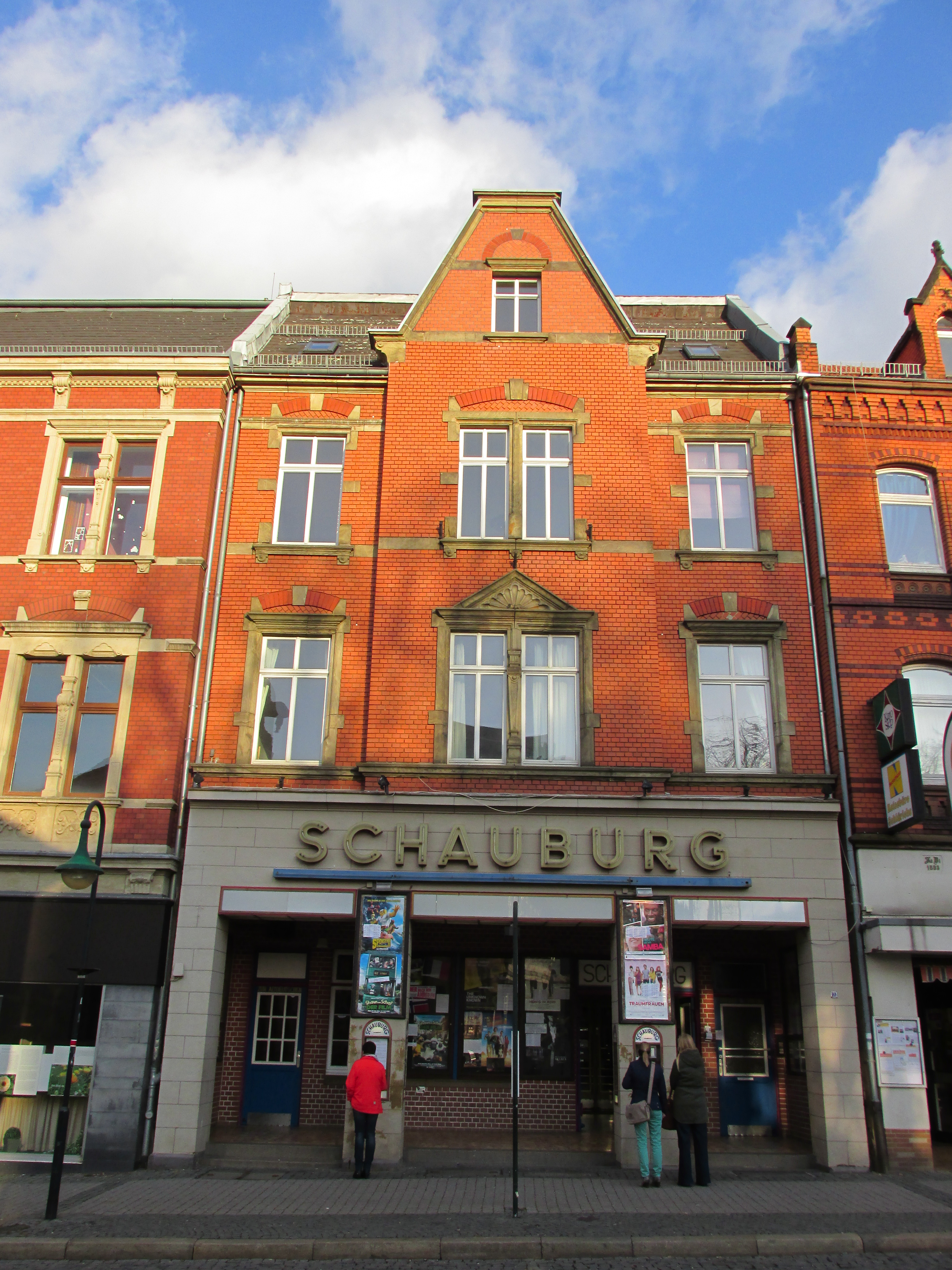
Das Kino Neue Schauburg am Markt

Die Kino-Kultur hat in Northeim eine lange Tradition. Mit der Elektrizität kam 1912 das erste Kino nach Northeim, das „Royal Theater“. Vor dem Ersten Weltkrieg wurde es in „Zentral-Theater“ umbenannt. 1923 eröffnete mit den „Northeimer Lichtspiele(n)“ ein weiteres Lichtspielhaus am Markt, welches 1936 unter dem Namen „Schauburg – Film und Bühne“ mit 500 Plätzen wiedereröffnet wurde. In den 1950er Jahren folgte ein drittes Kino, das „Capitol“. Mitte der 1980er Jahre gingen infolge der Kinokrise der 1970er Jahre für das „Capitol“ die Lichter aus. Auch das in „Kurbel“ umbenannte „Central-Kino“ konnte sich als überregional bekanntes Pornokino nicht halten.
Auch für die „Schauburg“, dem heute einzigen Kino in der Kreisstadt, wurden die Zeiten wirtschaftlich schlechter. Jedoch profitierte es kurzzeitig davon, dass 1986 die Stadthalle niederbrannte und somit die Schauburg bis 1989 oft als Veranstaltungsstätte genutzt wurde. 1997 wurde das Kino komplett saniert. Die Schauburg erhielt viele Auszeichnungen für seine Filmauswahl aus der Landes- und Bundespolitik. 2002 wurde ein zweiter Kinosaal in der Schauburg eingerichtet, in ihm sind etwa 50 Plätze bereitgestellt.

### Heimatmuseum

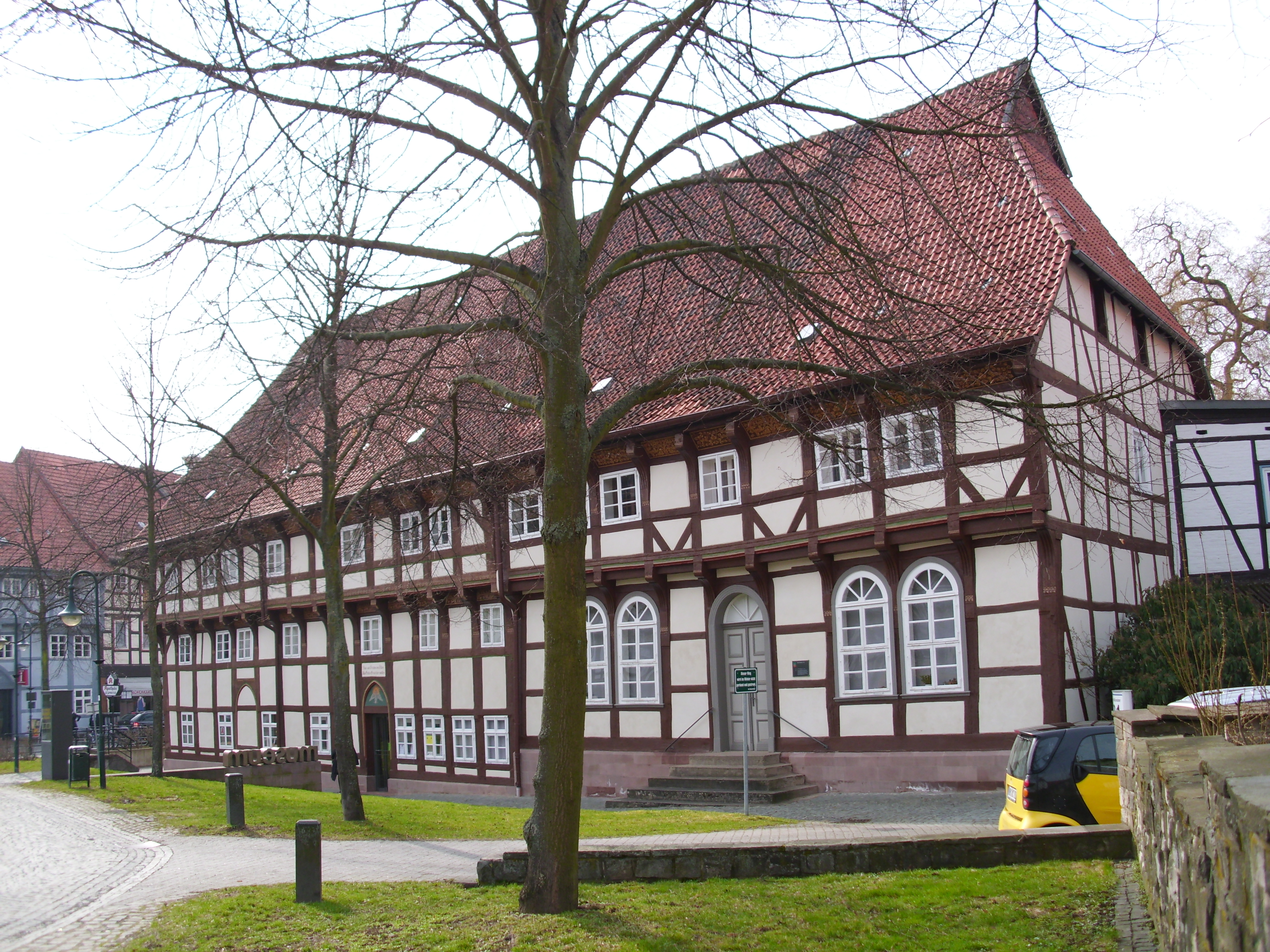
Heimatmuseum

Gegenüber von St. Blasius an der Westseite des ehemaligen Klosterhofes befindet sich das 1478 erstmals urkundlich erwähnte Fachwerkhaus St. Spiritus. Das im gotischen Baustil erbaute Haus besitzt für Northeim einen hohen baugeschichtlichen Wert.
In diesem Gebäude ist das Heimatmuseum Northeim untergebracht, in dem seit 2004 der bedeutende Münzfund von Northeim-Höckelheim ausgestellt wird.

### Kirchen
Die Stadt Northeim besitzt zahlreiche Gotteshäuser, welche sich sowohl in der Kernstadt als auch in den Ortsteilen befinden. Während des 20. Jahrhunderts hatte das religiöse Leben in Northeim eine entschiedene Vergrößerung erfahren. In der Kernstadt existieren drei evangelische Kirchen.

#### Evangelisch-lutherische St.-Sixti-Kirche

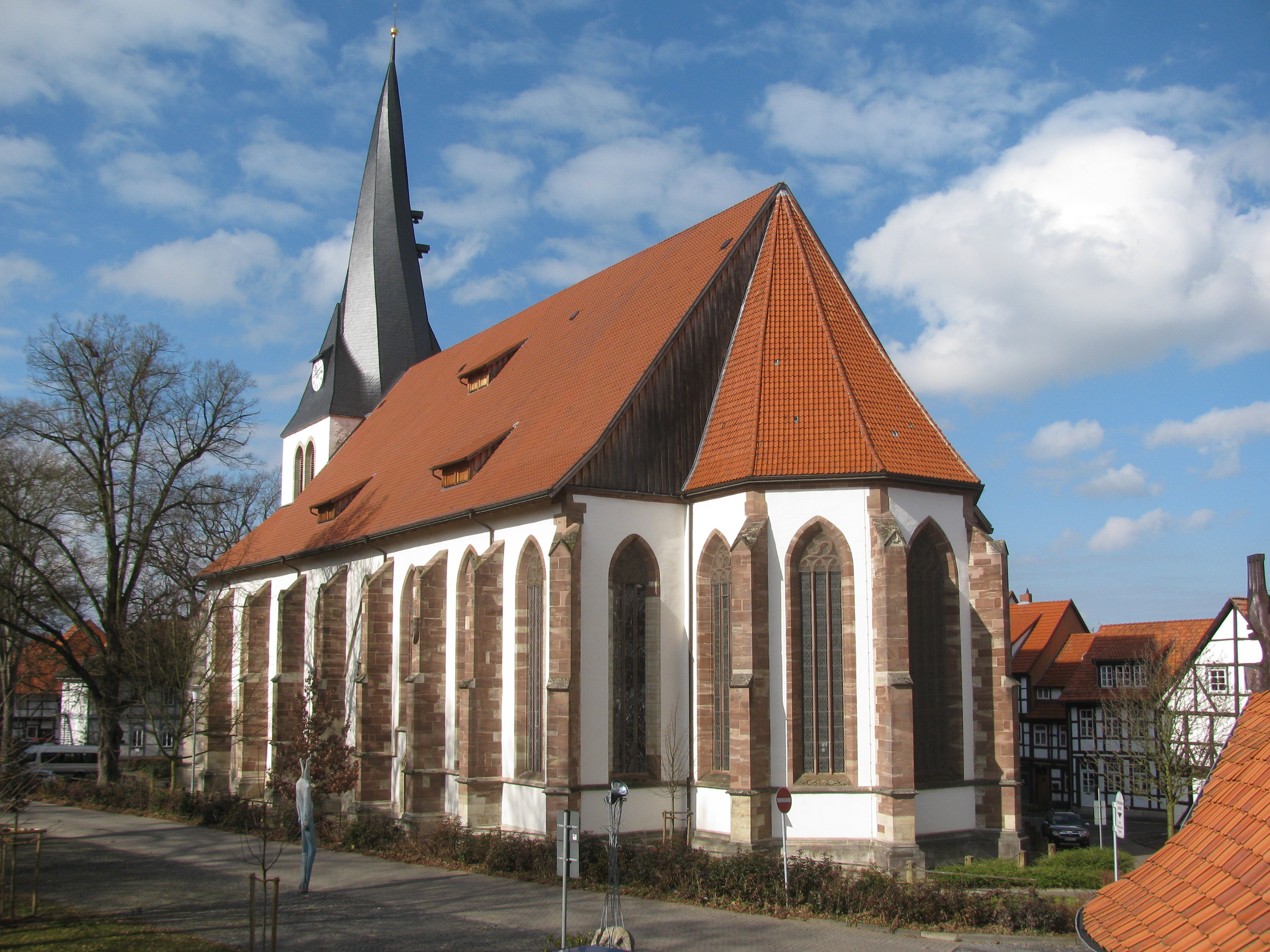
Sankt Sixti

Sankt Sixti, Northeims größte Bürgerkirche, entstand in mehreren Bauabschnitten im gotischen Stil, wobei wesentliche Teile des heutigen Gebäudes aus dem 15. Jahrhundert stammen. Die genaue Entstehungszeit der ersten Kirche an dieser Stelle ist nicht bekannt, doch wird ein Vorgängerbau der heutigen Kirche 1208 erstmals in einer Urkunde des Hildesheimer Propstes für das Northeimer Kloster erwähnt. Bereits knapp 20 Jahre später, 1229, stand dem Kloster auch das Patronatsrecht über die Kirche St Sixti zu. Die Inkorporation der Kirche in das Kloster sollte in den folgenden Jahrhunderten oftmals zu Streitereien führen, da das Kloster unter anderem den Pfarrer bestimmte und alle Einkünfte an sich zog. Durch die aufkommenden Differenzen wurde im Verlauf des 14. Jahrhunderts den Mönchen mehrmals die Inkorporation bestätigt, jedoch durch das Konzil von Basel 1431 bis 1449 aufgehoben. Zwischen den Jahren gab es wiederum Bestätigungen zugunsten des Klosters, so 1435 durch Papst Eugen IV., aber auch wieder Abtretungen, wie 1438. Endgültig sollte erst 1447 eine Entscheidung getroffen werden, die von Papst Nikolaus V. ausging, der sich für die Einverleibung in das Kloster entschloss. Damit waren die Auseinandersetzungen allerdings nicht beigelegt, zu Beginn des 16. Jahrhunderts entbrannte eine Gegensätzlichkeit bezüglich der Gestaltung des Palmweihfestes. So sprach sich auch der Rat gegen eine Weihung der Palmzweige im Kloster aus. Ein Gerichtsentscheid kam 1511 zu dem Urteil, dass die Weihe außerhalb der Kirche St. Sixti geschehen solle. Die Aktivisten der Mönche, darunter der Prior und der Pfarrer, wurden aus der Stadt verwiesen. Im Großen Rezess von 1525 einigte man sich unter der Vermittlung des Herzogs Erich I. von Calenberg-Göttingen darauf, dass wesentliche Punkte der Streitfragen geklärt wurden. Das von Kreuzrippengewölbe überspannte Langhaus ist fünfjochig. Über zwei Vorjoche ist der Chorraum als fünfseitige Apsis angeschlossen. An beiden Turmseiten befinden sich Kapellenanbauten. Die nach außen wirkenden Kräfte werden durch Sandstein-Strebepfeiler abgefangen, die ähnlich der Laurentiuskirche in Dassel die äußere Erscheinung prägen. Die Orgel wurde 1721–1734 von Johann Heinrich Gloger und seinen Sohn Johann Wilhelm Gloger erbaut und seitdem mehrfach umgebaut und erneuert. Den Prospekt schuf Johann Christian Hartig.

#### Weitere Kirchen

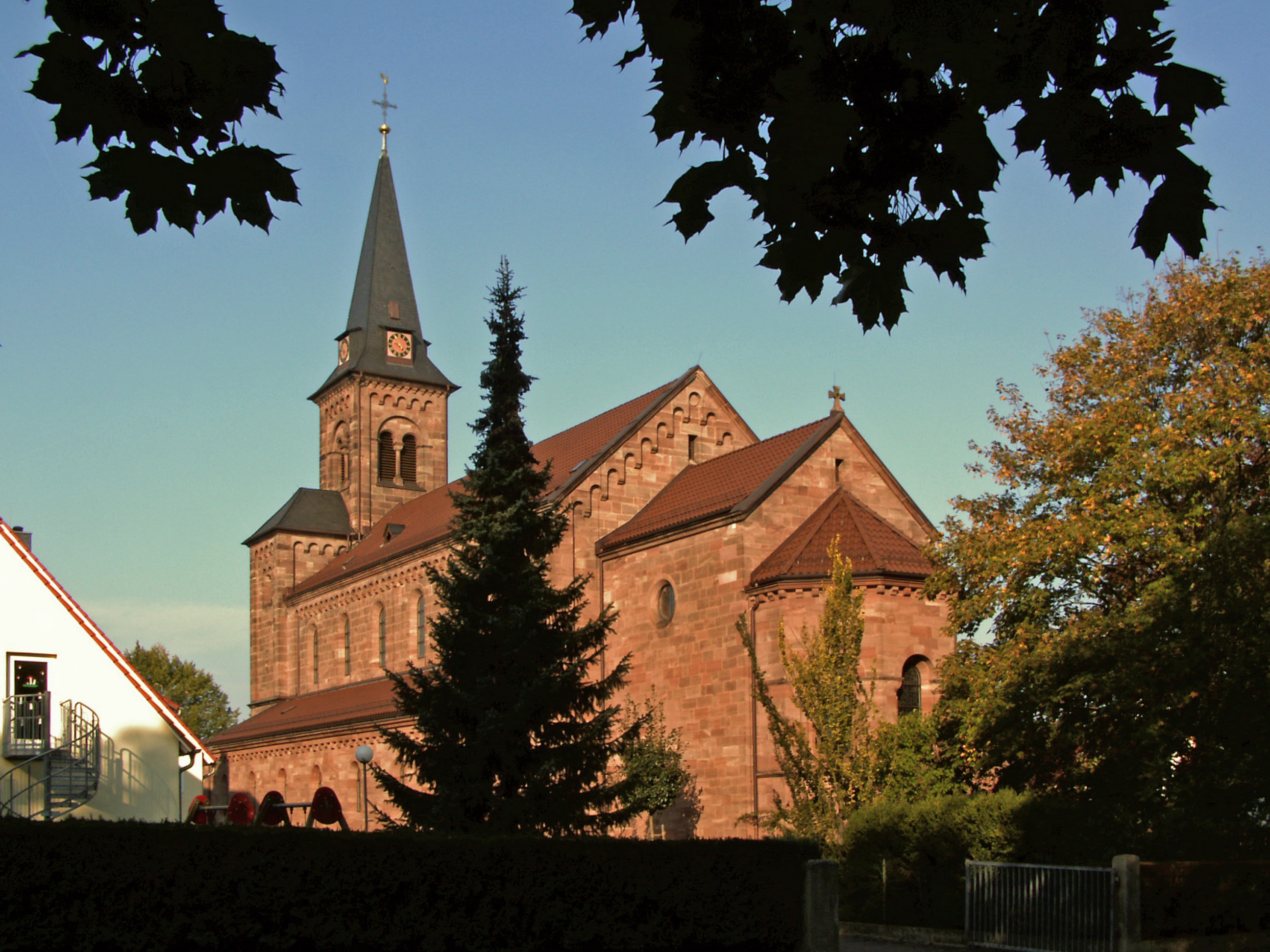
Mariä Heimsuchung

Als katholische Kirche existiert in der Kernstadt die Sankt-Marien-Kirche, die 1886 geweiht werden konnte. Sie ist die einzige katholische Kirche in der Stadt Northeim, da Northeim seit der Reformation evangelisch-lutherisch geprägt war und ist.
Außerdem gibt es mit der Apostelkirche und der Corvinuskirche zwei weitere lutherische Kirchen in der Kernstadt, sie wurden Mitte der 1960er Jahre erbaut und bilden jeweils eine eigene Kirchgemeinde. Daneben existieren in den Ortsteilen Northeims weitere evangelisch-lutherische Gotteshäuser. Die ehemalige Kirche St. Fabian und Sebastian ist heute Seniorenbegegnungsstätte.
Nachdem sich die baptistische Gemeindearbeit seit 1910 in verschiedenen Räumlichkeiten getroffen hatte, wurde nach dem Zweiten Weltkrieg an Stelle eines der wenigen durch Bombardement zerstörten Häuser ein Gemeindehaus errichtet, das 1949 eingeweiht worden ist. Es trägt heute den Namen Christuskirche.
Die Neuapostolische Gemeinde besitzt in der Ostpreußenstraße ein 1969/70 erbautes Gotteshaus. In der Gartenstraße existiert ferner ein Königreichssaal der Zeugen Jehovas.
Die Evangelische Freikirche Gemeinde Treffpunkt hält ihre Gottesdienste in der Alten Wache ab. Ihr Gründungsjahr ist das Jahr 1990.

### Klöster
In der Stadt Northeim befinden sich drei ehemalige Klöster. Zwei davon befinden sich in den Northeimer Ortschaften. Zum einen das ehemalige Zisterzienserinnenkloster Wiebrechtshausen, zum anderen ein weiteres Zisterzienserinnenkloster in Höckelheim. Daneben befinden sich in der Kernstadt heute noch Gebäude des Klosters Sankt Blasien am Northeimer Münster.

### Imbshäuser Schloss

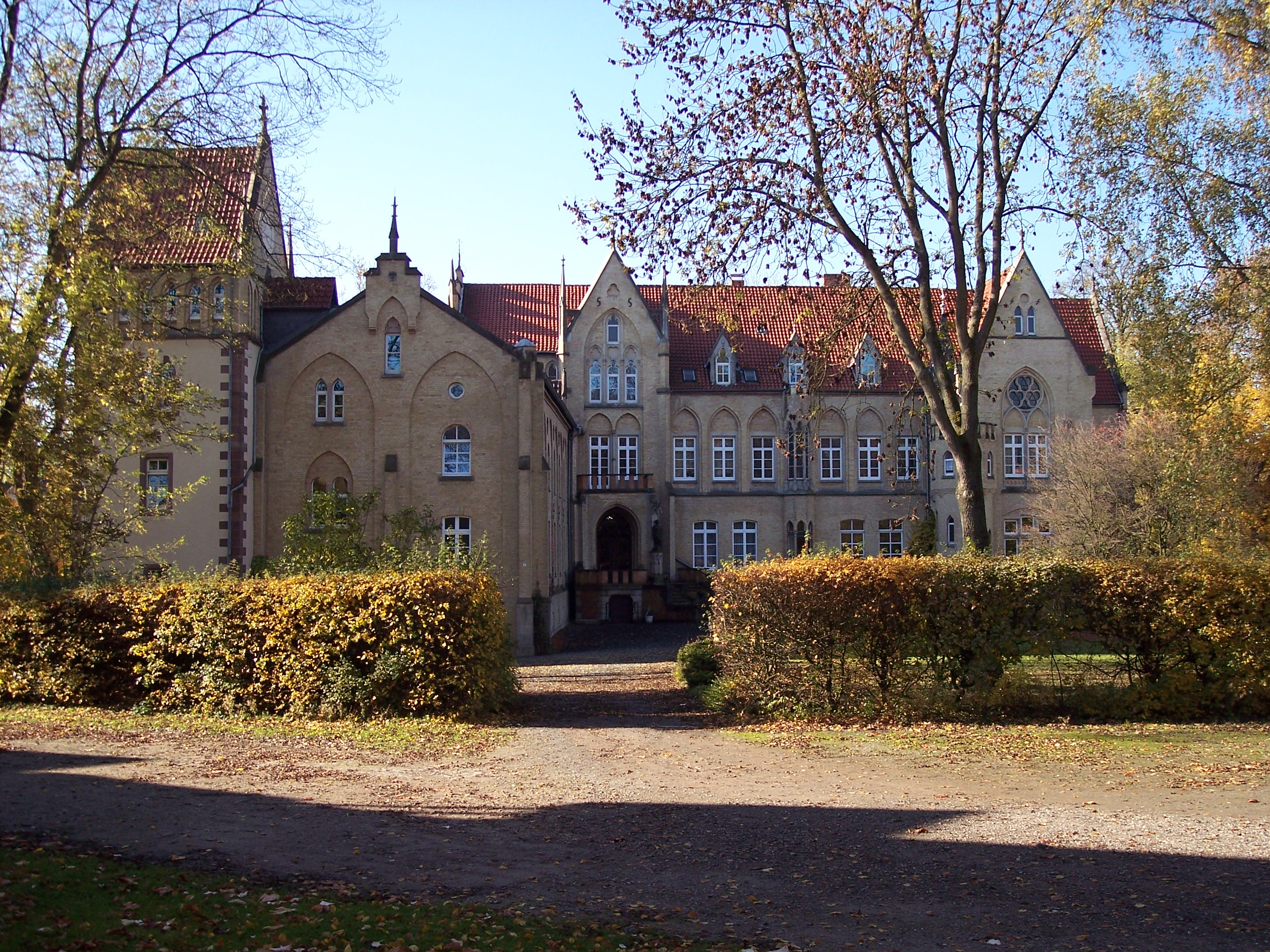
Schloss Imbshausen

Das Schloss in Imbshausen mit seinem ca. 13.000 m² großen Schlosspark wurde 1862–1864 vom Baumeister Julius Rasch an Stelle von Vorgängerbauten als Gutssitz der Familie von Stralenheim erbaut.
Nach dem Zweiten Weltkrieg musste die Familie von Stralenheim das Schloss räumen, das dann als Notunterkunft diente. 1946–1951 befand sich dort eine polnische Kadettenschule, seit 1952 ein Predigerseminar der evangelisch-lutherischen Landeskirche Hannovers. 1963 schenkte Baron Henning von Stralenheim das Schloss dieser Landeskirche. Von 1998 bis 2013 stand das Schloss im Besitz von Campus für Christus, bevor Carl-Christian von Plate Freiherr von Stralenheim als Angehöriger des ursprünglichen Adelsgeschlechts das Anwesen zurückerwarb.

### Wieterturm

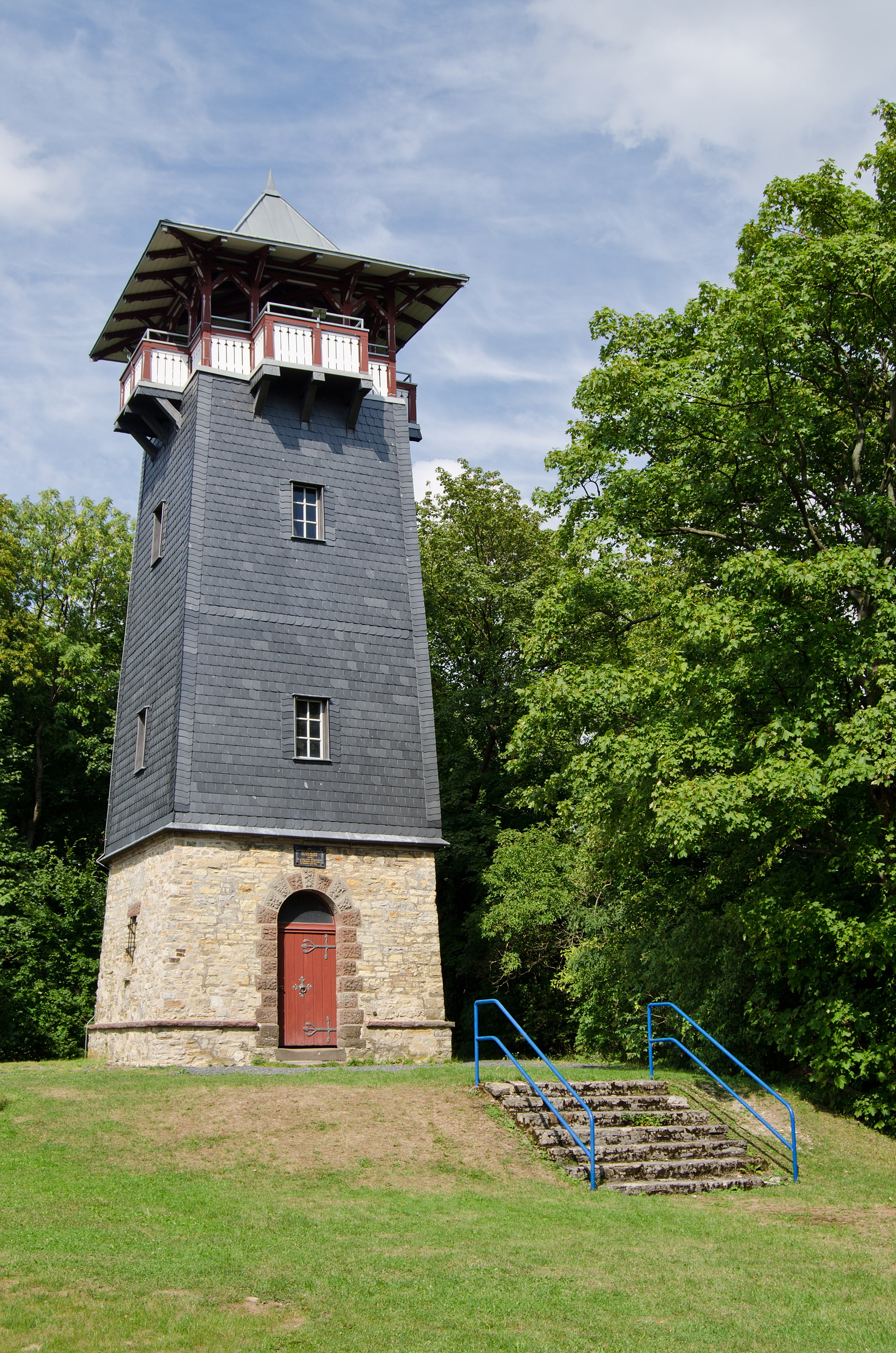
Wieterturm

Der Wieterturm ist ein Aussichtsturm im Stadtgebiet von Northeim. Er befindet sich auf dem so genannten 3. Wieter, welcher den Northeimer Marktplatz mit seinen 326 Metern über NN um 200 Meter überragt und den höchsten Berg Northeims darstellt. Er entstand in den 1880er Jahren und wurde zuletzt 2008 erneuert.

### Denkmäler

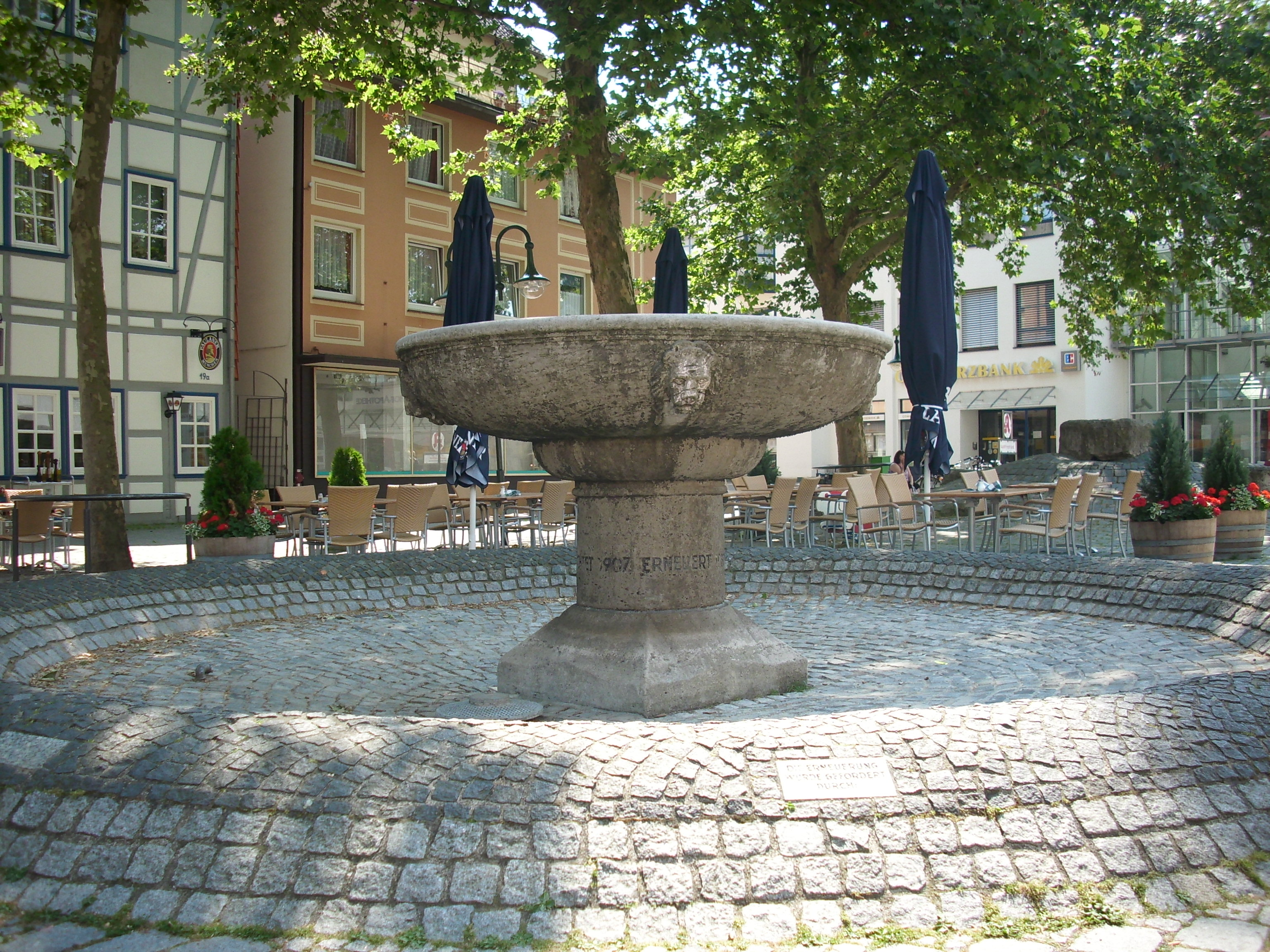
Graf-Otto-Brunnen (2010)

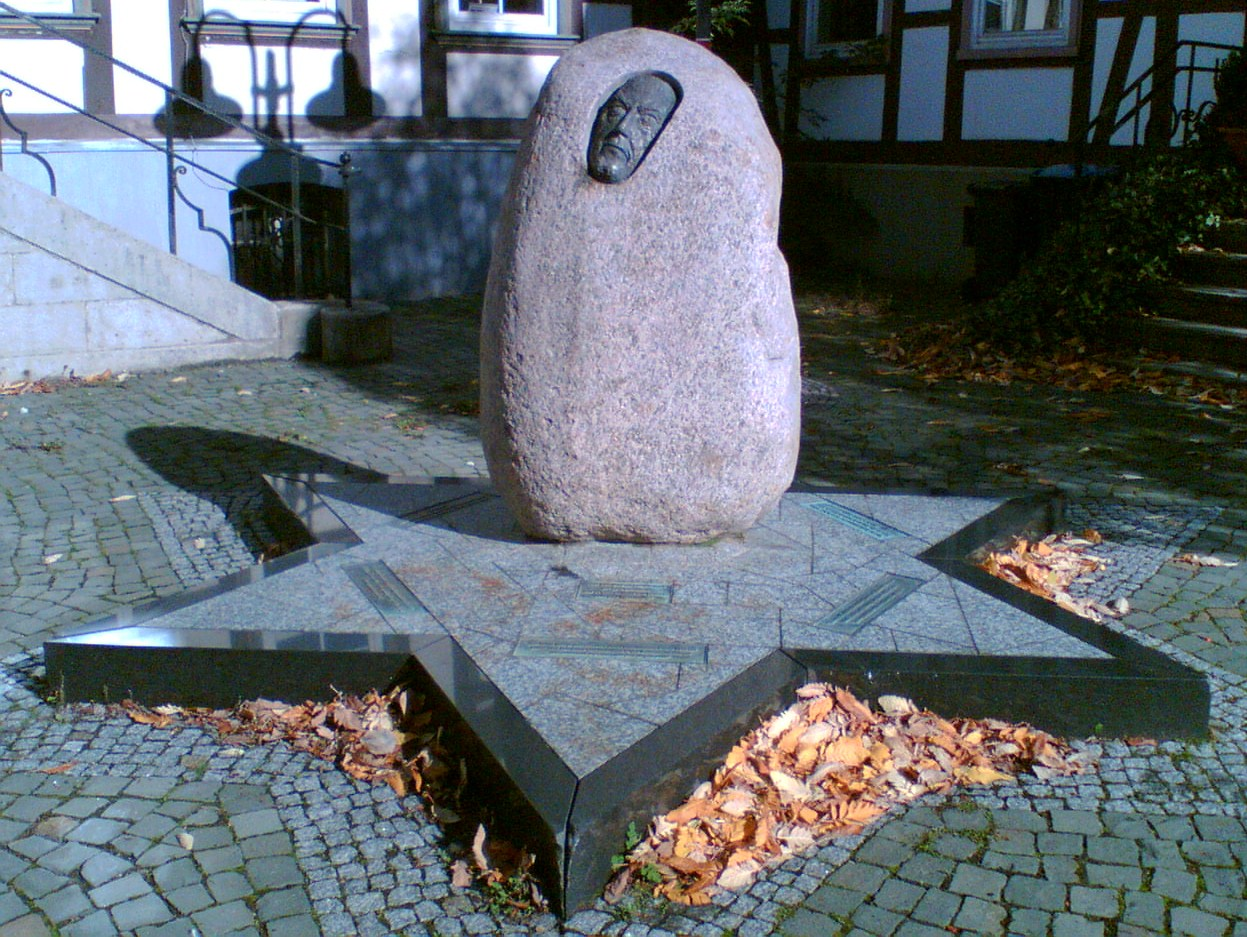
Mahnmal

Bis ins 19. Jahrhundert hatte es in Northeim nur sehr wenige Denkmäler gegeben. So wurde 1820 ein Erinnerungsmal zu Ehren des Generalmajors Friedrich Levin August von Arentsschildt auf dem Gelände der ehemaligen Garde-Kürrasier-Kaserne errichtet und der Wesselstein 1880. Diese beiden Denkmäler waren privater Natur. Für die Toten der Kriege von 1866 und 1870/71 wurde 1879 eine Germaniastatue des Bildhauers Eberlein auf dem Münsterplatz errichtet. Anfang des 20. Jahrhunderts wurden Pläne für den Bau eines Monumentalbrunnens auf dem Marktplatz entworfen. Als Denkmalshelden entschied man sich für Otto von Northeim. 1907 wurde der Brunnen mit dem bronzenen Grafen fertig gestellt und feierlich enthüllt. 1918 wurde die Bronzestatue jedoch für die Rüstungsindustrie eingeschmolzen. Der Sockel des Brunnens wurde später vor das heutige City-Center verlegt und befindet sich in schmucklosen Zustand dort noch immer, nachdem er in den 1980er Jahren erneuert worden war.
1925 wurde ein weiteres Kriegermal vor dem damaligen Corvinianum errichtet, der heutigen Martin-Luther-Schule. Seit dem Jahre 2000 ist auch eine Gedenkplatte für die Toten des Zweiten Weltkrieges angebracht. Ein weiteres Ehrenmal befindet sich auf dem Friedhof.
1944 wurde auch die Germania auf dem Münster eingeschmolzen. Der verbliebene Sockel wurde nach einer Umgestaltung des Münsters 1959 entfernt. Das letzte Denkmal für Kriegstote wurde 1954 auf dem Weinberg am Wieter erbaut.
Seit 1933 hatte Northeim einen Schlageter-Stein, welcher erst 1971 entfernt und 1989 vollständig zerstört wurde.
Nach dem Zweiten Weltkrieg entstanden weitere Denkmäler, welche jedoch sich nicht mehr vorrangig mit Krieg beschäftigten. So existiert seit 1966 der „Pfennigbrunnen“, ferner der sogenannte „Quellhügel“, welcher als Brunnen konzipiert war, aber nicht lange so genutzt wurde und nunmehr die Brunnenschale zum Gedenken für Graf Otto enthält.
1993 wurde am ehemaligen Northeimer Rathaus am Entenmarkt ein Mahnmal für die ermordeten jüdischen Bürger der Stadt enthüllt.
Im Februar 2007 wurden in der Northeimer Innenstadt 16 Stolpersteine zum Gedenken an während der Zeit des Nationalsozialismus ermordete Juden verlegt. Auch die KZ-Gedenkstätte Moringen unterstützt dieses Erinnerungsprojekt. Die Verlegung der Stolpersteine fand unter großer Anteilnahme der Northeimer Bevölkerung statt.
Seit dem 9. November 2009 steht auf einer Grünfläche an der Nordseite der Rhumebrücke an der Rückingsallee ein Originalsegment der Berliner Mauer, welches der Stadt Northeim aus Anlass des 20. Jahrestages der Maueröffnung vom „Kameradenkreis der ehemaligen Garnison Northeim'“ gestiftet wurde. Die ursprünglich unbemalte Oberfläche des Segments wurde von Schülerinnen des Gymnasiums Corvinianum künstlerisch gestaltet.

### Schwimmbäder
In Northeim hatte es lange Zeit keine Schwimmbäder gegeben. So gab es zu Anfang des 20. Jahrhunderts lediglich eine private Flussbadeanstalt im Bereich der Straße Am Rhumekanal. 1904 ging die Badeanstalt in städtische Hand über und wurde nunmehr unter dem Namen Städtische Badeanstalt an der Rhume betrieben. Ab 1925 wurde die Badeanstalt zur Familienbadeanstalt und somit Männern und Frauen ein gemeinsames Baden ermöglicht, was zuvor aufgrund der sittlichen Wertvorstellungen der Zeit nicht gestattet war.
1926 kam am Schaupenstiel eine das ganze Jahr über zu nutzende städtische Warmwasseranstalt hinzu, welche an die städtische Brauerei angeschlossen war und deren Abwärme nutze. Wegen des Besucherandrangs wurde die Anstalt erweitert, jedoch Ende der 1960er Jahre geschlossen. 1927 entschied man sich, eine neue Badeanstalt zu bauen, da die Badeanstalt an der Rhume wegen der dortigen Strömung und der geringen Wassertemperatur ungeeignet sei. So kam es 1929 zum Bau des Bergbades, welches 1930 öffnete und eine Schwimmbahn über 25 Meter besitzt. Zudem erwarb man eine 1928 für die Olympischen Spiele von Amsterdam erbaute und genutzte Sprunganlage für 4.382 RM. Der Bau hatte 138.201,11 RM gekostet und damit die ursprünglichen Planungen um 103 % überstiegen. 1934 ging das Bad an die Heeresverwaltung und wurde vorübergehend ausschließlich vom in Northeim stationierten Heer genutzt. Das Bergbad wurde in den Jahren 1967 bis 1969 von mehr als 100.000 Besuchern pro Saison besucht. Um 2000 wurde das Bergbad umfassend saniert.
Mit der Eingemeindung Sudheims als Stadtteil bekam Northeim mit dem dortigen Freibad 1974 ein weiteres Freibad, welches beheizbar ist und heute von einem Trägerverein betrieben wird.
1973 entstand das Hallenbad an der Arendtschildstraße. In den ersten zehn Betriebsjahren besuchten 1.600.000 Badegäste das Hallenbad. 1996 wurde das städtische Hallenbad aus Kostengründen an die Northeimer Stadtwerke übergeben und 1998 für 4,5 Millionen DM umfangreich saniert. Im Jahre 2008 wurde die einsturzgefährdete Decke renoviert. Das Northeimer Hallenbad wird heute wegen der einzigen überdachten 50-Meter-Bahnen in Südniedersachsen von Schwimmvereinen aus dem ganzen Bundesgebiet für Trainingslager genutzt.

### Parks

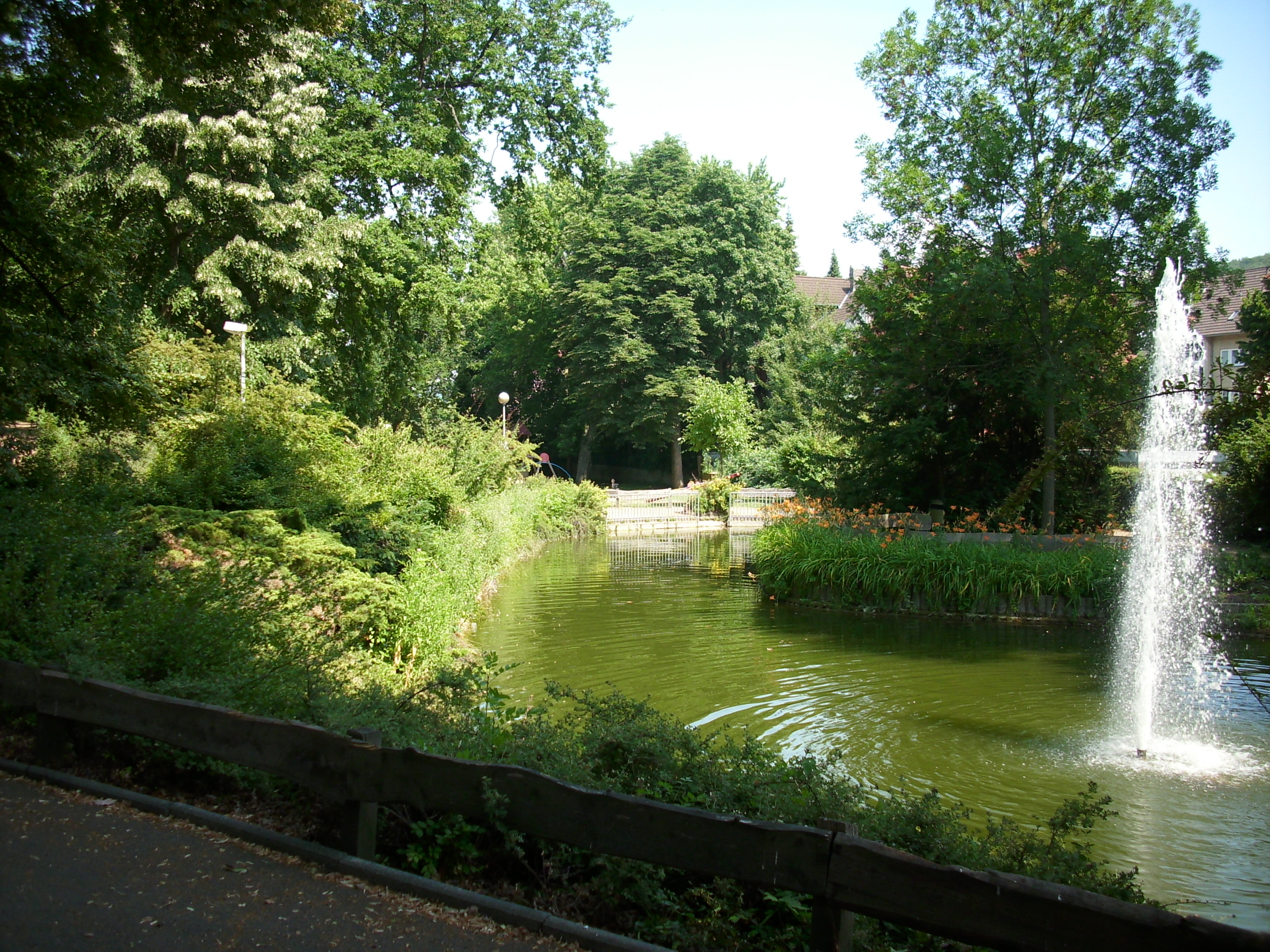
Park am Tourlaviller Wall

Mehrere zentrale kleine Parkanlagen, die durch eine Reihe von Querstraßen unterbrochen werden, ziehen sich am nördlichen Rand der Stadtmauer entlang. Es handelt sich im Wesentlichen um einen von Grünanlagen gesäumten Spazierweg mit Parkbänken. Zusätzlich gibt es mehrere Teiche (zum Teil mit Wasserspielen) und eine Minigolf-Anlage mit einem großen Kinderspielplatz in unmittelbarer Nähe.

### Alter Stadtfriedhof

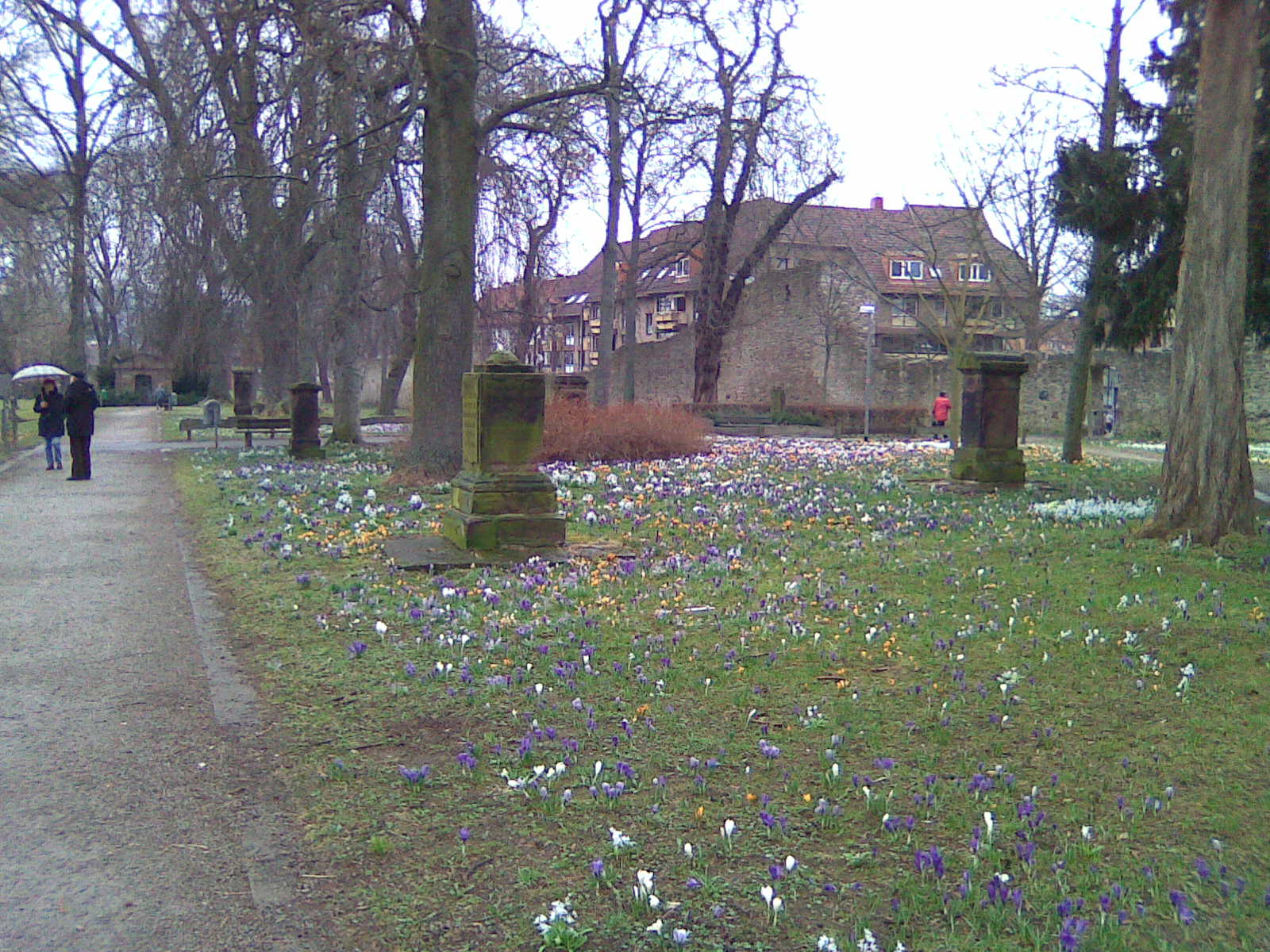
Alter Stadtfriedhof

An der Gardekürassierstraße befindet sich der alte Stadtfriedhof, der in seiner aktuellen Form vom 18. Jahrhundert bis ins 19. Jahrhundert im Betrieb war. Er liegt vor der Stadtmauer, welche an dieser Stelle am besten erhalten ist. Der alte Friedhof trug auch den Namen „Alter Kirchhof“. Er entstand Ende der 1780er Jahre auf Geheiß des Magistrats. Eine der ersten dort begrabenen Personen war Johann Achterkirchen. Friese etwa nennt ihn als den zweiten, der dort die letzte Ruhe fand. Dieser wurde am 8. Juni 1789 unter großer Anteilnahme der Bevölkerung dort bestattet. Bis in die 1920er Jahre befanden sich dort noch sehr viele alte Gräber mit Sandsteinmonumenten, die aber schon zum damaligen Zeitpunkt stark verwittert waren.
Begraben wurden alle bedeutenden Personen, die Northeim Ende des 18. Jahrhunderts und zu Beginn des 19. Jahrhunderts vorzuweisen hatte. So etwa neben Achterkirchen der Generalleutnant und Chef des sich damals in Northeim befindlichen 9. Infanterieregiments Sachs-Gotha, Siegesmund von Wurmb und der Oberst und Chef des 14. Hannoverschen Infanterie-Regiments. Der Chef des Dragonerregiments, Generalleutnant Jakob Konrad Niemeier hat auf dem Friedhof zwei seiner Kinder beerdigt. Weiterhin sind dort der Senator der Stadt Northeim Friedrich Christian Reddersen, der Pastor August Friedrich Ellissen und Andreas Mathias Steltzner begraben.
Der alte Friedhof wurde am 19. Oktober 1875 durch den heute noch aktuellen Stadtfriedhof Am Harztor in Richtung Hammenstedt ersetzt. Der Alte Friedhof ist heute ein Park, in dem nur noch wenige Gräber und ein Mausoleum des Oberamtmannes Lueder an seine ehemalige Funktion erinnern.

### Seenplatte

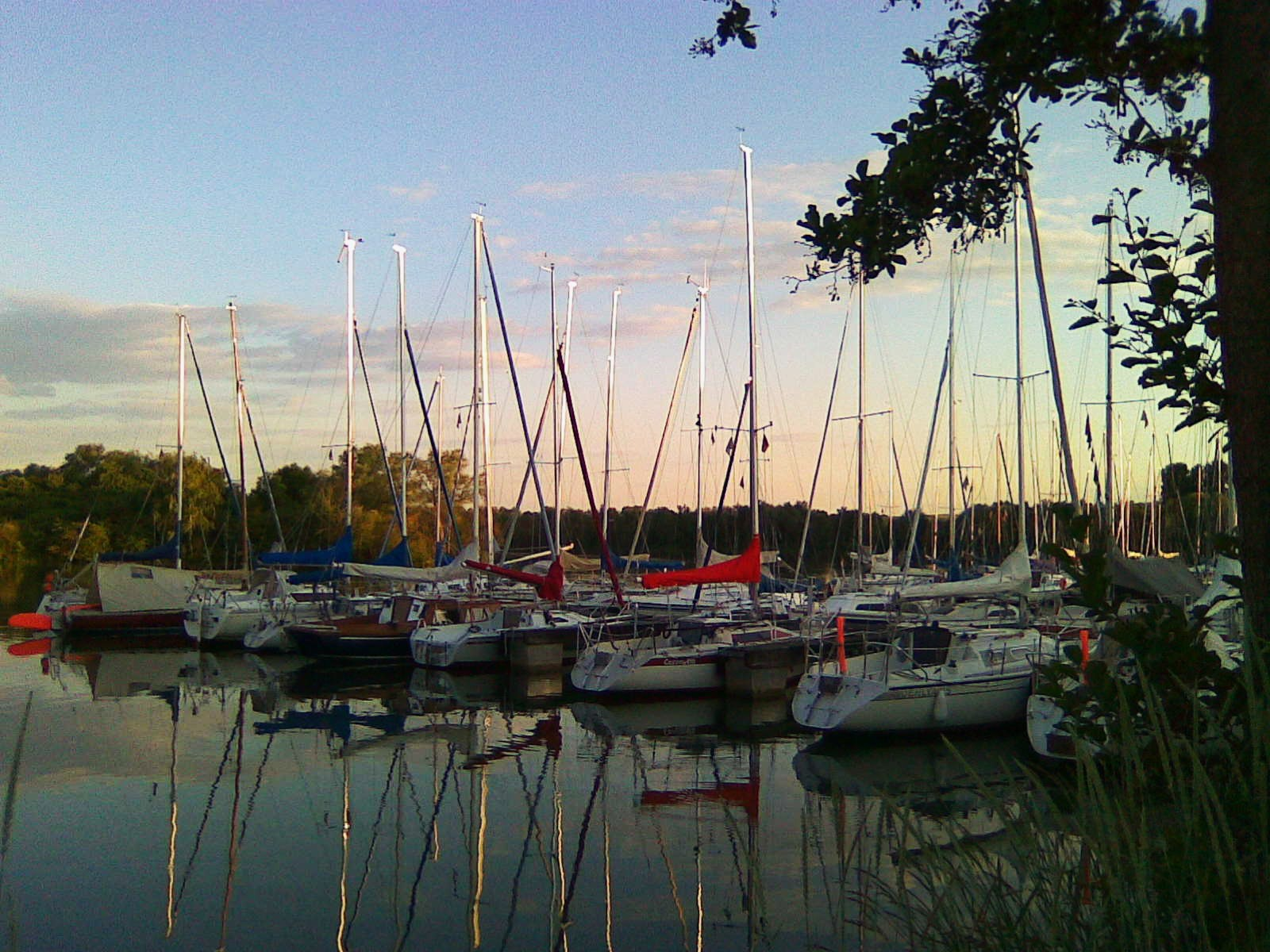
Hafen an der Northeimer Seenplatte

Die durch Kiesabbau entstandene Northeimer Seenplatte erstreckt sich über eine Fläche von etwa 360 ha und besteht zurzeit aus 12 künstlichen Seen. Mindestens drei weitere werden noch hinzukommen. Schon heute gibt es hier vielfältige Möglichkeiten der Freizeitgestaltung, wie Wandern, Baden, Segeln, Surfen, Tauchen und Angeln. Die naturverbundenen Besucher hingegen haben die Gelegenheit, das einzigartige „Wasservogelreservat Northeimer Seenplatte“ als geschützten Lebensraum für die Tier- und Pflanzenwelt zu entdecken. Es besteht zunächst aus drei Seen, später aus vier Seen. Die Seenplatte ist schon heute ein wesentlicher Bestandteil des Northeimer Kultur- und Freizeitlebens. Anlässlich von internationalen Sportwettbewerben, Segel- und Surfregatten, und beim jährlichen Seefest kommen Tausende von Besuchern aus nah und fern an den See und in die Stadt.

### Sport
Die Männer der DJK Kolping Northeim spielen aktuell in der Verbandsliga Volleyball.
Die Männer des 2011 als Nachfolger der HSG Northeim gegründeten Northeimer Handball-Clubs spielen in der Saison 2019/20 in der 3. Liga.
Der FC Eintracht Northeim spielt aktuell (2014/15) fünftklassig in der Fußball-Oberliga Niedersachsen, der höchsten niedersächsischen Spielklasse im Fußball.
- Turngemeinde von 1848 Northeim

## Wirtschaft und Infrastruktur

### Verkehr

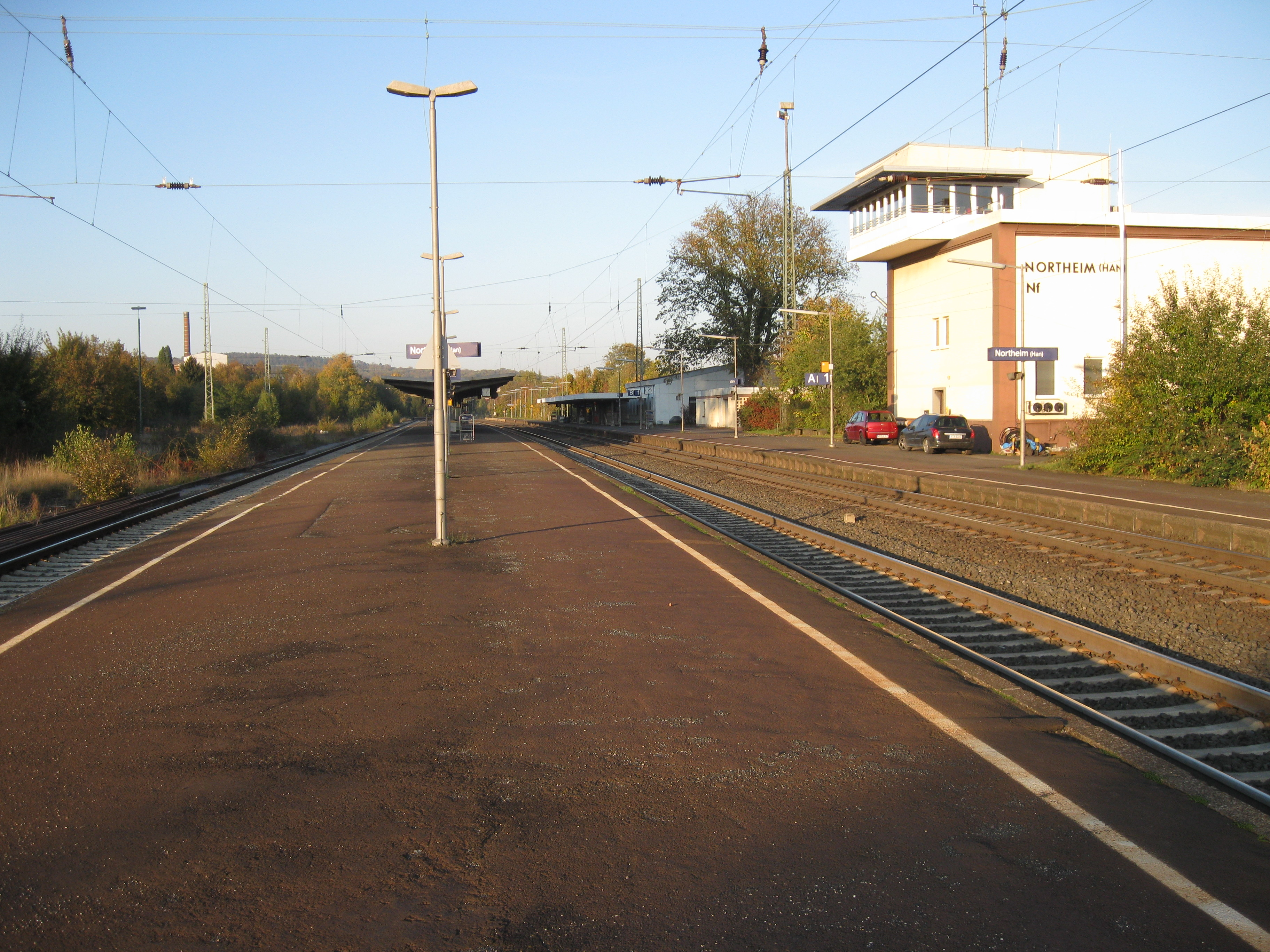
Bahnhof Northeim (Han)

Northeim liegt 20 Kilometer nördlich von Göttingen und 16 km südöstlich von Einbeck an der Autobahn 7 mit den Anschlussstellen 69 Northeim-Nord über die Bundesstraße 3 und 70 Northeim-West über die Bundesstraße 241 sowie an der Bundesstraße 248. Im Herbst 2007 wurde die Westumgehung von Northeim eingeweiht.
Durch die Stadt führt die Hannöversche Südbahn (alte Nord-Süd-Strecke Hannover–Kassel). Hier beginnen die Südharzstrecke über Herzberg (Harz) nach Nordhausen und die Sollingbahn nach Ottbergen. Im Westen wird das Stadtgebiet von der Schnellfahrstrecke Hannover–Würzburg gequert.
Am 15. November 1992 ereignete sich gegen 1:30 Uhr auf Höhe des Bahnüberganges der Bundesstraße 241 der Eisenbahnunfall von Northeim: Ein Schnellzug fuhr in die entgleisten Wagen eines Güterzuges. Elf Tote und 51 Verletzte waren die Folge.
Die meisten Intercity verkehren über die Schnellfahrstrecke Hannover–Würzburg. Lediglich drei Zugpaare befahren die Hannöversche Südbahn und halten in Alfeld, Northeim und Kreiensen.
Im Osten der Stadt – mitten im Wasserschutzgebiet – liegt der Flugplatz Northeim, welcher zu Rund- und Charterflügen genutzt wird. Im Norden der Stadt liegt das Segelfluggelände Sultmer Berg.

### Ansässige Unternehmen
Die Firma Wilvorst, die Abend- und Ausgehmode für den Herrn herstellt, hat ihren Hauptsitz in Northeim.
Die ContiTech Elastomer-Beschichtungen GmbH, eine Tochter der Continental AG, beschäftigt in der Stadt rund 1.800 Mitarbeiter und entwickelt und fertigt Kautschuk- und Gummiprodukte wie Beschichtete Gewebe (z. B. für Rettungsinseln, Schutzanzüge und Membranen) und Gummitücher für die Druckindustrie (Offsetdruck). Des Weiteren befinden sich die ContiTech Vibration Control GmbH (Brems- und Lenkungsdichtungen aus Gummi), die ContiTech Schlauch GmbH und die ContiTech Transportbandsysteme am Standort Northeim.
Die THIMM, ursprünglich ein reiner Verpackungsmittel-Hersteller (Wellpappe), bietet heute auch Displays (Präsentationsverpackungen), Druckservice und Beratungsleistungen an.
Die SABEU GmbH & Co KG entwickelt Spritzgussartikel aus Thermoplasten oder thermoplastischen Elastomeren und fertigt diese auf Spritzgussmaschinen. Die Entwicklung, Herstellung, Wartung und Reparatur der benötigten Spritzgussformen erledigt sie in einem eigenen Formenbau.
In Northeim ist die Verlagsgesellschaft Muster-Schmidt ansässig.

### Öffentliche Einrichtungen

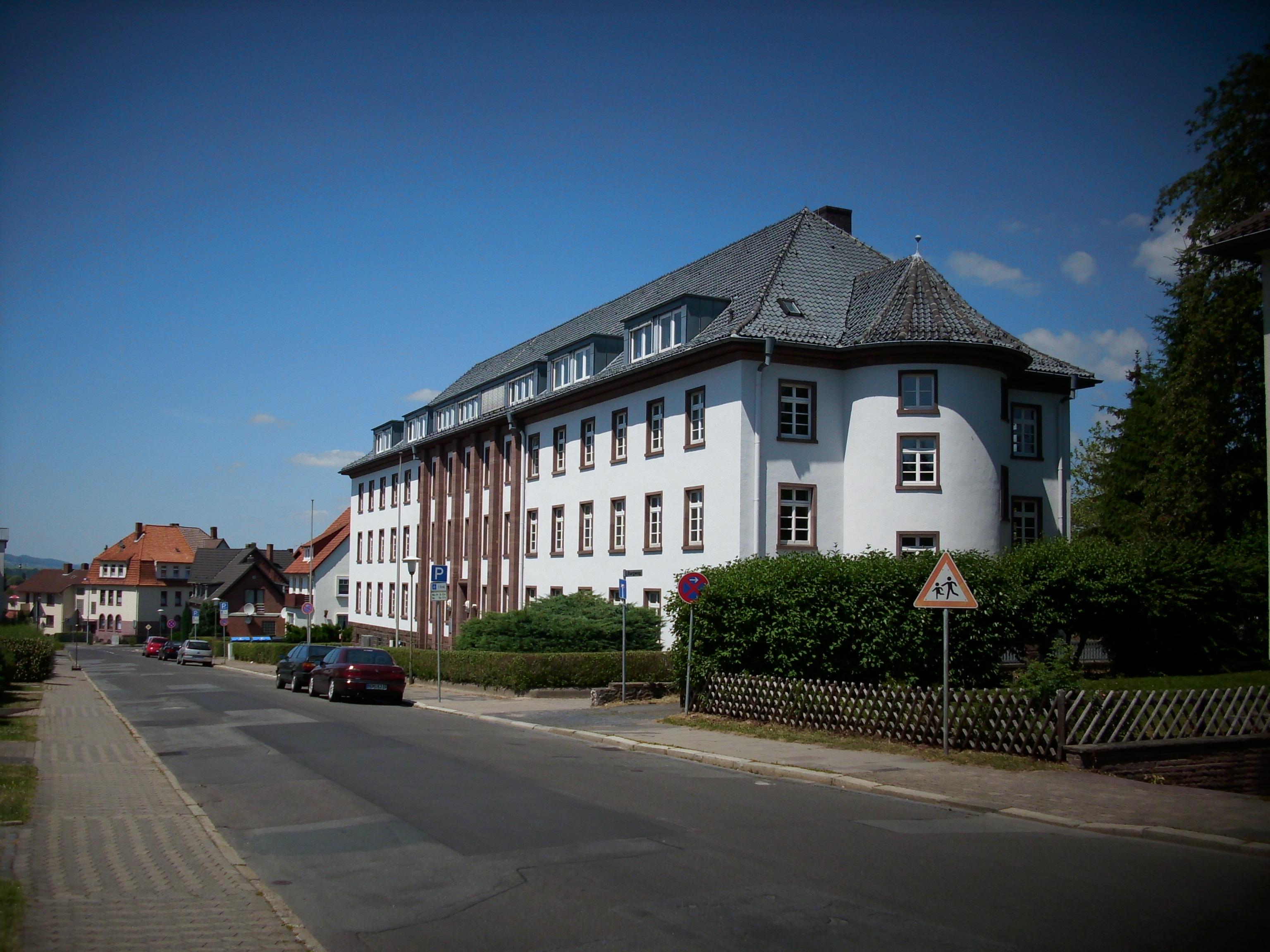
Finanzamt

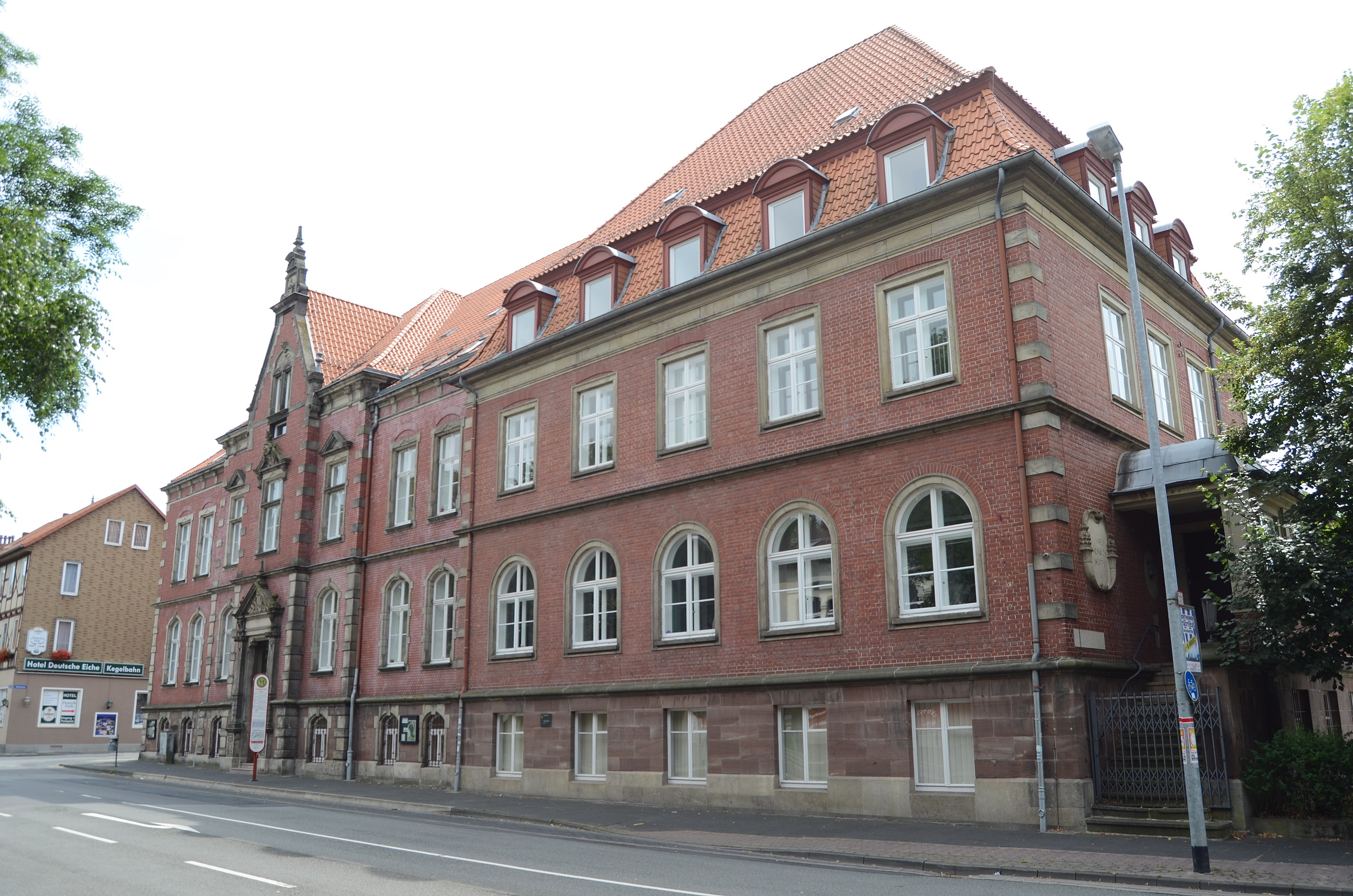
Katasteramt

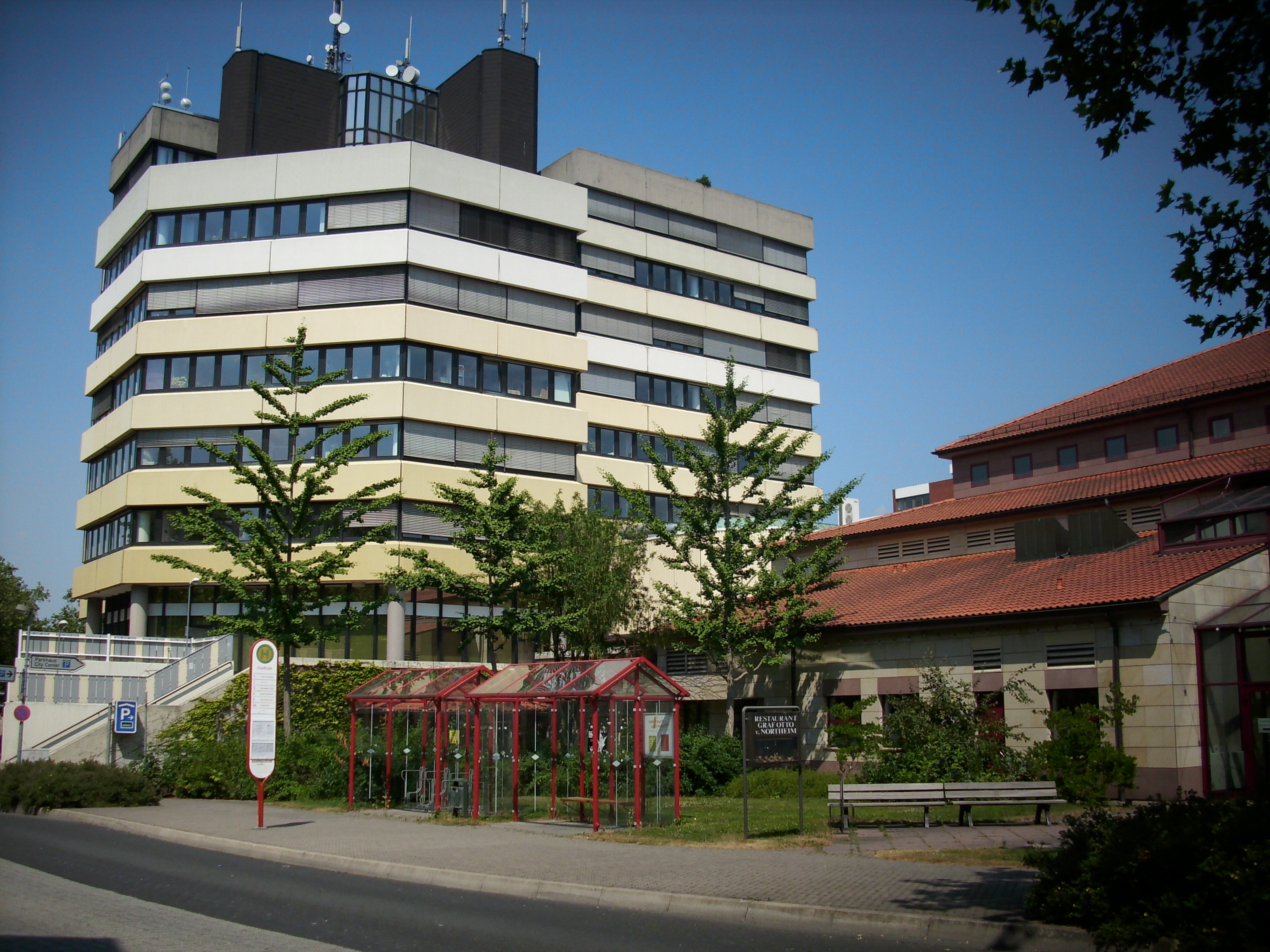
Kreisverwaltung mit Stadthalle

Northeim ist als Kreisstadt Sitz diverser Ämter und öffentlicher und privater Institutionen, von denen nachfolgend die wichtigsten aufgezählt werden:
- Amtsgericht Northeim
- Finanzamt Northeim
- Katasteramt Northeim
- Kreisverwaltung des Landkreises Northeim
- Stadtverwaltung der Stadt Northeim
- Bürgerbüro der Stadt Northeim
- Polizeiinspektion Northeim/Osterode
- Gesundheitsamt Northeim
- Agentur für Arbeit Göttingen
- Forstamt der Stadt Northeim
- Landwirtschaftskammer Hannover
- DGB Südniedersachsen
- Kreisvolkshochschule Northeim
- Albert-Schweitzer-Krankenhaus.

### Bildungseinrichtungen
In Northeim sind 24 Schulen ansässig. Die wohl bekannteste Northeimer Schule ist das Gymnasium Corvinianum, welches zu den ältesten Gymnasien im deutschen Sprachraum gehört. Ferner existieren neun Grundschulen, fünf berufsbildende Schulen, vier weiterbildende Schulen, eine Haupt- und Realschule (Thomas-Mann-Schule), eine Förderschule und eine Ganztagsschule.
Eine Bundesfachschule für Betriebswirtschaft im Kraftfahrzeuggewerbe (BFC) und ein Bundesfachzentrum für Metall und Technik sind auch in Northeim ansässig.

### Medien

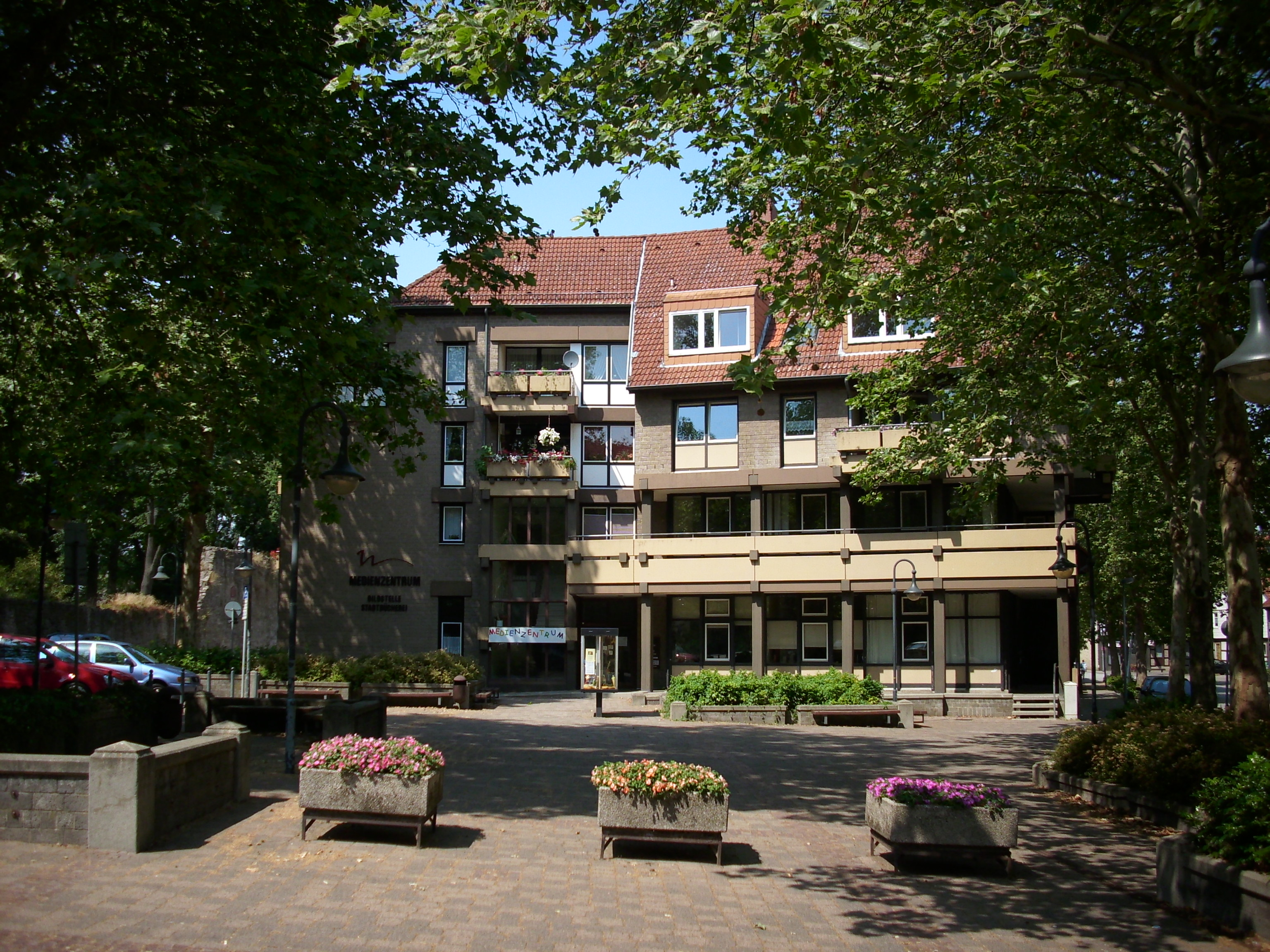
Medienzentrum und Stadtbücherei

Die Northeimer Zeitung sind seit 1910 (Eintrag ins Handelsregister) die „Northeimer Neuesten Nachrichten“. Sie wurden 1974 von der „Hessischen/Niedersächsischen Allgemeinen“ (HNA) übernommen, die in Northeim eine Geschäftsstelle hat, und sind eine wichtige Tageszeitung mit Regional- und Lokalteil für den Kreis Northeim.
Darüber hinaus existiert mit der einmal wöchentlich erscheinenden „Hallo“ eine weitere Zeitung, die über den südlichen Landkreis Northeim und die Kreisstadt berichtet.
Im Internet gibt es mit „Northeim jetzt“ und „Northeim News“ zwei weitere sich überwiegend mit Lokalthemen befassende Medien.

## Persönlichkeiten

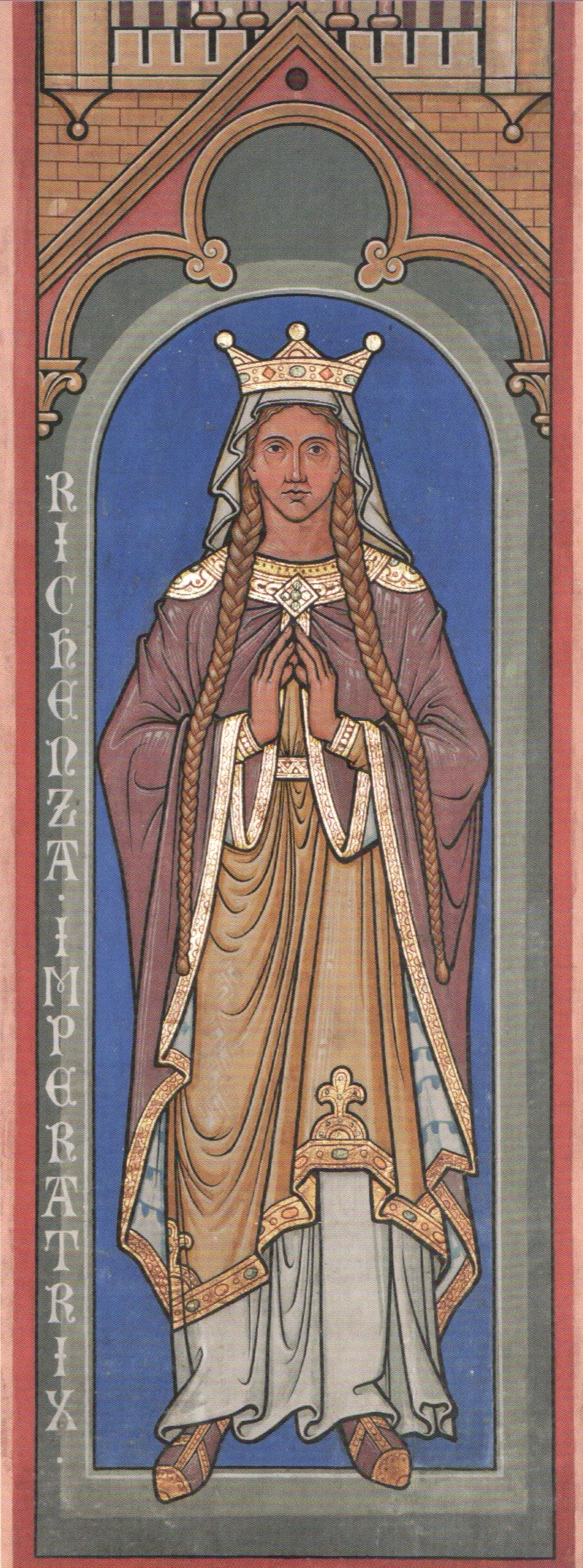
Richenza von Northeim

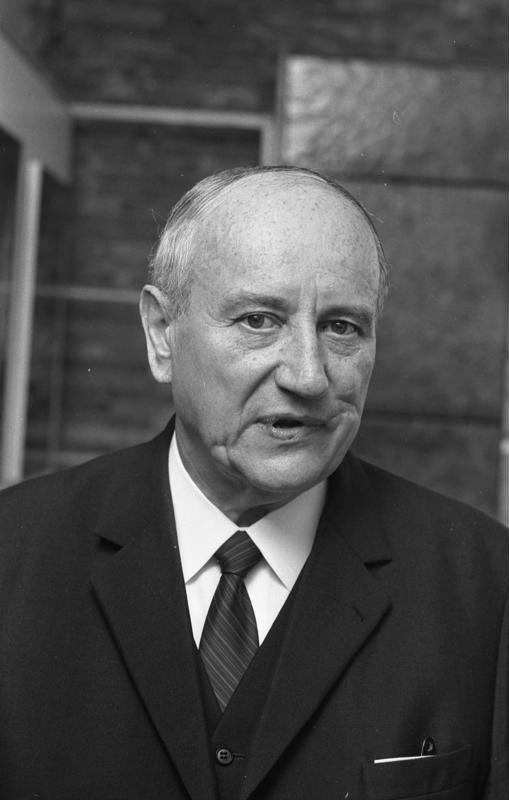
Georg Diederichs

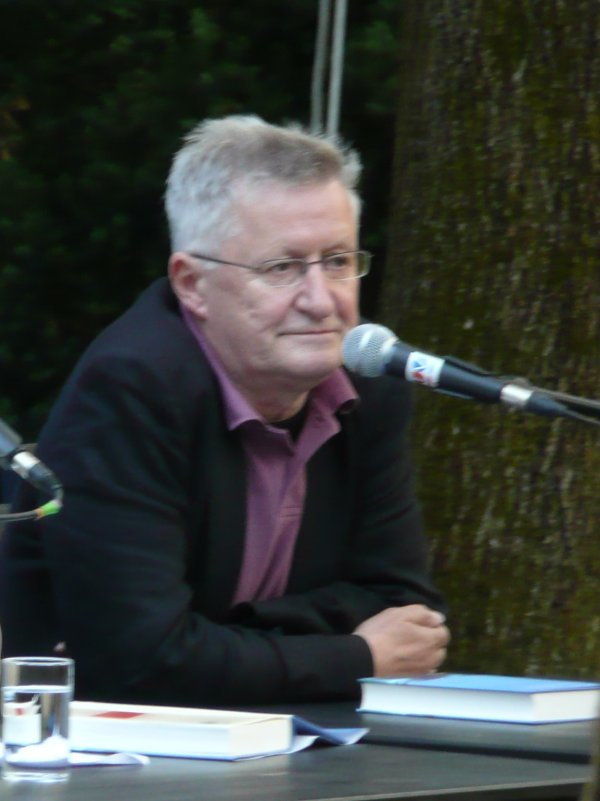
Jochen Schimmang

### Söhne und Töchter der Stadt
- um 1020, Graf Otto von Northeim; † 11. Januar 1083, Bayernherzog
- um 1040, Ethelinde von Northeim; † nach 1075, Tochter Ottos, Herzogin und Gräfin
- um 1055, Heinrich der Fette; † vor dem 10. April 1101, Sohn Ottos, Graf
- um 1087/89, Richenza von Northeim; † 10. Juni 1141, Königin und Kaiserin unter Lothar III.
- um 1460/70, Hans Raphon; † nach 1512, Maler
- um 1587, Jeremias Sutel; † 11. April 1631 in Hannover, Bildhauer
- 1658, 17. Februar, Joachim Justus Breithaupt; † 16. März 1732 in Kloster Bergen bei Magdeburg, lutherischer Theologe, Homiletiker und Kirchenlieddichter
- 1740, 12. Februar, Ernst Friedrich Frank; † 7. März 1822 in Bardowick, lutherischer Theologe
- 1740, 9. Mai, Christoph von Schmidt-Phiseldeck; † 9. September 1801 in Wolfenbüttel, Jurist, Archivar und Autor
- 1741, 28. Januar, Johann August Weppen; † 18. August 1812 in Hollenstedt, Beamter und Schriftsteller
- 1741, 8. September, Johann Christoph Sommer; † 22. Februar 1802 in Braunschweig, Mediziner, Hofrat und Professor für Anatomie
- 1767, 13. Dezember, August Eberhard Müller; † 3. Dezember 1817 in Weimar, Komponist, Organist und Thomaskantor
- 1777, 17. August, August von Stralenheim; † 19. Mai 1847 in Hannover, Justiz- und Kultusminister des Königreichs Hannover, Kurator der Universität Göttingen
- 1778, 4. Januar, Gerhard Ellissen; † 4. Januar 1838 in Gartow, Mediziner
- 1788, 18. Oktober, Johann Philipp Bauermeister; † 16. Januar 1851 in Rostock, evangelischer Theologe
- 1789, 30. Mai, Wilhelm von Buttlar; † 22. November 1839 in Kassel, Hofmarschall und Abgeordneter
- 1802, 18. Oktober, Georg Heinrich Bode; † 26. Juni 1846 in Göttingen, Klassischer Philologe
- 1814, 20. August, Friedrich Julius Tittmann; † 17. Januar 1883 in Göttingen, Literaturwissenschaftler
- 1817, Heinrich Schulze; † 2. Juni 1895 in Hannover, Lehrer und Schulbuch-Autor
- 1822, 10. September, Karl Ernst Hermann Krause; † 28. Mai 1893 in Rostock, Pädagoge und Sprachforscher
- 1824, 16. April, Hans Theodor Krause; † 15. Juli 1888 in Hannover, preußischer Generalmajor und Chef der technischen Abteilung für Artillerieangelegenheiten
- 1827, 28. Juni, Eduard von Krause; † 1. Februar 1886 in Magdeburg, preußischer Generalleutnant und Kommandant der Festung Spandau
- 1842, 4. November, Friedrich Heinrich Bertling; † 26. Mai 1914 in der Hansestadt Lübeck, Kaufmann und Senator
- 1845, 27. Februar, Karl Ludwig Beckmann; † 1. Juli 1898 in Hannover, Apotheker und Botaniker[54]
- 1852, 25. Mai, Theodor Krüger; † 17. August 1926 in Hannover, Architekt und kommunaler Baubeamter
- 1857, 4. November, Julius Winckel; † 11. Oktober 1941 in München, Jurist und Konsularbeamter
- 1864, 1. März, Johannes Röttger; † 1943 in Berlin, Bildhauer
- 1866, 9. Februar, Gottlieb Friese; † 10. April 1945, Tierarzt und Oberstabsveterinär
- 1880, 31. Dezember, Curt von Einem; † 25. Oktober 1939 in Göttingen, Offizier, Generalmajor
- 1886, 27. April, Anna Schlüter; † 30. Juli 1971 in Anderten, Kommunalpolitikerin (SPD)
- 1887, 1. September, Otto Eißfeldt; † 23. April 1973 in Halle/Saale, Theologe
- 1888, 14. Juni, Otto Fahlbusch; † 5. März 1971, Historiker und Heimatkundler
- 1888, 19. Dezember, Heinrich Severit; † 9. Mai 1977 in Northeim, Kommunalpolitiker (NSDAP), Oberbürgermeister der sächsischen Stadt Radebeul
- 1890, 5. Juni, Willi Meyer; † 23. Oktober 1958 in Oldenburg, Maler
- 1890, 28. Dezember, Gerhard Jacobshagen; † 8. Juli 1953 in Ludwigshafen am Rhein, Politiker
- 1896, 1. Juli, Ernst Girmann; † 17. März 1969 in Northeim, Politiker (NSDAP), Bürgermeister der Stadt 1934–1945
- 1899, 15. August, Rudolf Diederichs; † 1967 in München, Bundesrichter
- 1900, 2. Dezember, Georg Diederichs; † 19. Juni 1983 in Hannover, Politiker (SPD), niedersächsischer Ministerpräsident 1961–1970
- 1903, 18. Februar, Eberhard Heß, Landrat im Landkreis Hünfeld
- 1928, 4. November, Bernhard Thebes; † 27. März 2010 in Goppeln (Sachsen), Ordensgeistlicher
- 1929, 30. Dezember, Werner Hesse; † 19. August 2014 in Northeim, Ratsherr und Stadtdirektor der Stadt 1980–1993 (SPD)
- 1935, 2. Mai, Helmut Engel; † 19. September 2019 in Berlin, Kunsthistoriker und Denkmalpfleger
- 1938, 30. März, Jürgen Hohnholz, Geograph
- 1941, 18. August, Rolf Hartje, 1. Vorsitzender CVJM Northeim und national sowie global tätiges Mitglied des CVJM (YMCA), ausgezeichnet mit der Verdienstmedaille der Stadt Northeim
- 1946, 25. Dezember, Reinhard Rauball, Politiker (SPD), Jurist und derzeitiger Präsident von Borussia Dortmund
- 1948, 14. März, Jochen Schimmang, Schriftsteller
- 1951, 18. Juli, Christoph von Blumröder, Musikwissenschaftler
- 1951, Kurt Anglet, Theologe
- 1952, 5. März, Hartmut Heinrich, Meeresgeologe und Klimatologe
- 1954, 4. Juni, Christiane Ratjen-Damerau, Politikerin
- 1956, 14. März, Johannes Fiebag; † 11. Oktober 1999, Schriftsteller, Naturwissenschaftler und Ufologe
- 1956, 7. Mai, Helmut Fiebig; † 11. Mai 2011, Journalist und Filmkritiker
- 1956, 17. September, Christian Jung, Pflanzengenetiker und Molekularbiologe
- 1957, Harald Kühle, Bürgermeister (SPD) der Stadt Northeim (2006–2013)
- 1958, Peter Fiebag, Mayaist und Grenzwissenschaftler, Koordinator am Fachgymnasium Wirtschaft der BBS1 Northeim
- 1959, 13. Januar, Karlheinz Weißmann, Historiker und Publizist der Neuen Rechten, außerdem Lehrer am Gymnasium Corvinianum
- 1963, 24. Juli, Andreas Tyrock, Journalist
- 1963, 21. August, Michael Krieter, Handballspieler
- 1963, 11. Dezember, Bernd Leinemann, Autorennfahrer
- 1964, 8. April, Maren Thurm, Schauspielerin
- 1965, Edgar Lissel, bildender Künstler
- 1966, Norbert Neuß, Erziehungswissenschaftler und Medienpädagoge
- 1966, 24. März, Frauke Heiligenstadt, Politikerin (SPD), niedersächsische Kultusministerin a. D.
- 1966, 6. Juli, Jens Seiler, alias „Jens, der Denker“, Gedächtniskünstler, mehrfacher Weltrekordhalter in der Gedächtniskunst sowie im Schnellrechnen
- 1968, 10. März, Jens Brüggemann, Fotograf
- 1968, 31. März, Detlev Buchholz, Informatiker
- 1970, 28. Januar, Jürgen Austin-Kerl, Langstreckenläufer
- 1970, 3. Februar, Henning Schmidtke, Kabarettist, Musiker und Autor
- 1971, 25. Dezember, Jens Kestner, Politiker (AfD), war 2017 bis 2021 Bundestagsabgeordneter
- 1973, 9. August, Peter Imhof, Moderator, Schauspieler
- 1976, Christoph Klimmt, Forscher auf dem Gebiet der Computerspiele
- 1977, 22. Juni, Simon Hartmann, Politiker (SPD) und amtierender Bürgermeister der Stadt
- 1977, 1. August, Ingebjörg Darsow-Faller, Juristin, Richterin am Bundesarbeitsgericht
- 1977, Almut Schlichting, Jazzmusikerin
- 1978, 15. März, Andrea Cleven, Schauspielerin
- 1979, 27. Januar, Tim Julius Schulz, Biochemiker, Ernährungswissenschaftler, Hochschullehrer
- 1979, Michael Polle, Film- und Fernsehproduzent
- 1981, 6. Januar, Clarissa Herbst, Lehrerin und Politikerin
- 1981, 8. September, Dennis Haberlach, Pop-Musiker
- 1991, 27. August, Nicolas Demuth, Musikproduzent
- 1992, 2. Mai, Katharina Kiel, Fußballspielerin
- 1995, 8. März, Franziska Ippensen, Fußballspielerin
- 1996, 9. September, Eros Dacaj, Fußballspieler

### Weitere Personen, die mit der Stadt in Verbindung stehen

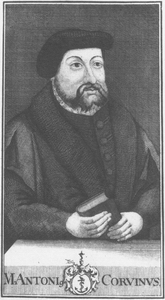
Anton Corvinus

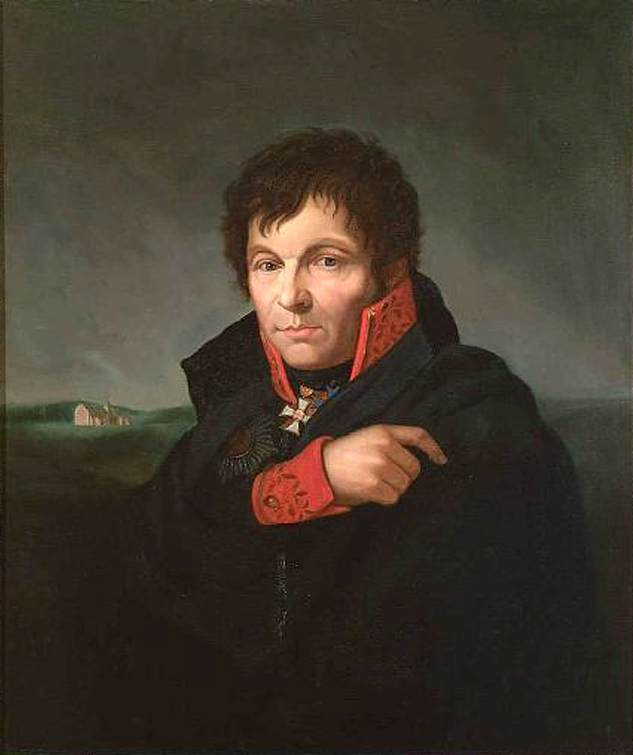
Gerhard von Scharnhorst

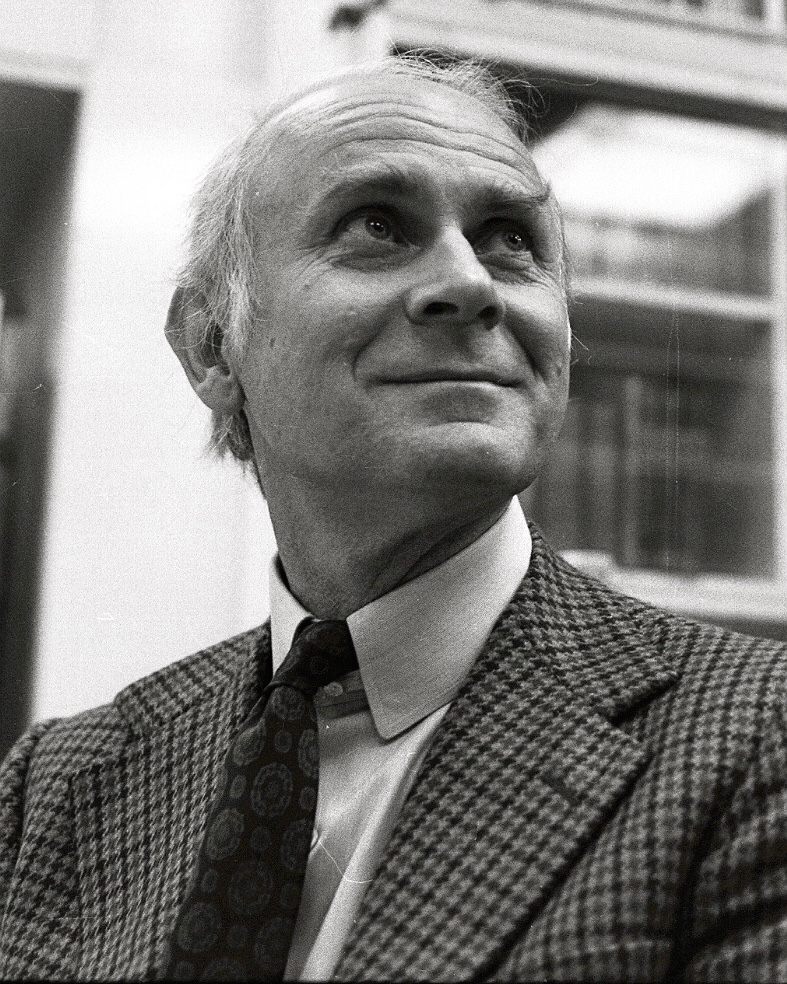
Loriot

- Anton Corvinus (1501–1553), Theologe und Reformator; Reformator der Stadt
- Johann Sutel (1504–1575), Theologe und Reformator
- Franciscus Lubecus (1533–1595), Chronist der Stadt Göttingen; lebte und wirkte einige Jahre in Northeim
- Johann Heinrich Gloger (≈1670/75–1732), Orgelbauer
- Emmerich Otto August von Estorff (1722–1796), kurfürstlich braunschweigisch-lüneburgischer Generalleutnant
- Johann Achterkirchen (1722–1789), Jurist und Bürgermeister der Stadt
- Jacques de Chapeaurouge (1744–1805), Kaufmann
- Gerhard von Scharnhorst (1755–1813), Militärreformer; lebte und wirkte einige Jahre in Northeim[55]
- Georg Christoph Conradi (1767–1798), Stadtphysikus von Northeim
- Johann Peter Eckermann (1792–1854), Schriftsteller und Goethe-Vertrauter; heiratete in Northeim und hielt sich oft in der Stadt auf
- Dietrich Georg von Kieser (1779–1862), Mediziner und Psychiater
- Georg Heinrich Schuster (1799–1890), Architekt; ließ sich in Northeim ausbilden
- Wilhelm Friedrich Groos (1801–1874), preußischer Politiker
- Gustav Julius Vennigerholz (1820–1901), Pädagoge und Historiker, Stadthistoriker Northeims
- Ernst Iffland (1820–1904), Politiker, Ministerpräsident von Schaumburg-Lippe, Assessor und Bürgermeister in Northeim
- Richard Uffeln (1859–1939), Bürgermeister von Moringen
- Theodor Abbetmeyer (1869–1944), Lehrer und NS-Journalist
- Georg Zülch (1870–1942), Jurist und Politiker (DNVP); war als Rechtsanwalt in Northeim tätig
- Hermann Fliß (1878–1961), Politiker (SPD) Bürgermeister der Stadt von 1946 bis 1948
- Otto von der Schulenburg (1888–1972), Politiker (NSDAP)
- Fritz Emil Irrgang (1890–1951), Politiker (NSDAP)
- Paul Franke (1892–1961), Politiker (NSDAP)
- Arnold Poepke (1901–1989), Volkswirt und Politiker
- Hartmut Schmökel (1906–1991), Alttestamentler und Altorientalist
- Erich Gerlach (1910–1972), Politiker (SPD) und Wirtschaftswissenschaftler
- Winfrid Hedergott (1919–2002), Politiker (FDP), Vizepräsident des niedersächsischen Landtages, Bürgermeister
- Jürgen Hövermann (1922–2024), Geographieprofessor
- Anton Kokars (1922–2006), deutsch-lettischer Journalist und Schriftsteller
- Loriot (1923–2011), Humorist; legte – nach Kriegsabitur in Stuttgart – am Gymnasium Corvinianum in Northeim sein Vollabitur ab
- Karl Ahrens (1924–2015), Politiker (SPD), Stadtdirektor und Präsident der Parlamentarischen Versammlung des Europarates (1983–1986)
- Ernst Arfken (1925–2006), Kirchenmusiker und Theologe
- Burkhard Heim (1925–2001), Physiker
- Wolfgang Senger (1925–2009), Oberkreisdirektor
- Otto Graeber (1926–2022), Politiker, u. a. Northeimer Ratsherr und Bundesvorsitzender SPD 60 plus
- Hans-Peter Voigt (1936–2014), Politiker (CDU), Bürgermeister und Landrat von Northeim
- Dietrich Stratmann (* 1937), Politiker (CDU)
- Axel Endlein (* 1941), Politiker (SPD), Präsident des Deutschen Landkreistages a. D.
- Hubertus Gojowczyk (* 1943), Objekt- und Konzeptkünstler
- Bernhard Bramlage (* 1949), Stadtdirektor a. D., Landrat des Landkreises Leer
- Albrecht Gralle (* 1949), baptistischer Geistlicher und Autor zahlreicher Bücher
- Wolf Bröll (1950–2016), Bildhauer, Maler und Professor an der Universität Vechta
- Erardo Cristoforo Rautenberg (1953–2018), Generalstaatsanwalt a. D. des Landes Brandenburg
- Christopher Paul Jones (1958–2005), US-amerikanischer Musiker
- Peter-Ulrich Wendt (* 1959 in Regensburg), 1. Vorsitzender des Kreisjugendrings Northeim e. V.,[56] Professor an der Hochschule Magdeburg[57]
- Hans-Erich Tannhäuser (* 1960), Ingenieur und Politiker (parteilos), ehemaliger Bürgermeister der Stadt von 2013–2017
- D-Bo (* 1978 in Göttingen), Rapper
- Michael Polle (* 1979), Film- und Fernsehproduzent
- Ronny Schalk (* 1979), Drehbuchautor
- Anna Naklab (* 1993), Sängerin